# Перов, Василий Григорьевич
Васи́лий Григо́рьевич Перо́в (21 декабря 1833  [2 января 1834], Тобольск — 29 мая [10 июня] 1882, Кузьминки, Московская губерния) — русский живописец, последователь «демократического реализма», один из наиболее значимых московских художников пореформенной эпохи, педагог и писатель. Академик (с 1866) и профессор (с 1870) Императорской Академии художеств, один из членов-учредителей (в 1870) Товарищества передвижников.

## Биография

### 1833—1852
Был незаконнорождённым сыном губернского прокурора барона Георгия (Григория) Карловича Криденера и уроженки Тобольска А. И. Ивановой. Дата рождения точно неизвестна: 21—23 декабря 1833 (2 или 4 января 1834) года. Несмотря на то, что вскоре после рождения мальчика его родители обвенчались, Василий не имел прав на фамилию и титул отца. В официальных документах долгое время указывалась фамилия «Васильев», данная по имени крёстного отца. Фамилия «Перов» возникла как прозвище, данное мальчику его учителем грамоты, заштатным дьячком, который этим прозвищем отметил своего ученика за усердие и умелое владение пером для письма.
Через несколько лет после рождения Василия его отец был уволен с казённой службы, и семья переехала в Архангельск, затем в родовое имение Криденеров — Суслеп возле Дерпта. Некоторое время Василий Перов жил в Самарской губернии — в имениях братьев, сыновей от первого брака отца.
После получения отцом должности управляющего имением Языкова в 1842 году семья переехала в Саблуково Арзамасского уезда Нижегородской губернии. Здесь Василий переболел оспой, и последствие болезни — слабое зрение — осталось у него на всю жизнь. Интерес к живописи возник у мальчика, когда он наблюдал за работой приглашённого отцом художника. В 1843—1846 годах Василий проходил обучение в арзамасском уездном училище, живя у учителя Фаворского. В это время он продолжал самостоятельные занятия рисованием. Мать желала отдать сына в Нижегородскую гимназию, однако отец получил новое место службы — в селе Пияишное (Пиявочное) — и Василий был отдан учиться в арзамасскую художественную школу А. В. Ступина, где учился (с перерывами) в 1846—1849 годах. Раньше, чем другим ученикам, Ступин разрешил писать Перову масляными красками, отмечая: «Васенька не пропадёт — у него талант, из него выйдет художник». Школу он не закончил, как свидетельствуют некоторые источники, из-за конфликта с одним из учеников.
Приехав к родителям в Пияишное, Василий Перов приступил к созданию композиции «Распятие» (местонахождение неизвестно), которая писалась весь Великий пост и была окончена на Страстной неделе. Картина была помещена в церкви находившейся рядом с селом Никольское. В этот период Перов написал ряд портретов и жанровых картин: «Нищий, просящий милостыню», «Деревенская тройка», «Народное гуляние в семик».

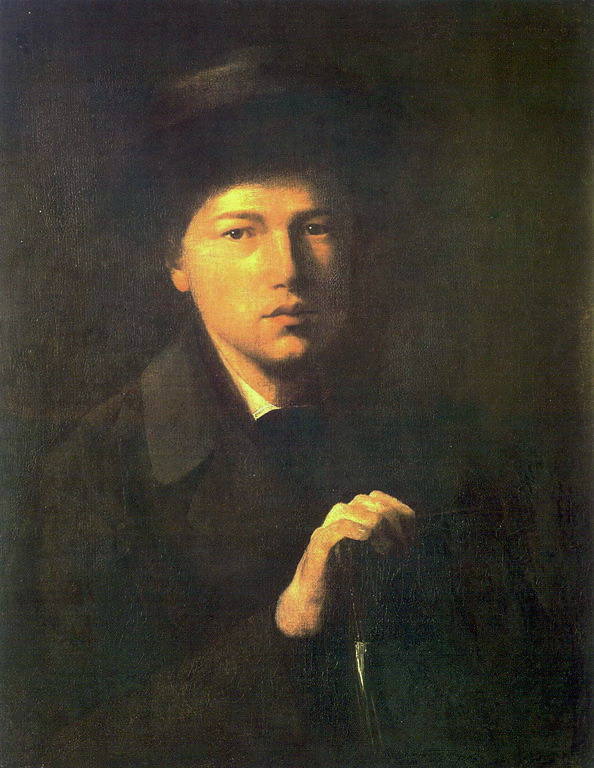
Н. Г. Криденер. 1856. Государственный Русский музей

### 1852—1864
В 1852 году Василий Перов приехал в Москву и на следующий год поступил в Московское училище живописи, ваяния и зодчества. Однако жить было не на что и негде; молодой художник из-за нужды хотел даже оставить учёбу, но в трудную минуту ему оказал помощь его преподаватель из училища, Е. Я. Васильев — «строгий … даже немного рутинный классик», который поселил Перова у себя и отечески заботился о нём. Преподавателями Перова в училище были также М. И. Скотти, А. Н. Мокрицкий, Н. А. Рамазанов; оканчивал училище Василий Перов под руководством С. К. Зарянко.
В 1856 году за представленный в Академию художеств портрет своего брата Николая Григорьевича Криденера Перов был отмечен малой серебряной медалью. Эта работа была ещё тесно связана с традициями искусства начала XIX века, носила черты ступинской школы; но уже в последующих работах Перов выступил как новатор. Написанная в 1857 году картина «Приезд станового на следствие» принесла художнику большую серебряную медаль. Она обратила на себя внимание публики и критики; в Перове увидели «прямого наследника и продолжателя Федотова»: 

Молодой художник поднимал выпавшую из рук Федотова кисть… и продолжал начатое им дело, точно будто не бывало никогда на свете всех лжетурчанок, лжерыцарей, лжеримлян, лжеитальянцев и лжеитальянок, лжерусских, лжебогов и лжелюдей.— В. В. Стасов
Эта картина положила начало коллекции Г. И. Хлудова.
Сюжет следующей картины определили слова народной песни: «Мать плачет, как река льётся; сестра плачет, как ручей течёт;жена плачет, как роса падёт — взойдёт солнышко, росу высушит». Картиной «Сцена на могиле», написанной под руководством Е. Я. Васильева, Перов остался недоволен, посчитав её слишком искусственной по композиции.

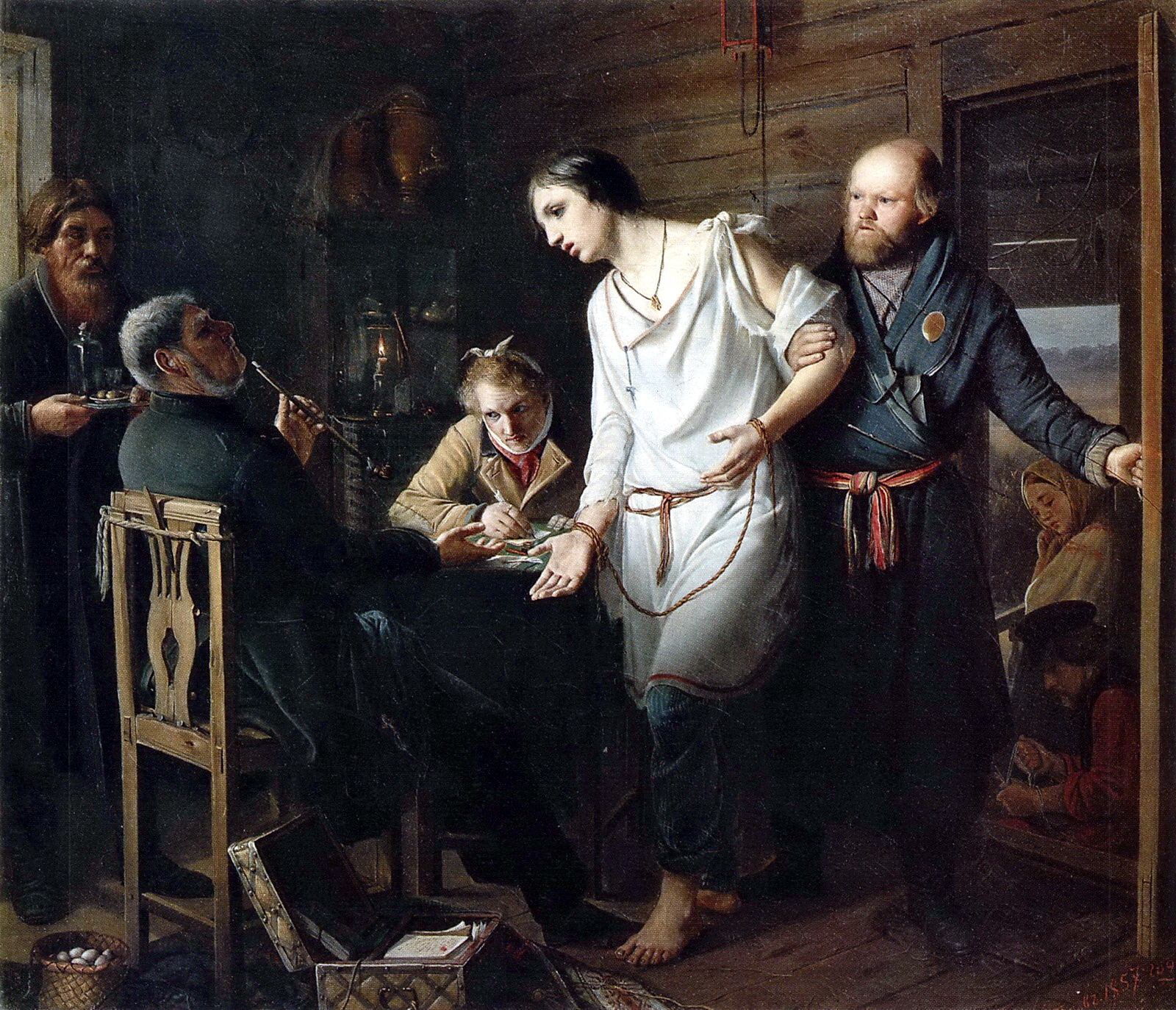
Приезд станового на следствие. 1857. Государственная Третьяковская галерея
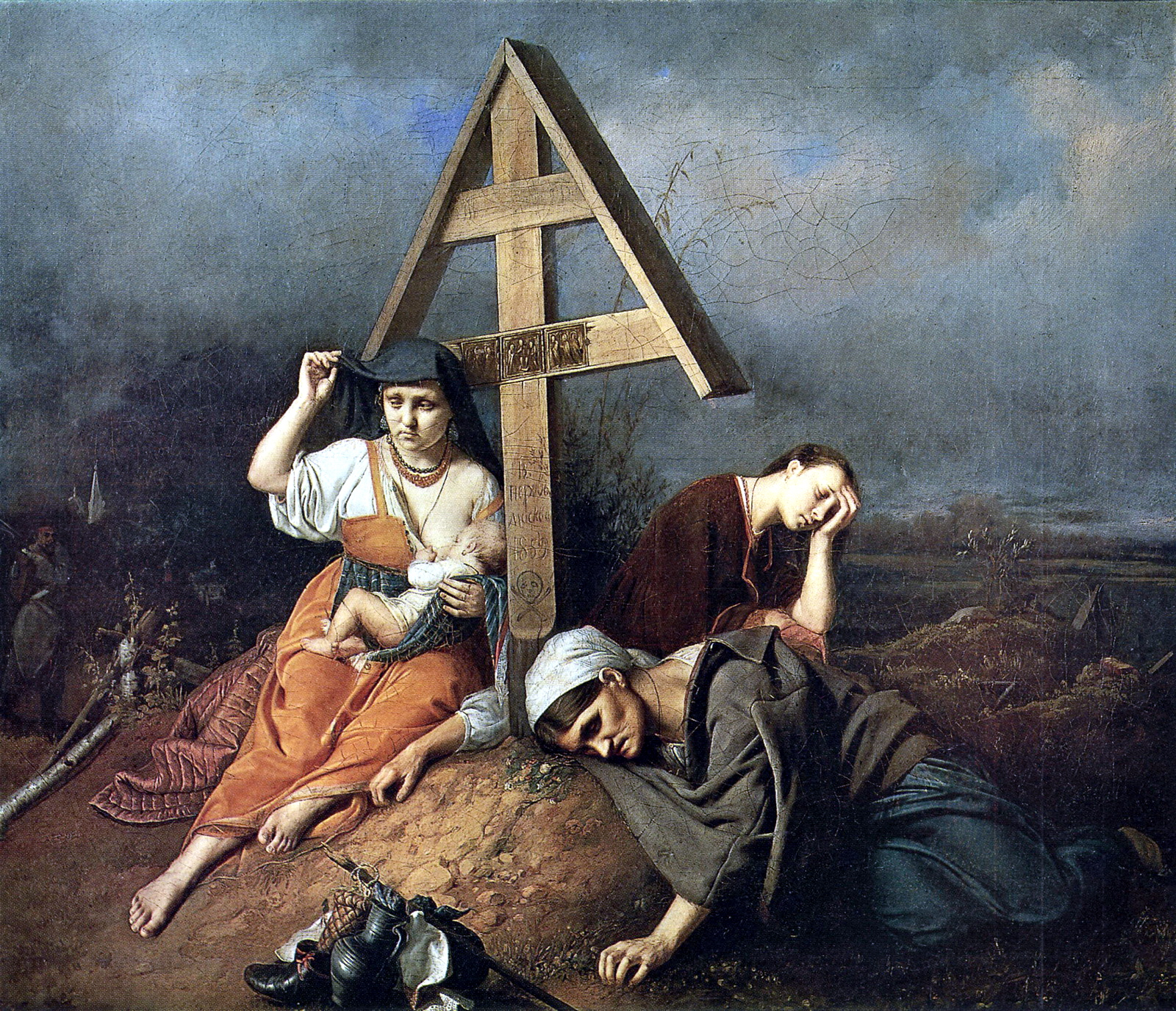
Сцена на могиле. 1859. Государственная Третьяковская галерея
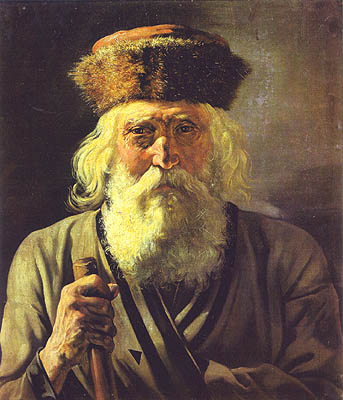
Странник. 1859. Саратовский художественный музей

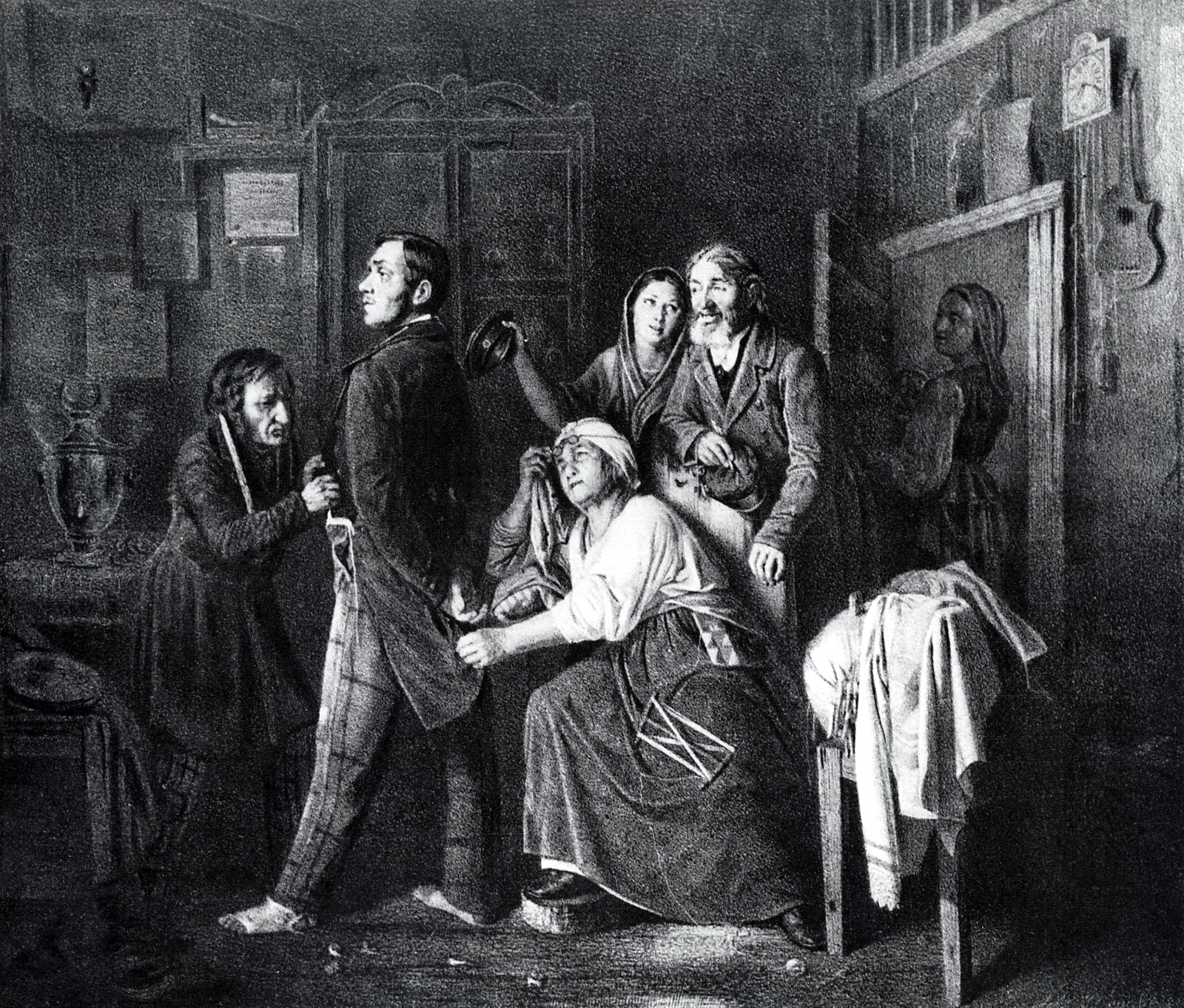
Первый чин. 1860

В 1860 году Академия присудила Перову малую золотую медаль за картину «Первый чин. Сын дьячка, произведенный в коллежские регистраторы», которая утвердила художника как наследника сатирического жанра 1840-х годов. Получив право участвовать в конкурсе на большую золотую медаль, Перов переехал в Санкт-Петербург. Здесь в 1861 году он написал картины «Проповедь в селе» и «Сельский крестный ход на Пасхе»; за первую он получил большую золотую медаль (1867) и право поездки в качестве пансионера за границу.
По поводу второй, которая была отвергнута академией, но приобретена П. М. Третьяковым, В. Худяков писал:

А другие слухи носятся, что будто бы Вам от Св. Синода скоро сделают запрос; на каком основании Вы покупаете такие безнравственные картины и выставляете публично? Картина («Попы») была выставлена на Невском на постоянной выставке, откуда хотя её и скоро убрали, но всё-таки она подняла большой протест! И Перову вместо Италии как бы не попасть в Соловки.

Эта картина вызвала горячие споры: В. Стасов хвалил её за правду и искренность, за верно подмеченные и переданные типы; в то же время М. Микешин утверждал, что подобное направление убивает настоящее высокое искусство, унижает его, показывая только неприглядную сторону жизни. После окончания училища в 1862 году Перов написал картину «Чаепитие в Мытищах», композиция которой была построена на противопоставлении (контрастном сопоставлении) тучного монаха-чревоугодника и хромого слепца, инвалида войны, с мальчиком-поводырем.

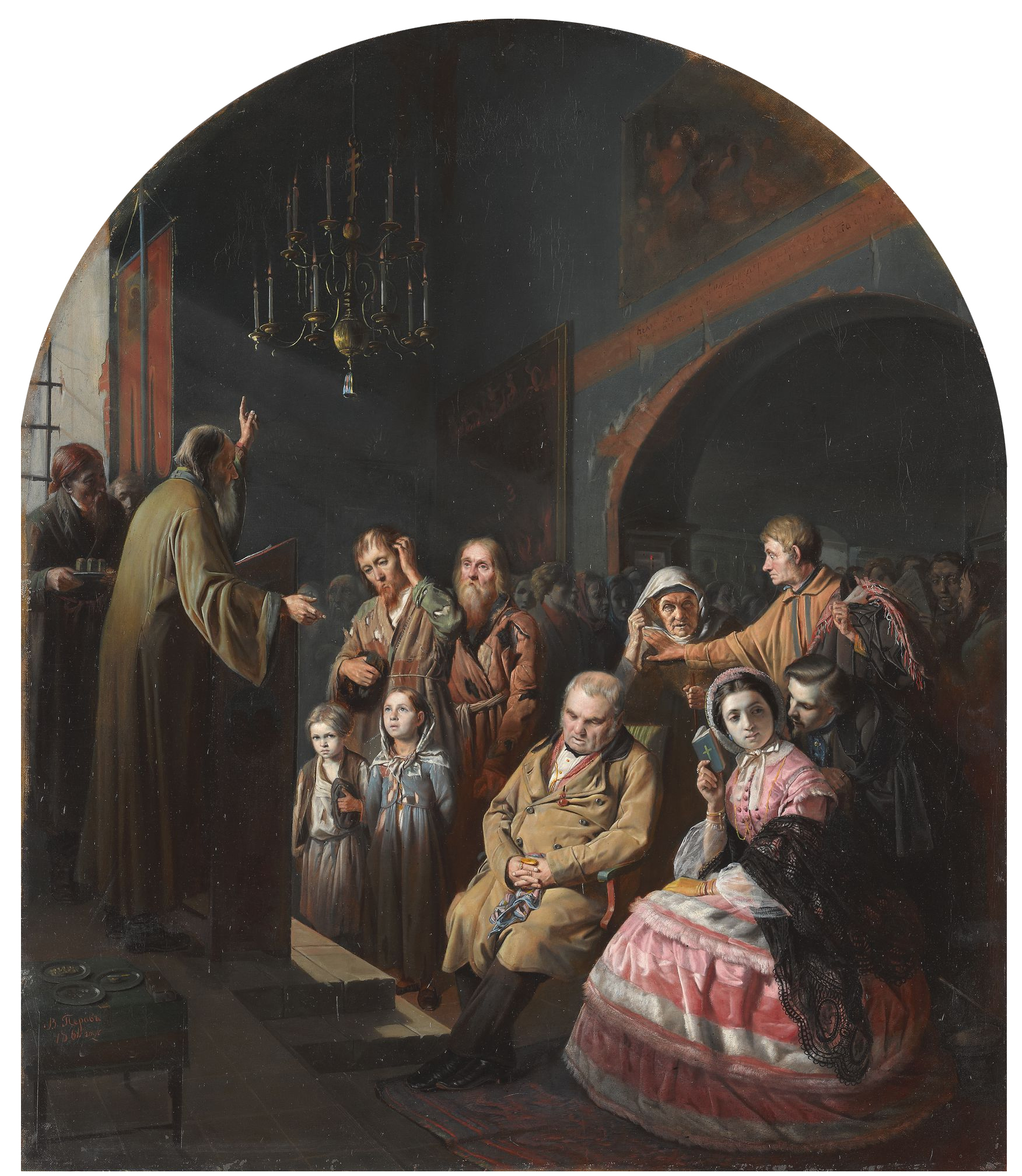
Проповедь в селе. 1861. Государственная Третьяковская галерея
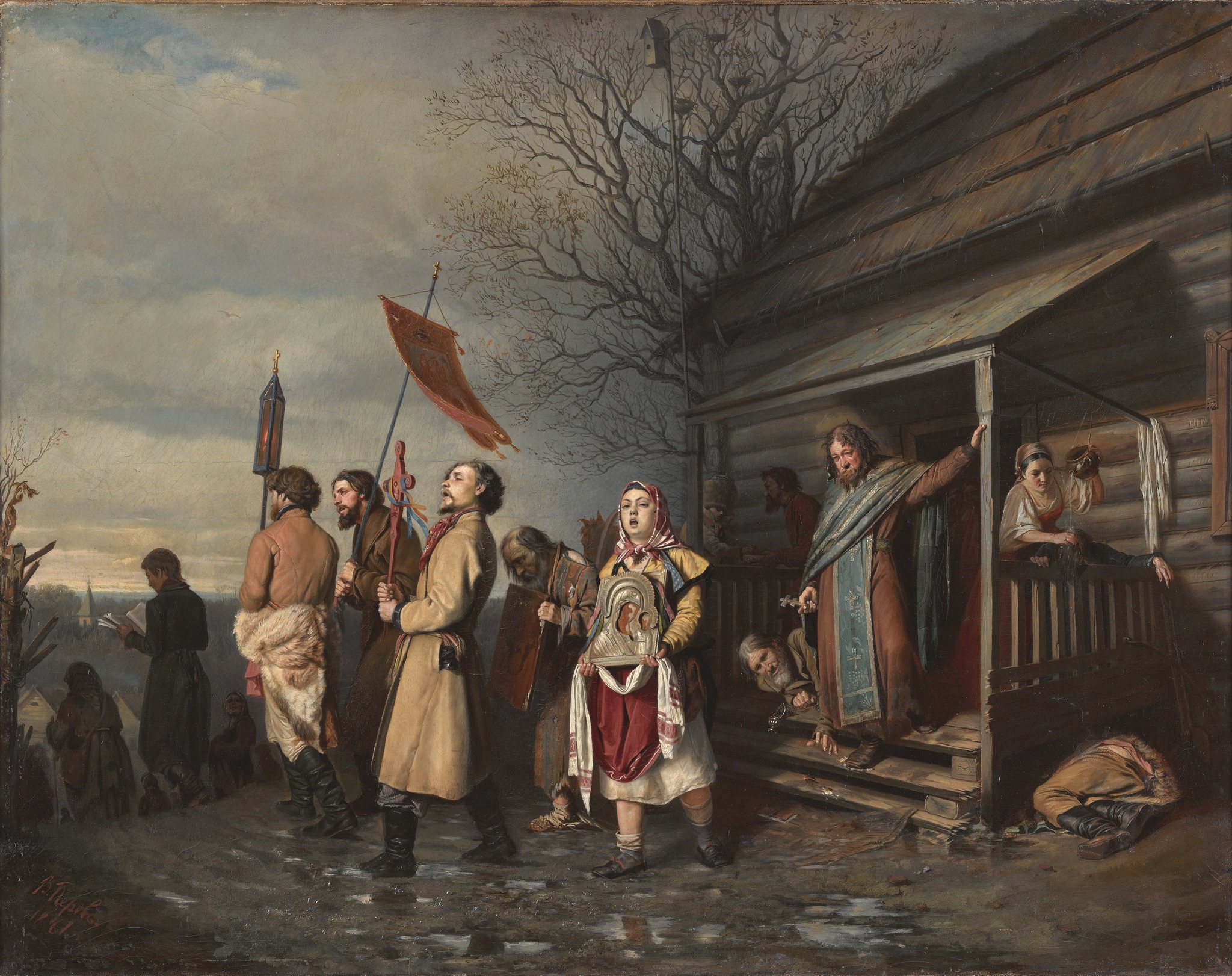
Сельский крестный ход на Пасхе. 1861. Государственная Третьяковская галерея
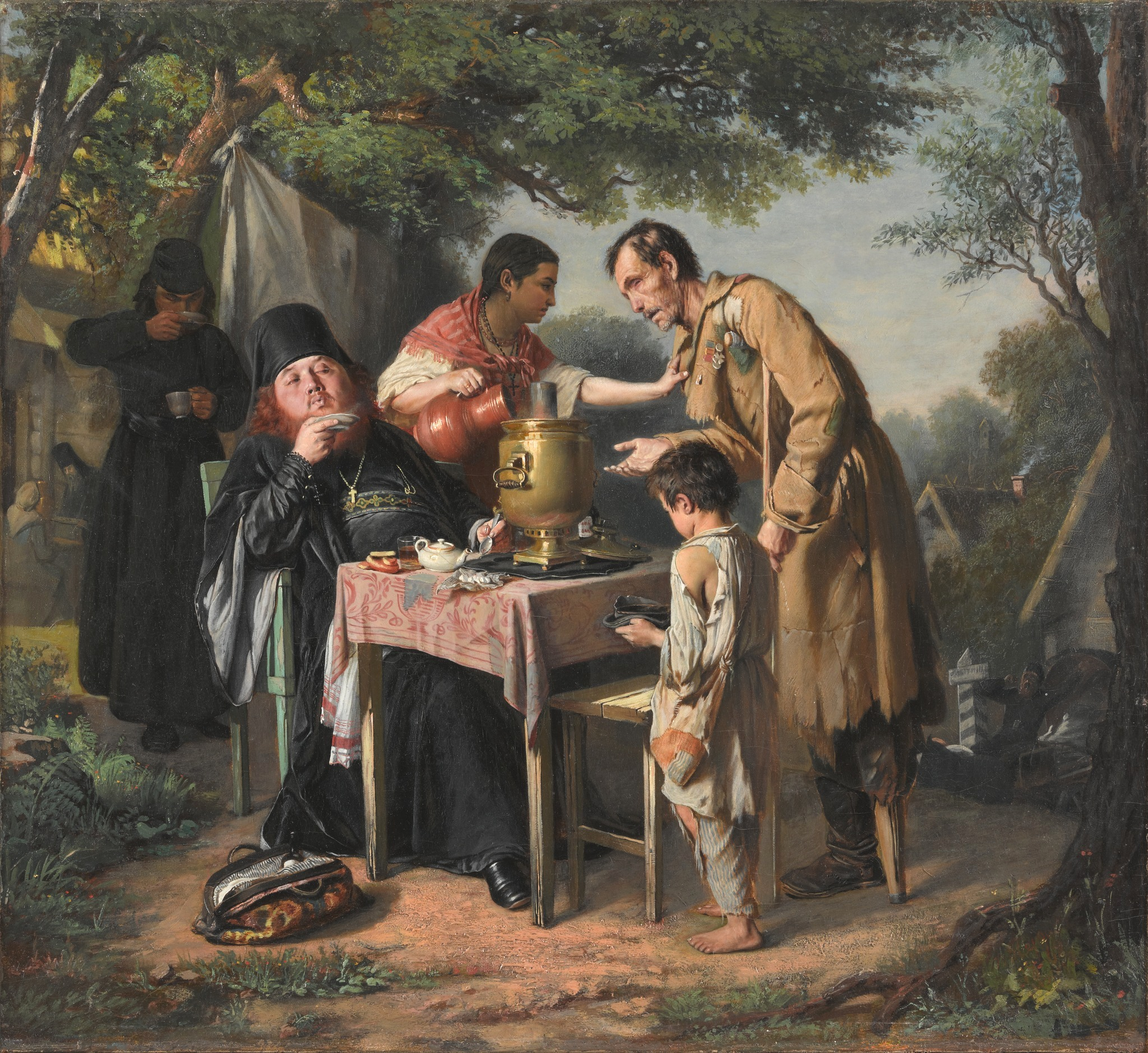
Чаепитие в Мытищах, близ Москвы. 1862. Государственная Третьяковская галерея

Осенью 1862 года Перов женился на Елене Эдмондовне Шейнс и в декабре, в качестве пансионера Академии художеств, уехал с ней за границу: посетив ряд городов Германии (Берлин, Дрезден, Дюссельдорф), он приехал в Париж.

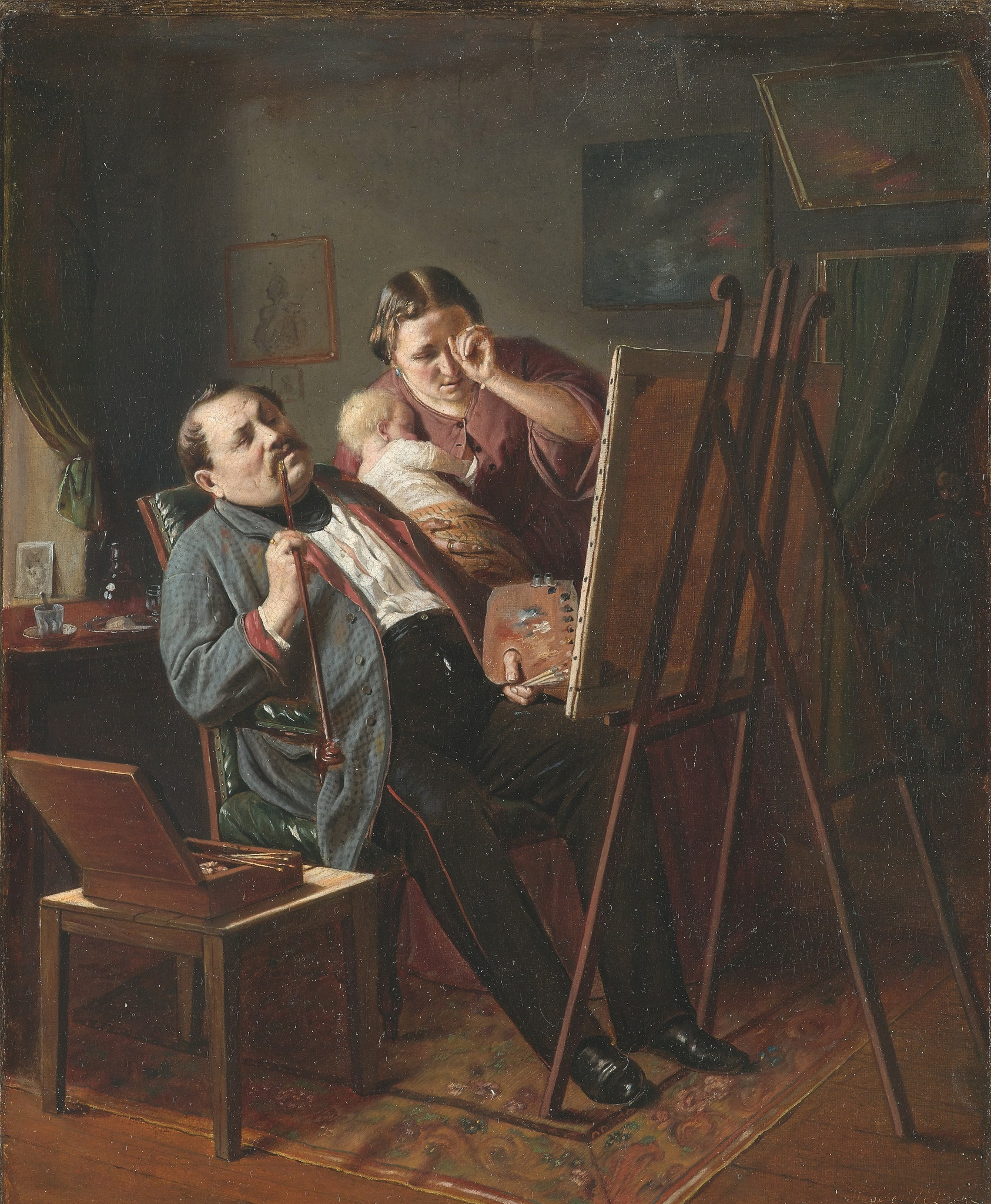
Дилетант. 1862. Государственная Третьяковская галерея
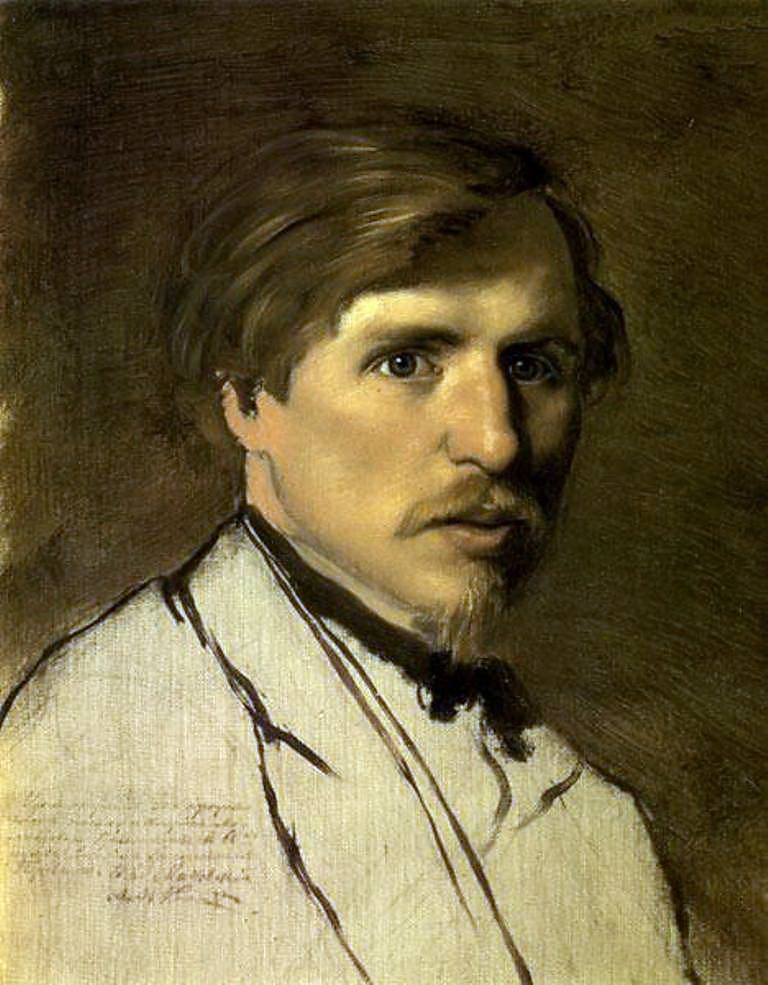
И. М. Прянишников. 1862. Государственная Третьяковская галерея

В 1863—1864 годах В. Г. Перов жил и работал в Париже. К этому периоду относятся его картины, изображающие европейские сцены уличной жизни («Продавец статуэток», «Савояр», «Шарманщик», «Нищие на бульваре», «Музыканты и зеваки», «Тряпичники»). Получив от Академии разрешение на досрочное возвращение с продолжением пансионерства в России, он вернулся в Москву, где и прошла вся его дальнейшая жизнь. Перов поселился в доме дяди жены — Ф. Ф. Резанова.

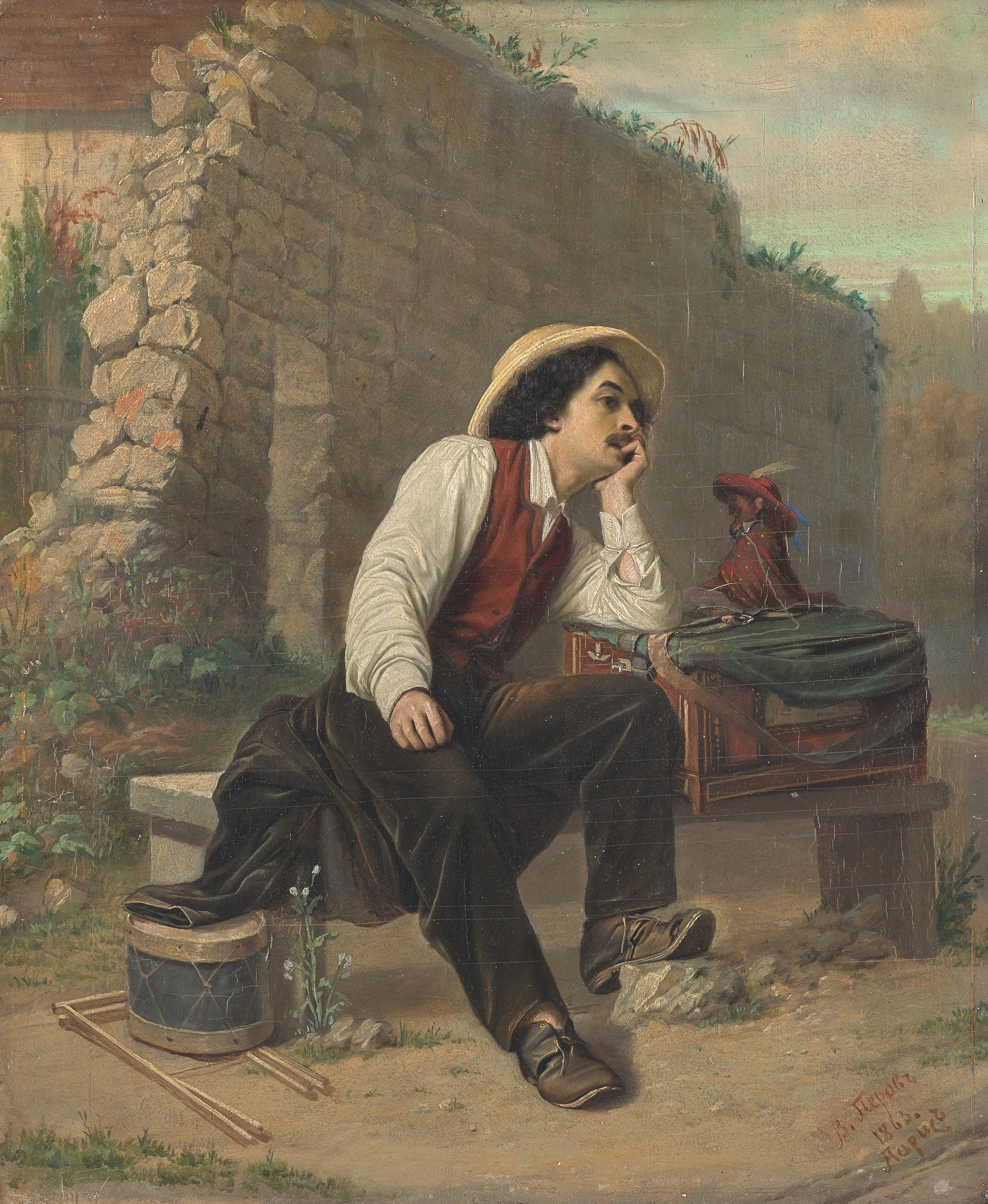
Шарманщик. 1863. Государственная Третьяковская галерея
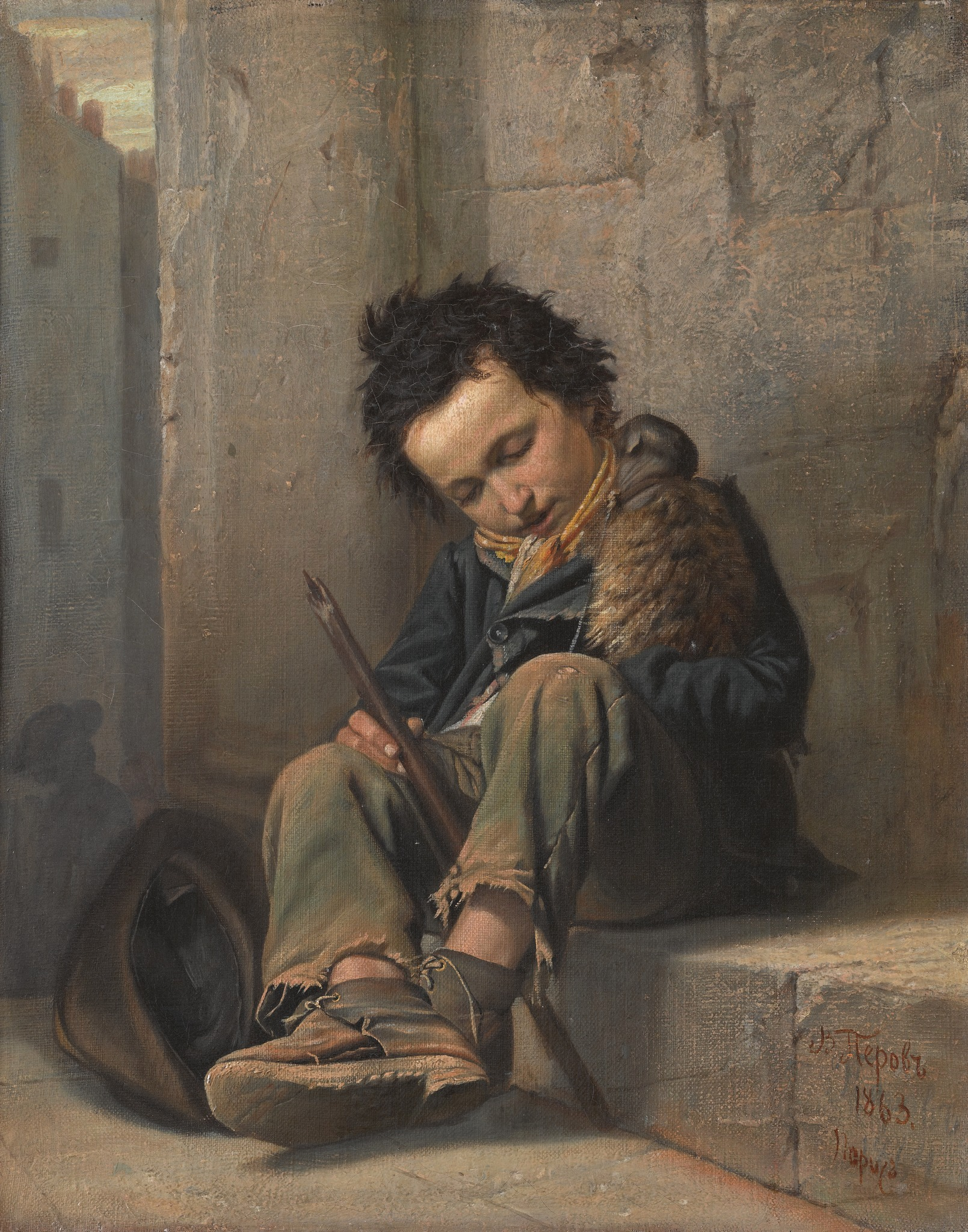
Савояр. 1864. Государственная Третьяковская галерея
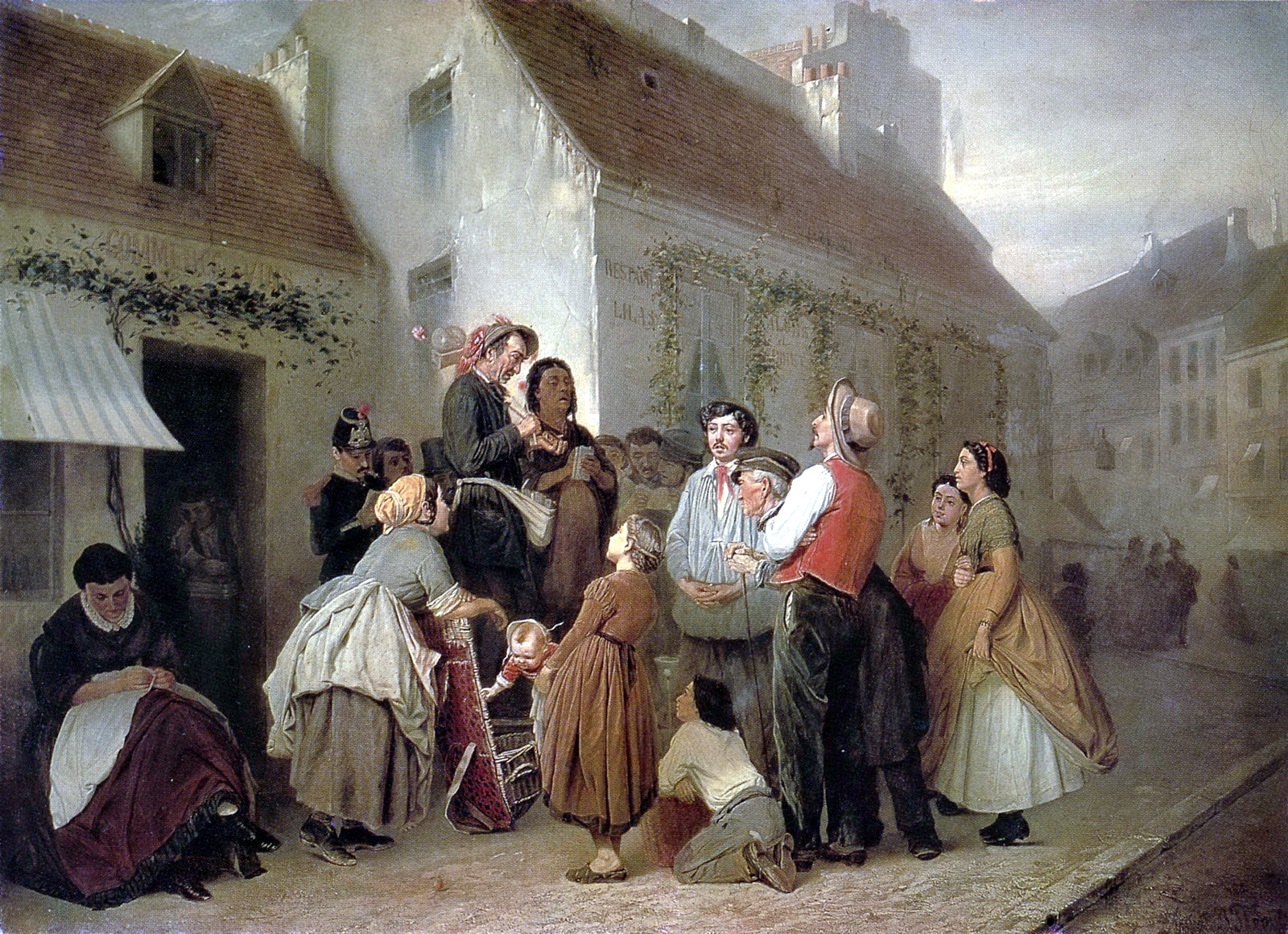
Продавец песенников. 1864. Музей изобразительных искусств Татарстана
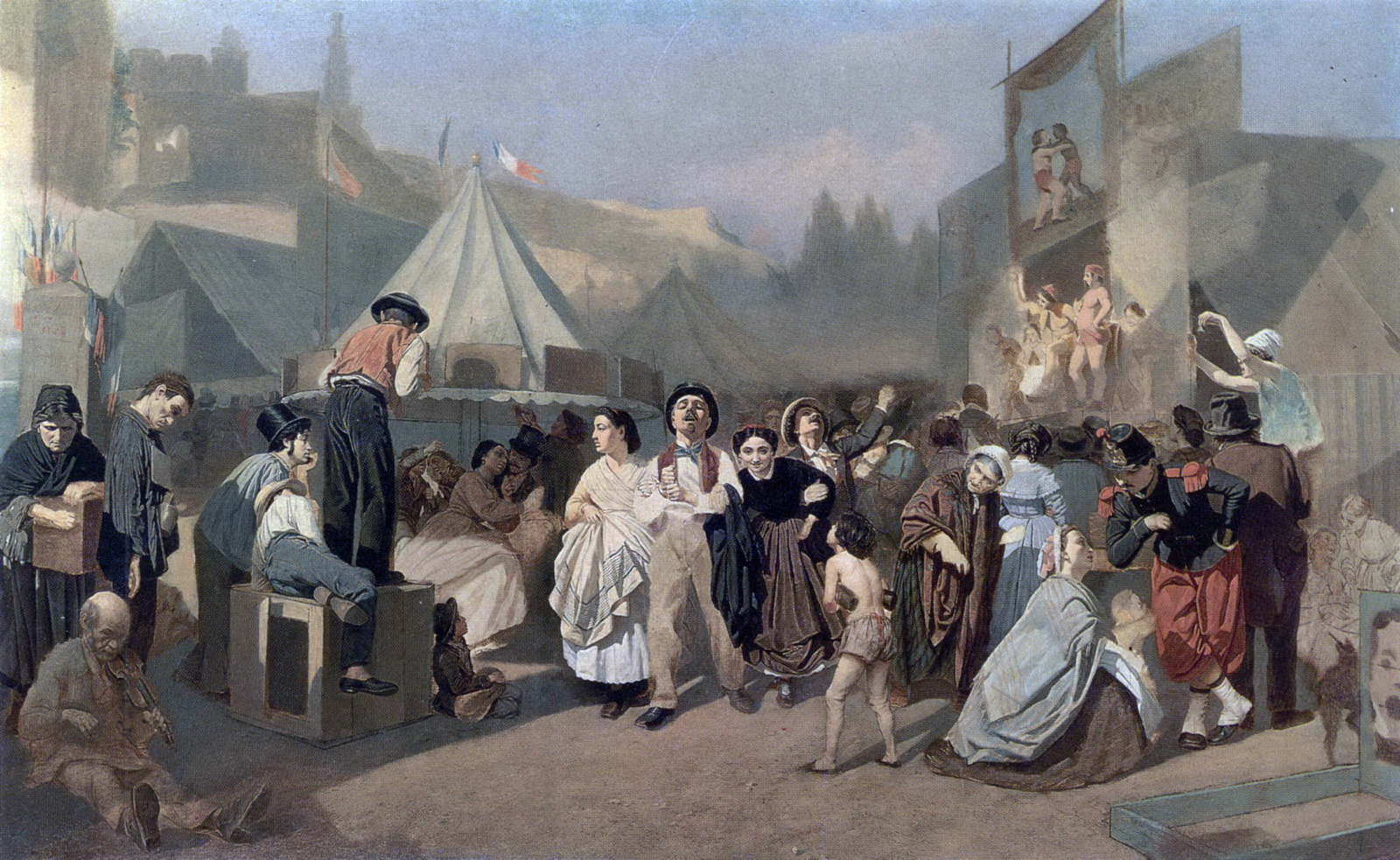
Праздник в окрестностях Парижа. 1864. Государственная Третьяковская галерея
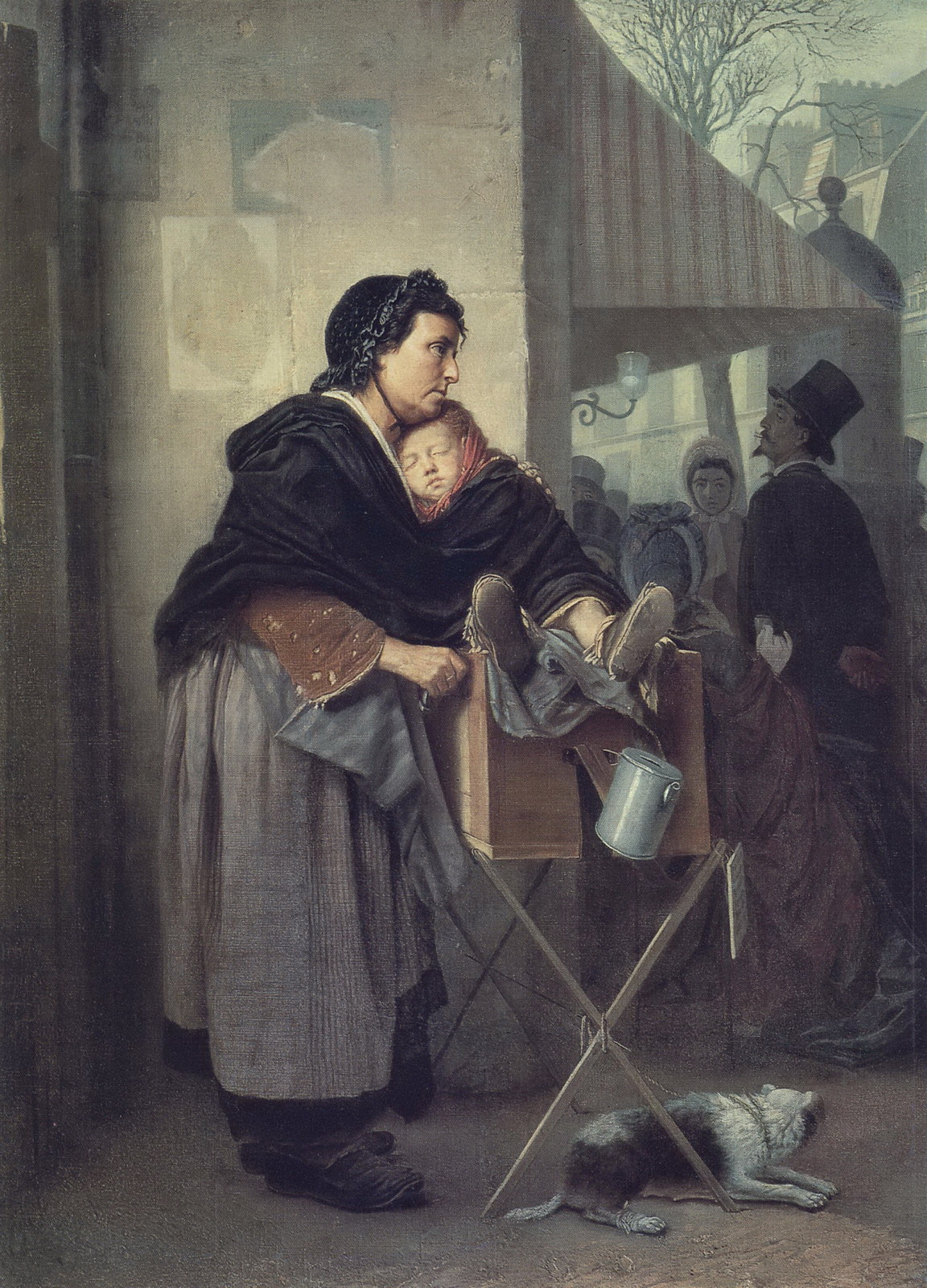
Парижская шарманщица. 1864. Государственная Третьяковская галерея
Парижские тряпичники. 1864. Государственный Русский музей

### 1865—1870
Ещё за границей Перов задумал большую картину с сюжетом из монастырской жизни, которая писалась долго и впервые появилась только на посмертной выставке художника в 1882 году. Кроме неё он написал для конкурсов МОЛХ и ОПХ жанровые полотна «Проводы покойника» и «Очередь у бассейна», за которые был награждён первыми премиями конкурсов. С этих картин начался новый этап в творчестве художника: от сатирического направления он перешёл к более драматическим сюжетам — об «униженных и оскорблённых». В. В. Стасов писал:

Перов создал в 1865 году одну из лучших своих картин: «Деревенские похороны». Картина была маленькая по размерам, но великая по содержанию… Художество выступало тут во всем величии своей настоящей роли: оно рисовало жизнь, оно «объясняло» её, оно «произносило свой приговор» над её явлениями. …Эти похороны ещё безотраднее и печальнее, чем у Некрасова в поэме «Мороз-Красный нос». Там гроб провожали отец, мать, соседи и соседки, — у Перова никого. Перов дал полную покинутость и одиночество крестьянской семьи в её горе.

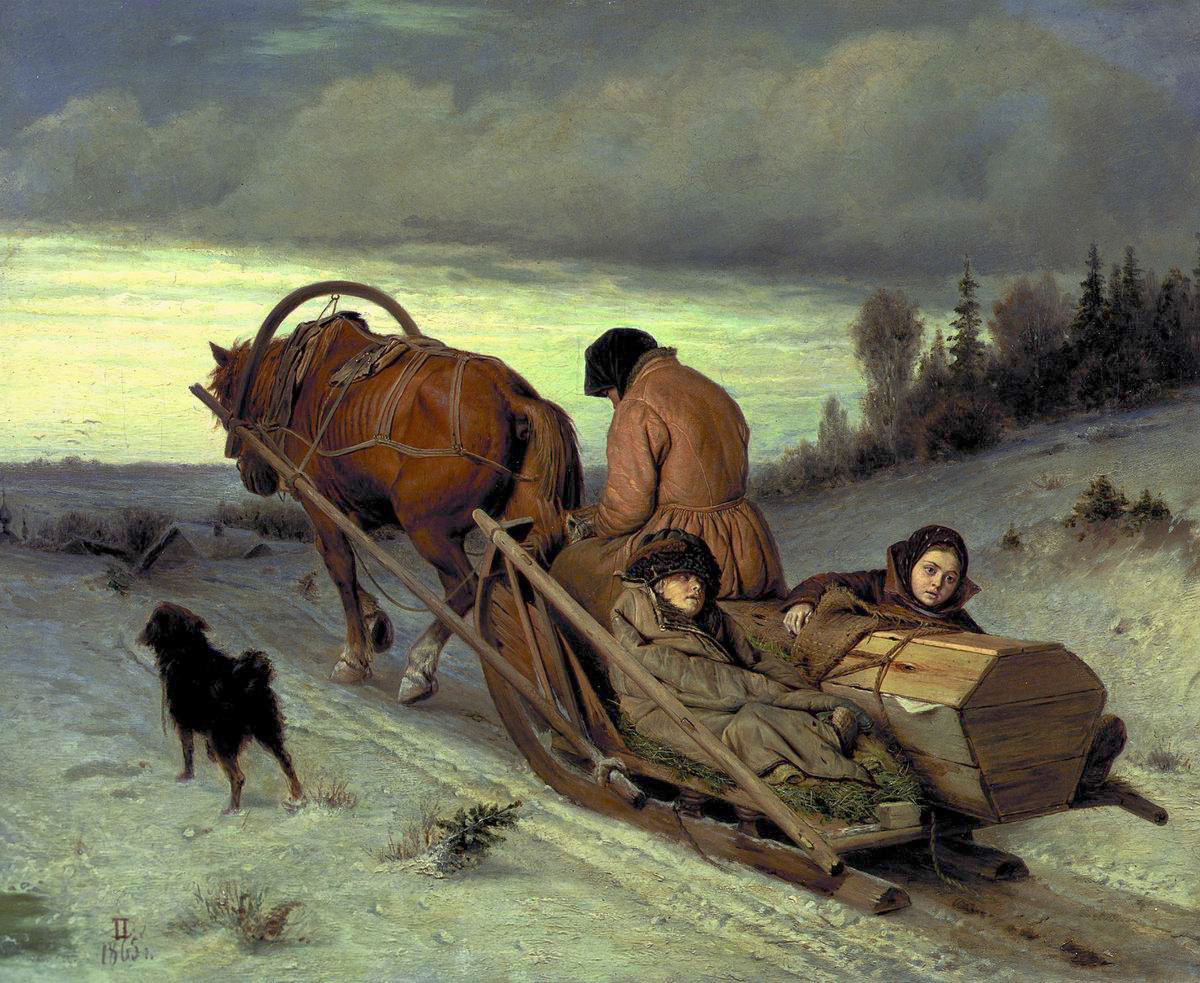
Проводы покойника. 1865. Государственная Третьяковская галерея
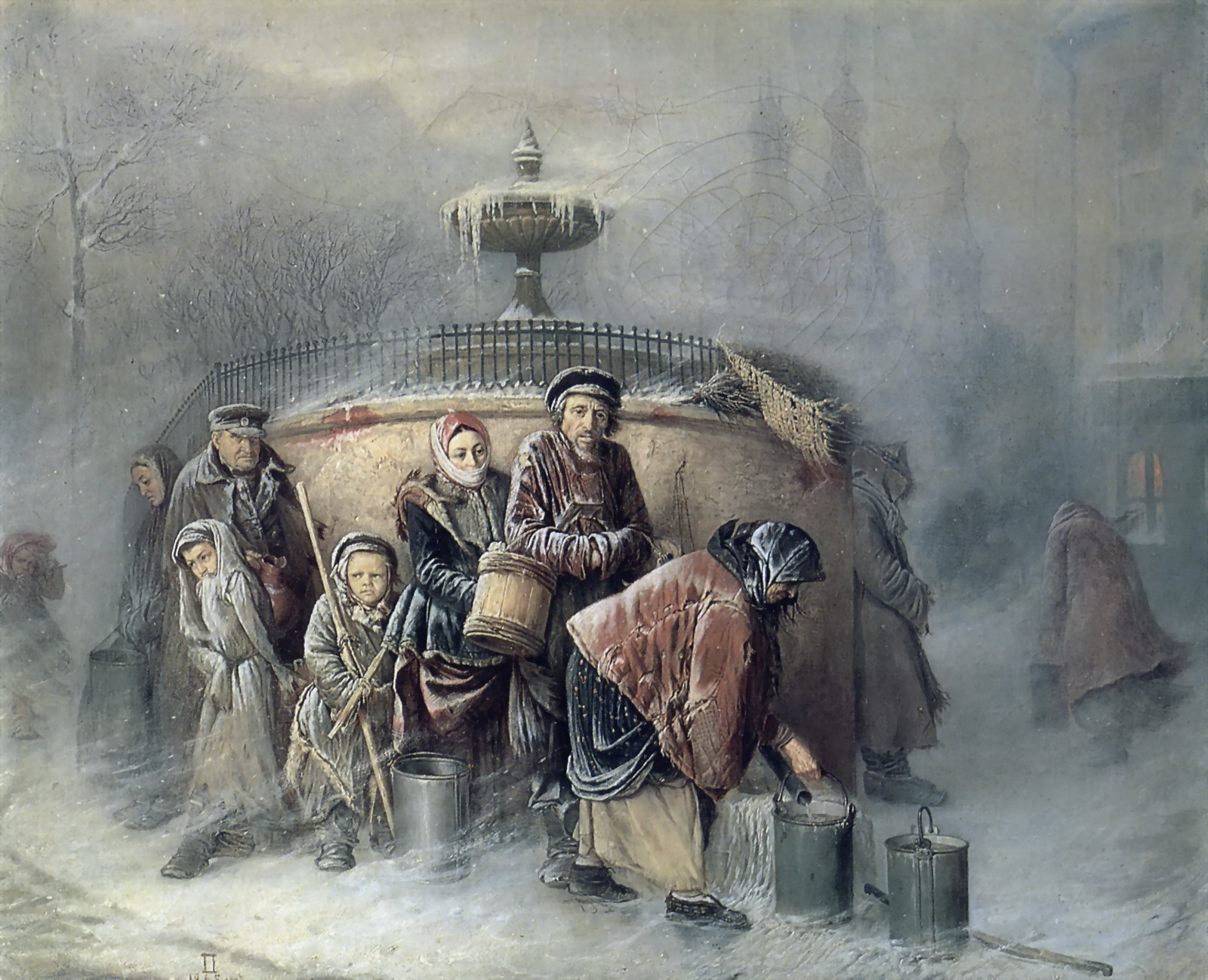
Очередь у бассейна. 1865. Художественный музей Беларуси
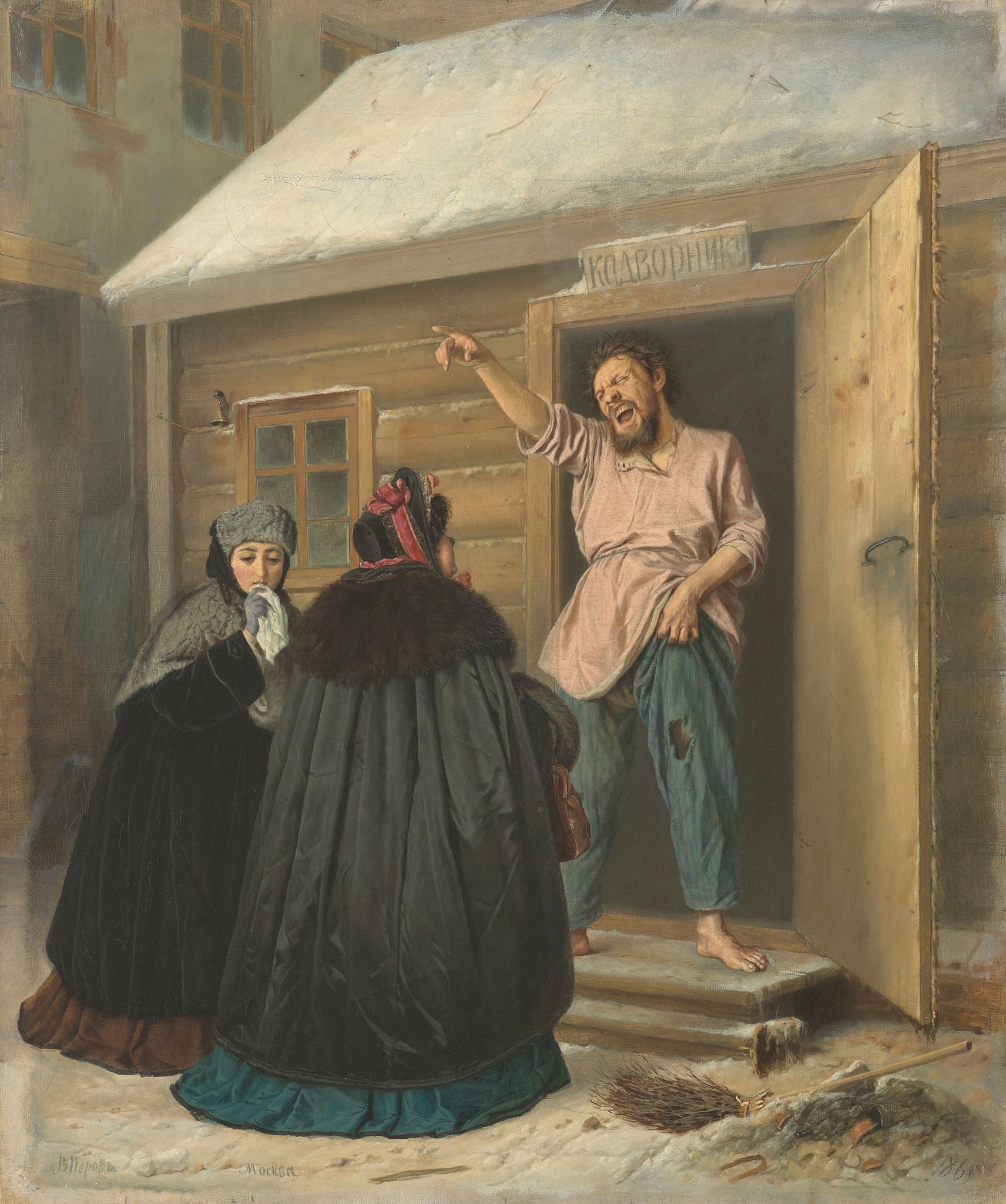
Дворник, отдающий квартиру барыне. 1864-1865. Государственная Третьяковская галерея
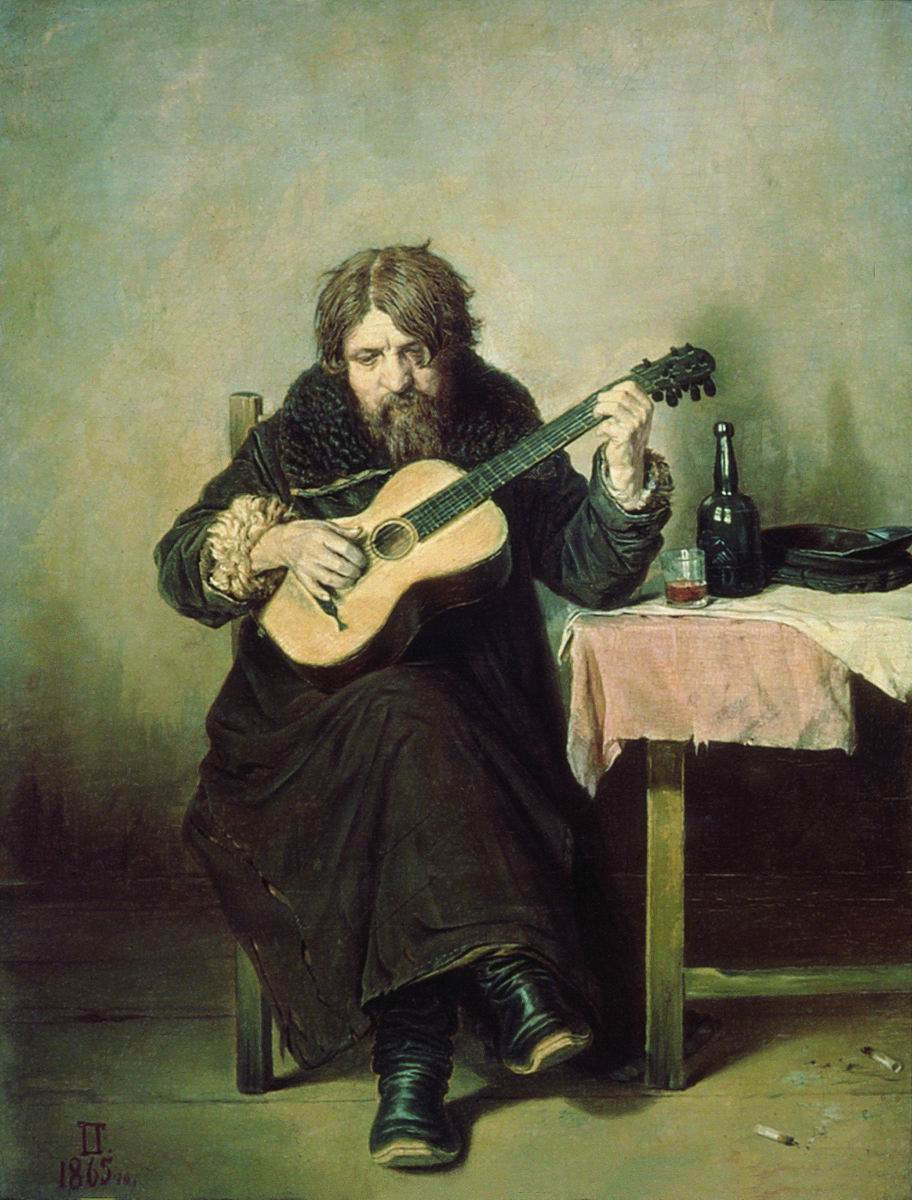
Гитарист-бобыль. 1865. Государственный Русский музей
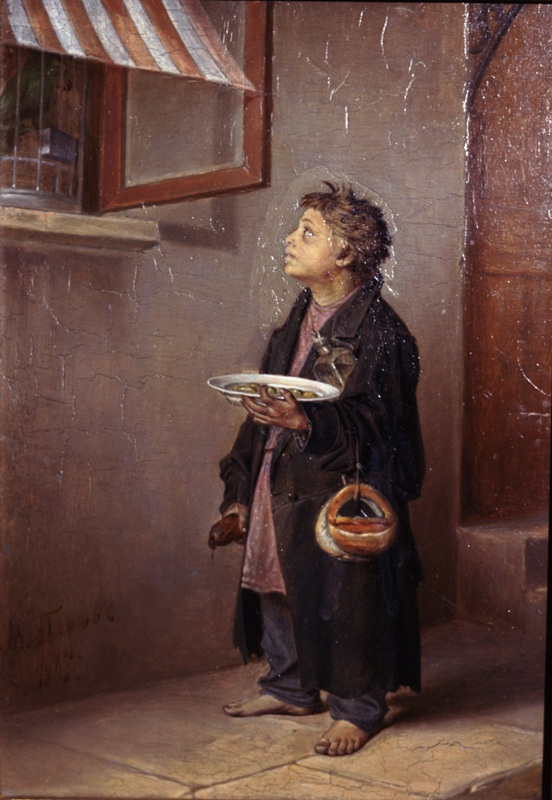
Мальчик-мастеровой. 1865. Ульяновский областной художественный музей

Написанные следом картины — «Тройка», «Приезд гувернантки», «Сцена на почтовой станции» — показывают тяжёлое, унизительное положение наёмных рабочих. Художник так организовал изображение, что персонажи картин как бы с укором смотрят на зрителя — исследователи отмечали, что это свойство будет характерно для целого ряда портретов, выполненных Перовым.

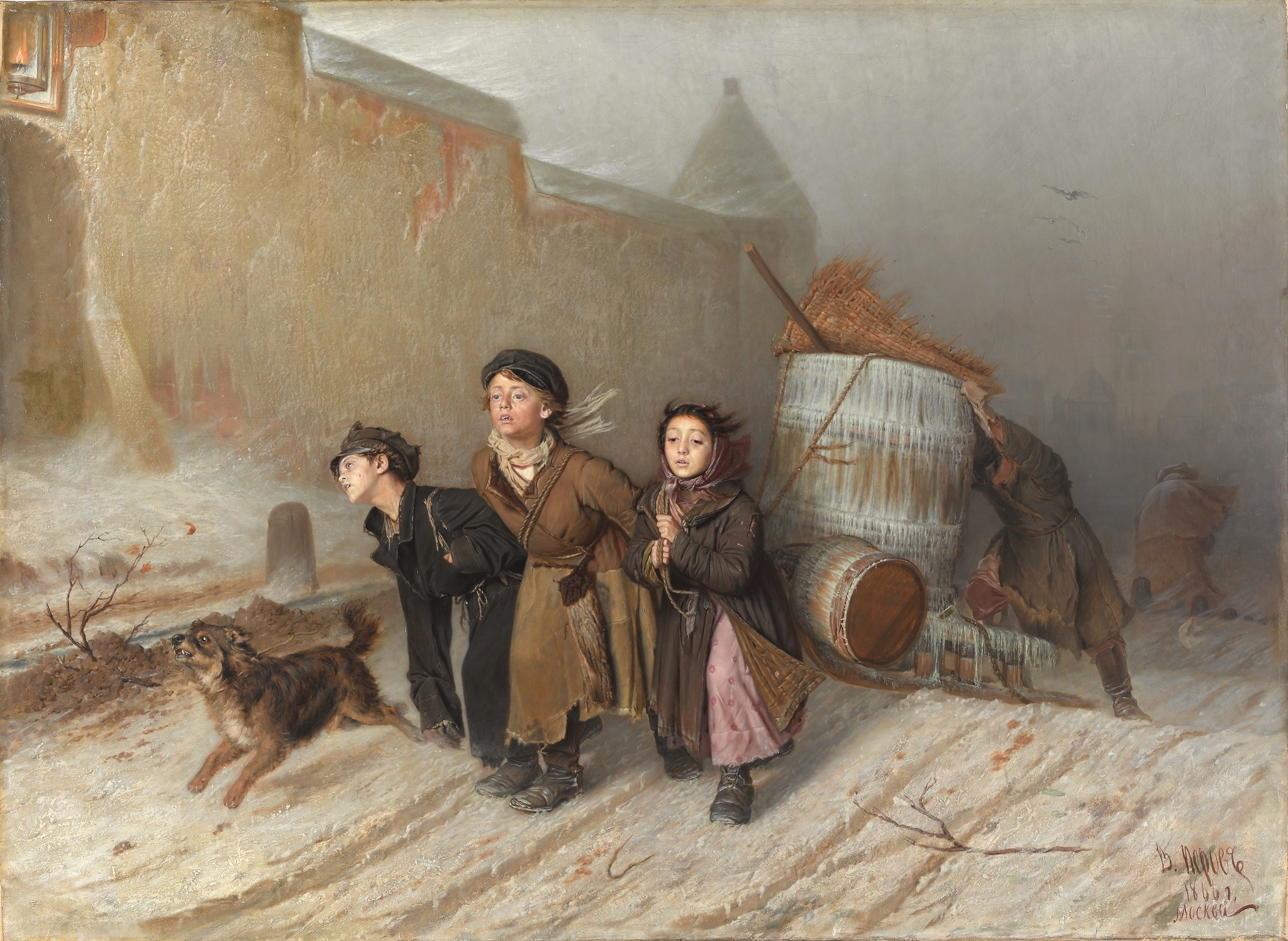
Тройка. Ученики-мастеровые везут воду. 1866. Государственная Третьяковская галерея

За картины «Тройка» и «Приезд гувернантки в купеческий дом» В. Г. Перову было присуждено звание академика. Картину «Тройка» приобрёл П. М. Третьяков.

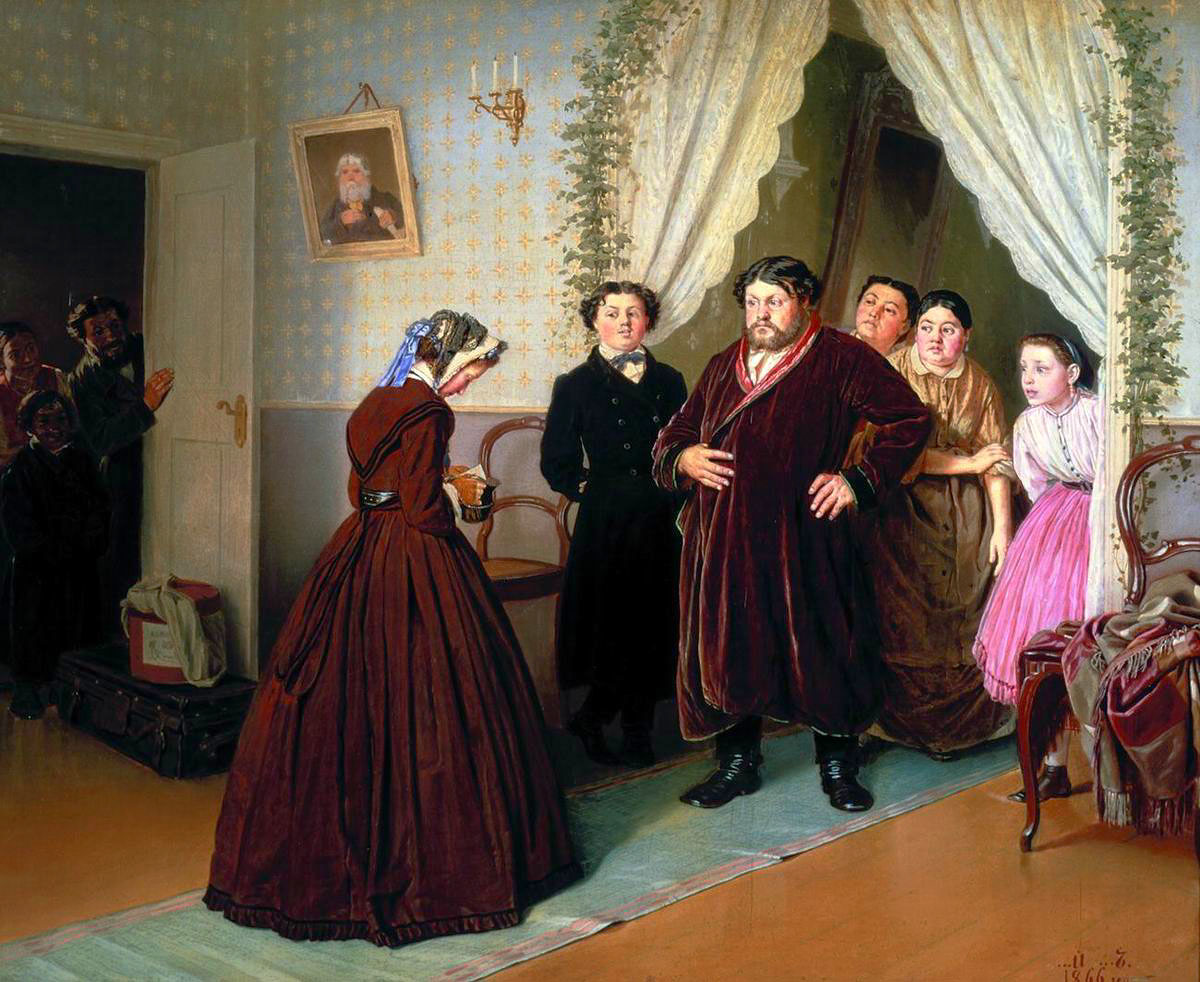
Приезд гувернантки. 1866. Государственная Третьяковская галерея
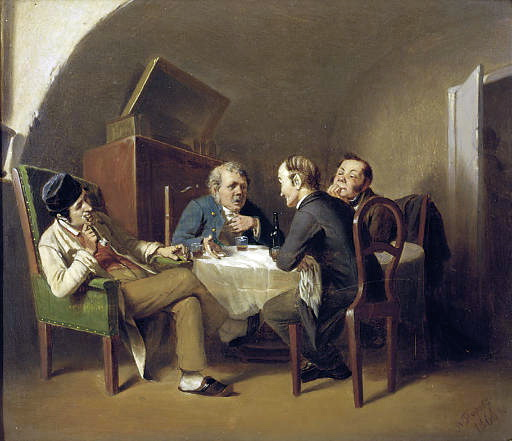
Разговор за круглым столом. 1866
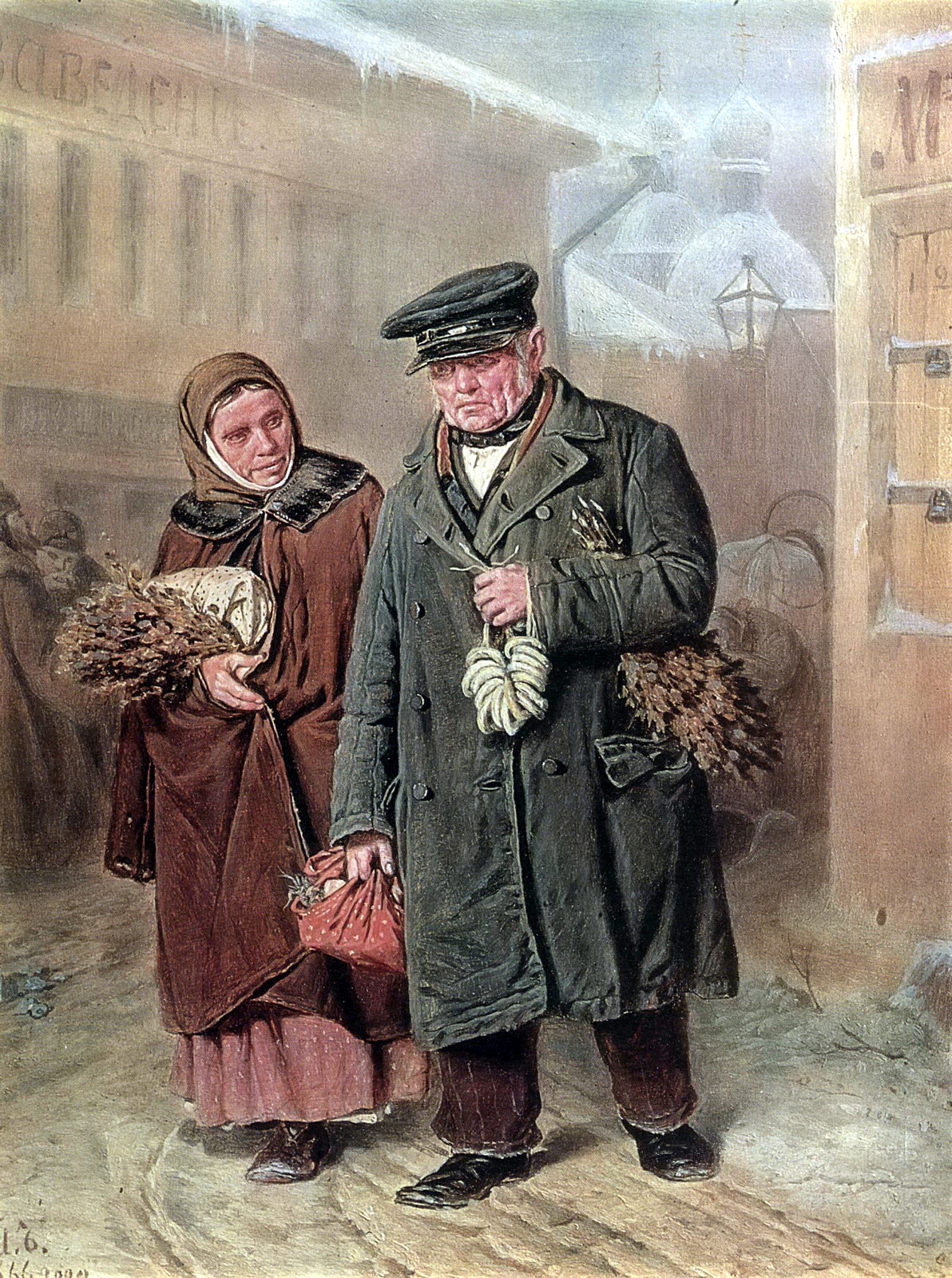
Чистый понедельник. 1866. Государственная Третьяковская галерея

Пять картин Перова демонстрировались на Всемирной выставке 1867 года: «Проводы покойника», «Первый чин», «Дилетант», «Гитарист-бобыль», «Тройка» — художественная критика по достоинству оценила его творчество; Т. Торе-Бюргер писал: «Он русский и в выборе сюжетов, и в манере, в какой он их понимает и интерпретирует». На академическую выставку в этом же году Перов прислал четыре картины: «Чистый понедельник», «Учитель рисования», «Утопленница», «Божья Матерь и Христос у житейского моря» и получил звание академика.

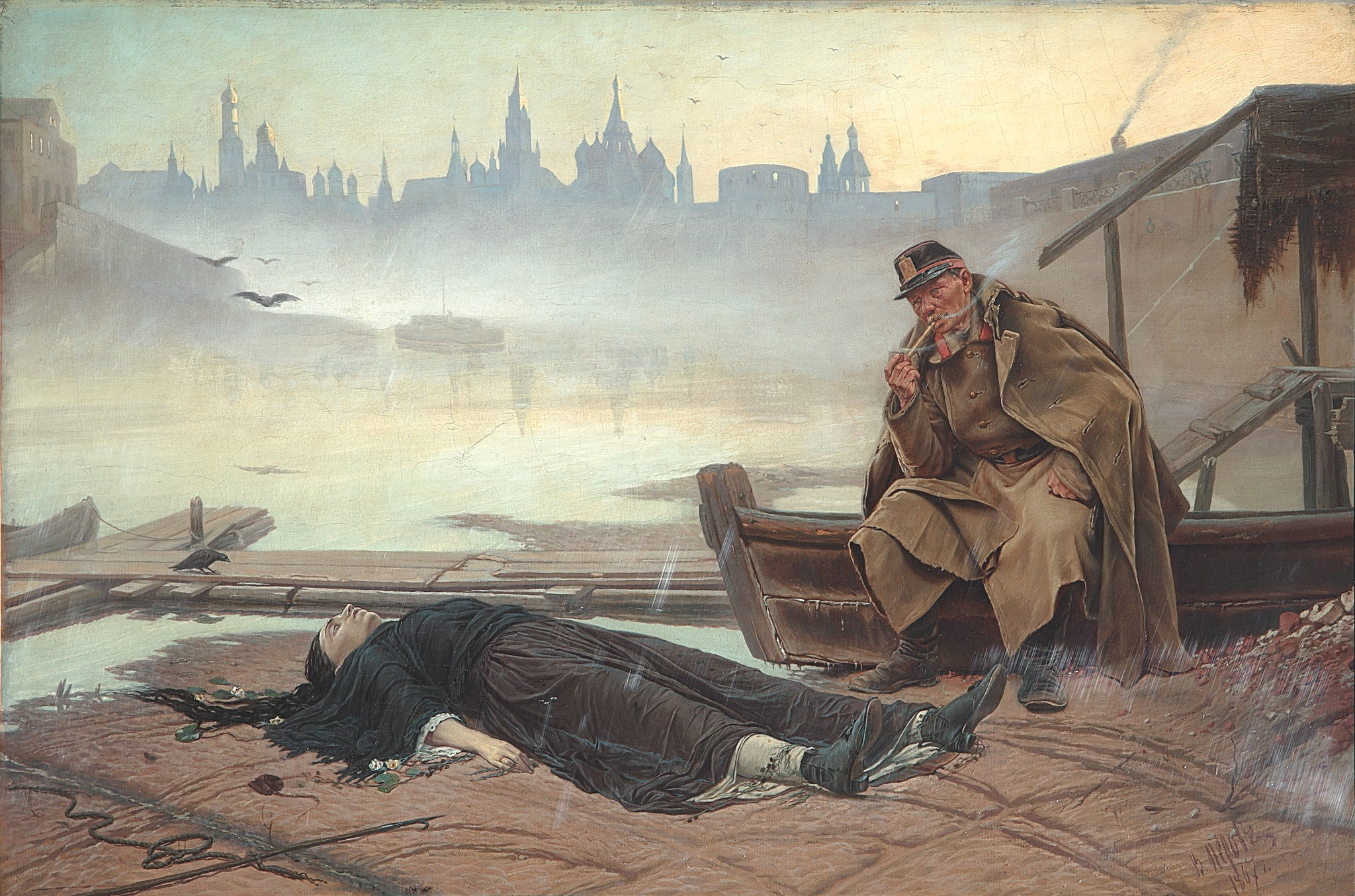
Утопленница. 1867. Государственная Третьяковская галерея
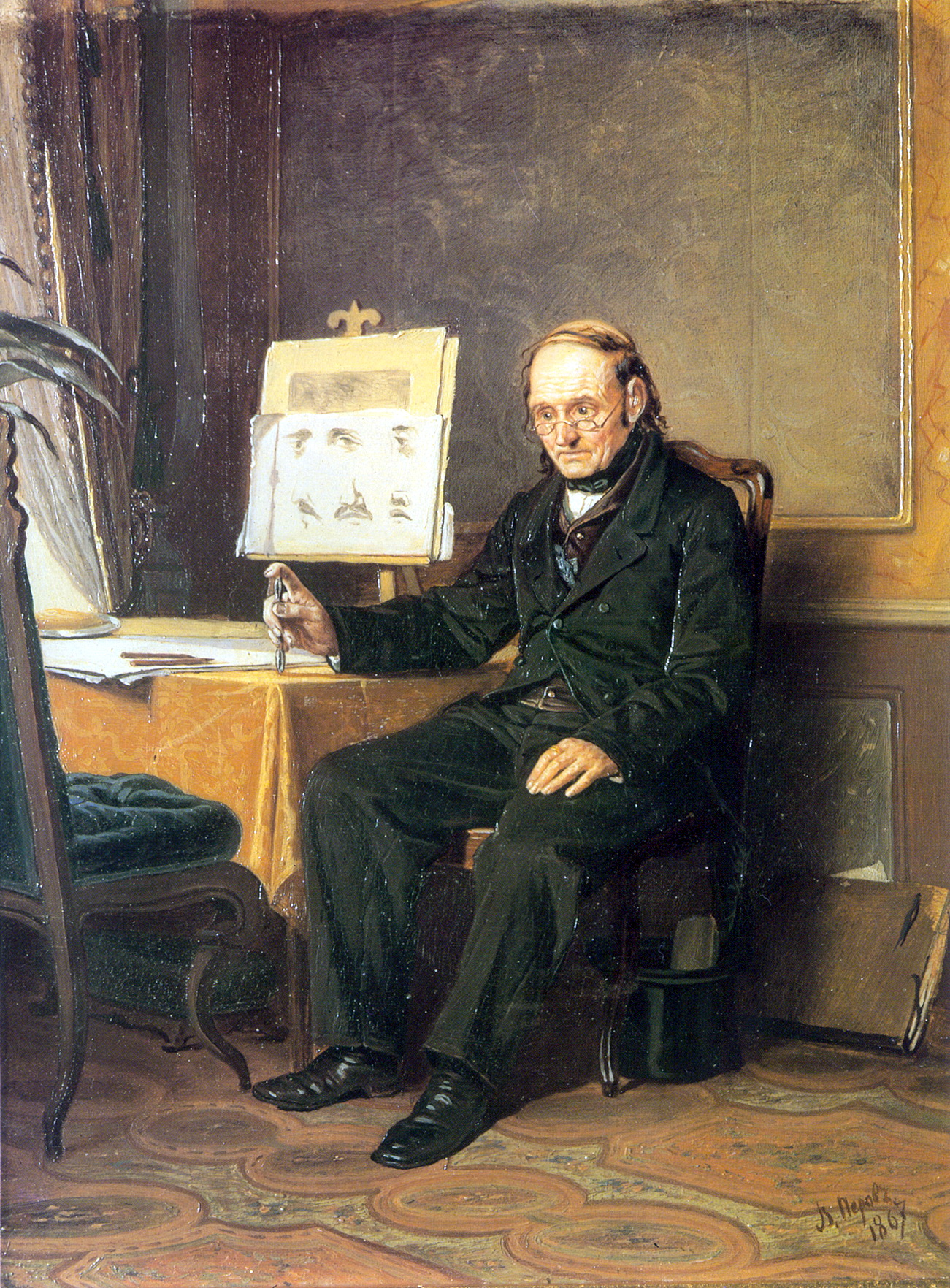
Учитель рисования. 1867. Государственная Третьяковская галерея
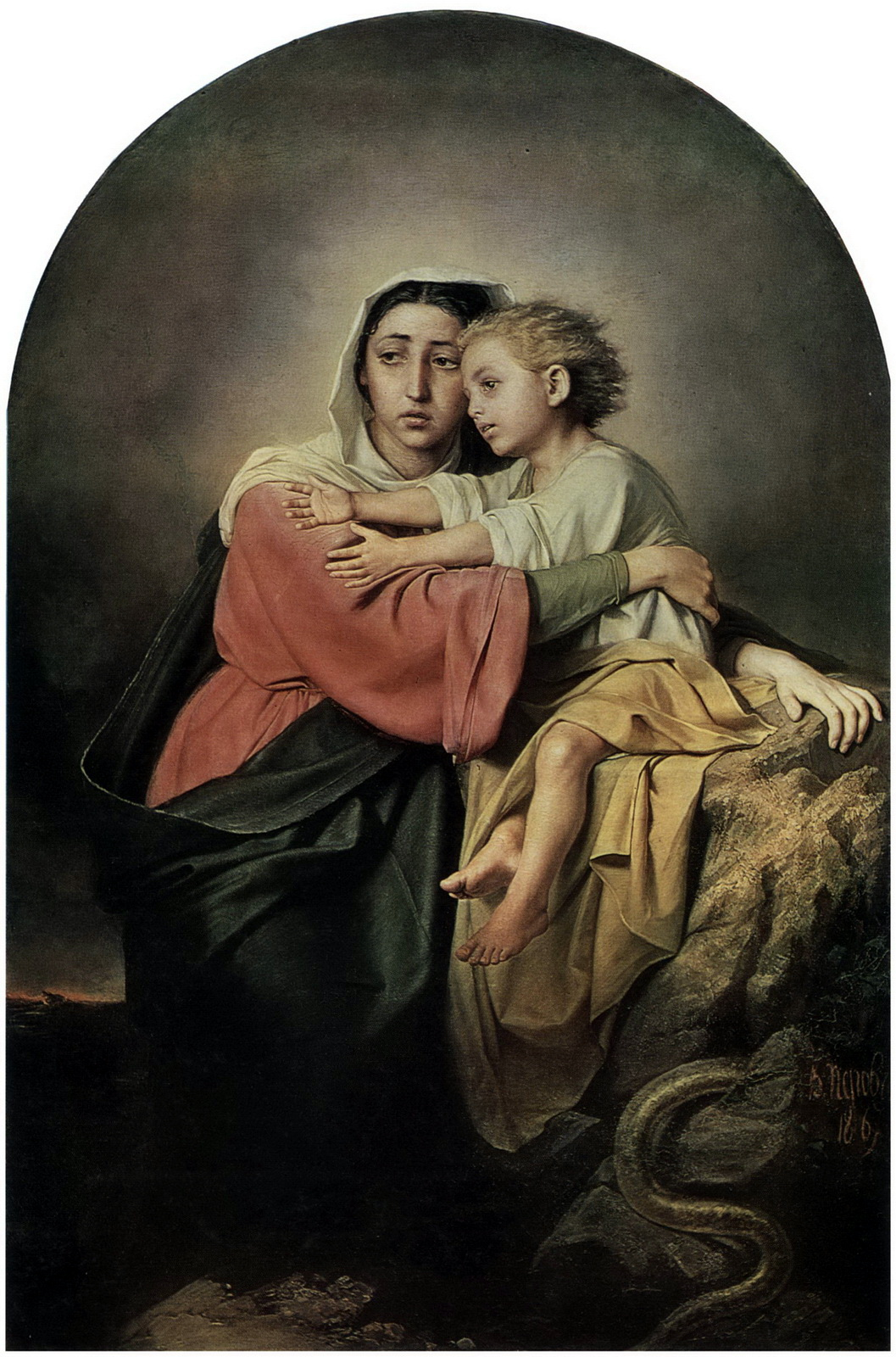
Христос и Богоматерь у житейского моря. 1867. Государственная Третьяковская галерея

В 1868 году Академия художеств продлила на два года пенсионерское содержание Перова сверх полученных им ранее трёх лет. Первая премия на конкурсе МОЛХ была присуждена Перову за картину «Сцена у железной дороги» — характерна добросовестность, с которой художник выписал выражения на лицах мужиков. Начиная с этого года, продолжая разрабатывать бытовые сюжеты, Перов много сил стал отдавать работе над портретами.

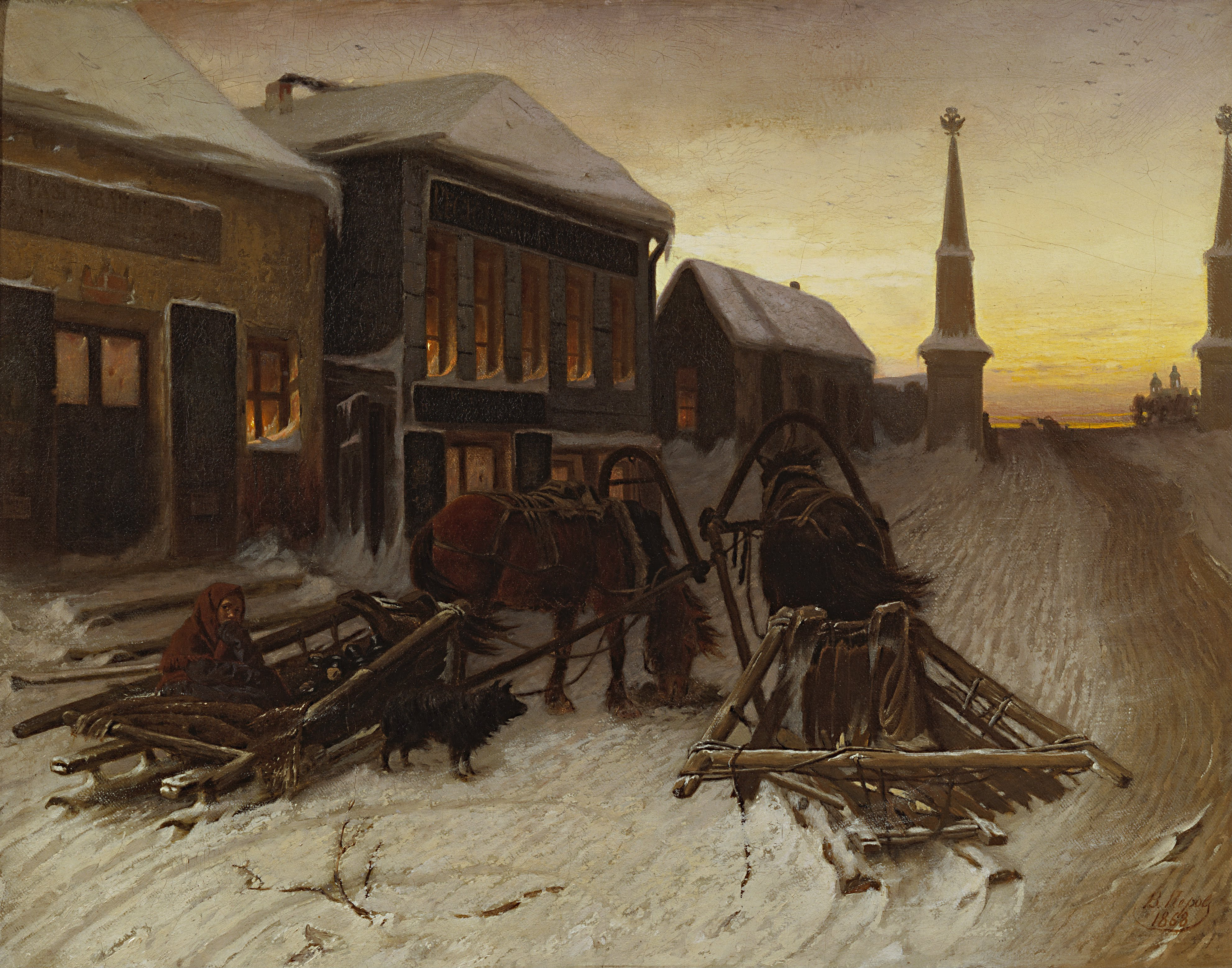
Последний кабак у заставы. 1868. Государственная Третьяковская галерея
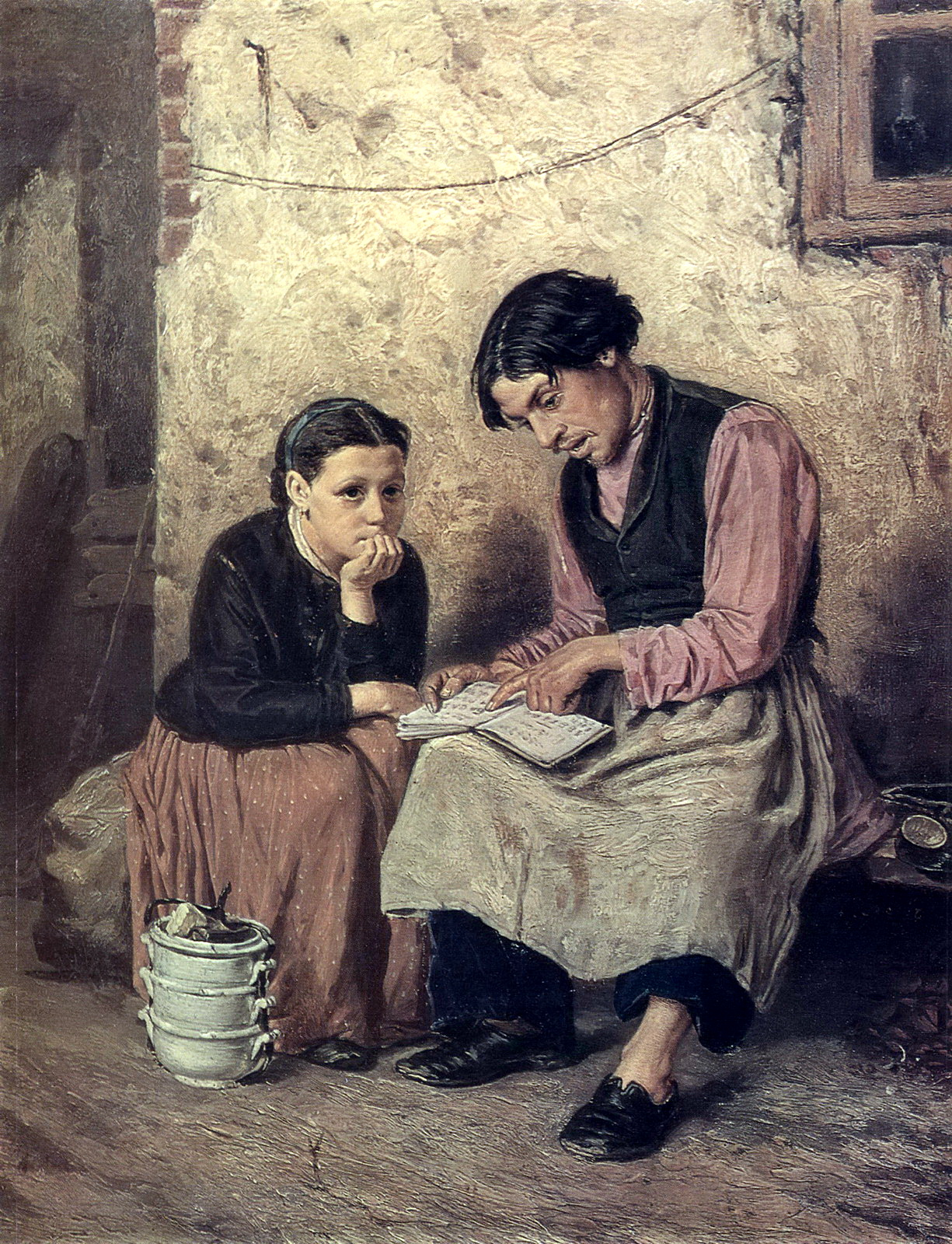
Дворник-самоучка. 1868. Государственная Третьяковская галерея
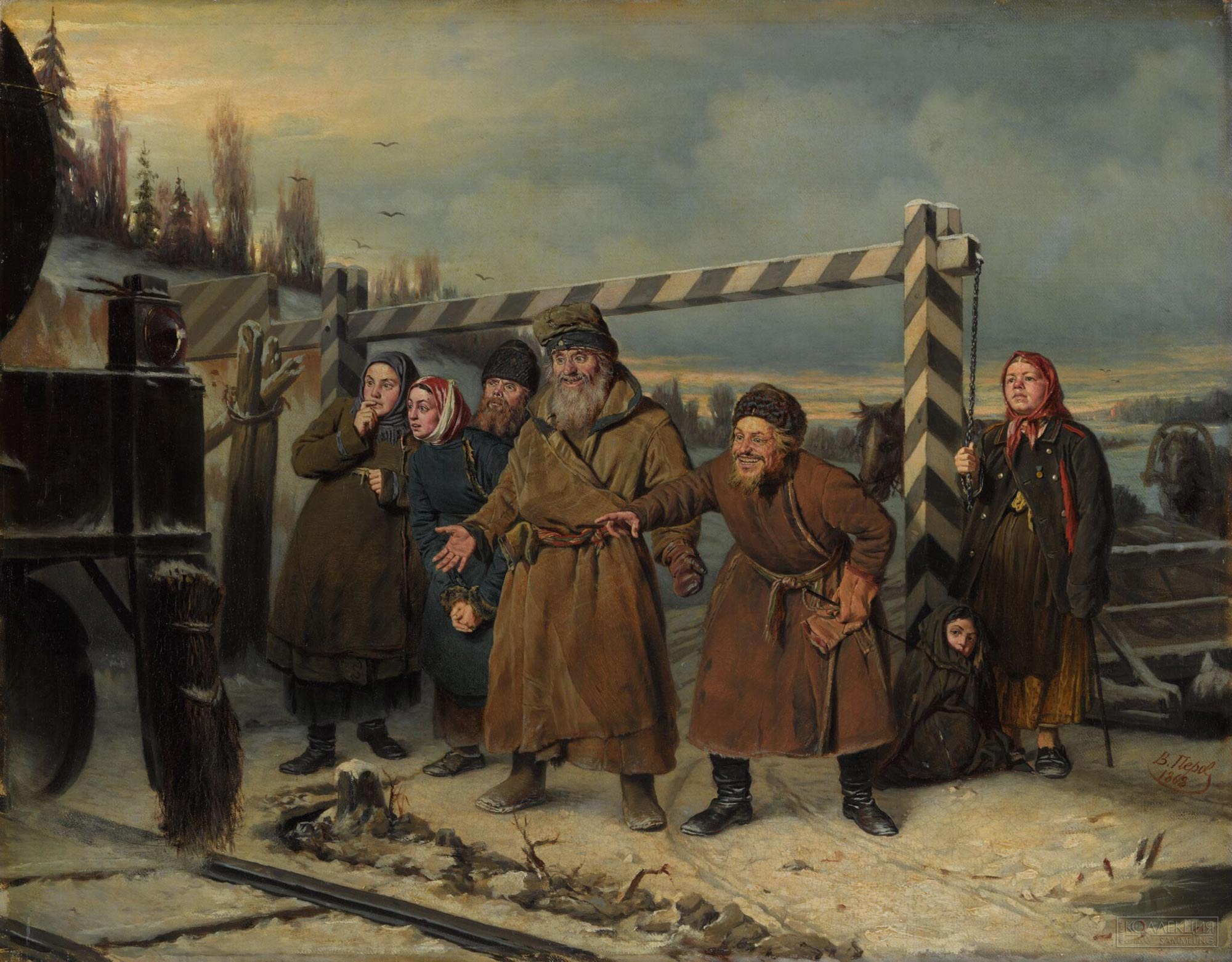
Сцена у железной дороги. 1868. Государственная Третьяковская галерея

В своих портретах Перов сумел обозначить новые, для портретного искусства, социально-психологические перспективы; он стремился воссоздать на холсте человека не только в его материальной конкретности, но и в неисчерпаемости его духовного мира: «Что ни тип, что ни лицо, что ни характер, то особенность выражения всякого чувства. Глубокий художник тем и познается, что изучает, подмечает все эти особенности и потому его произведение бессмертно, правдиво и жизненно» — утверждал Перов. За «Портрет В. В. Безсонова» он был награждён первой премией МОЛХ; по заказу П. М. Третьякова написал «Портрет писателя А. Ф. Писемского».

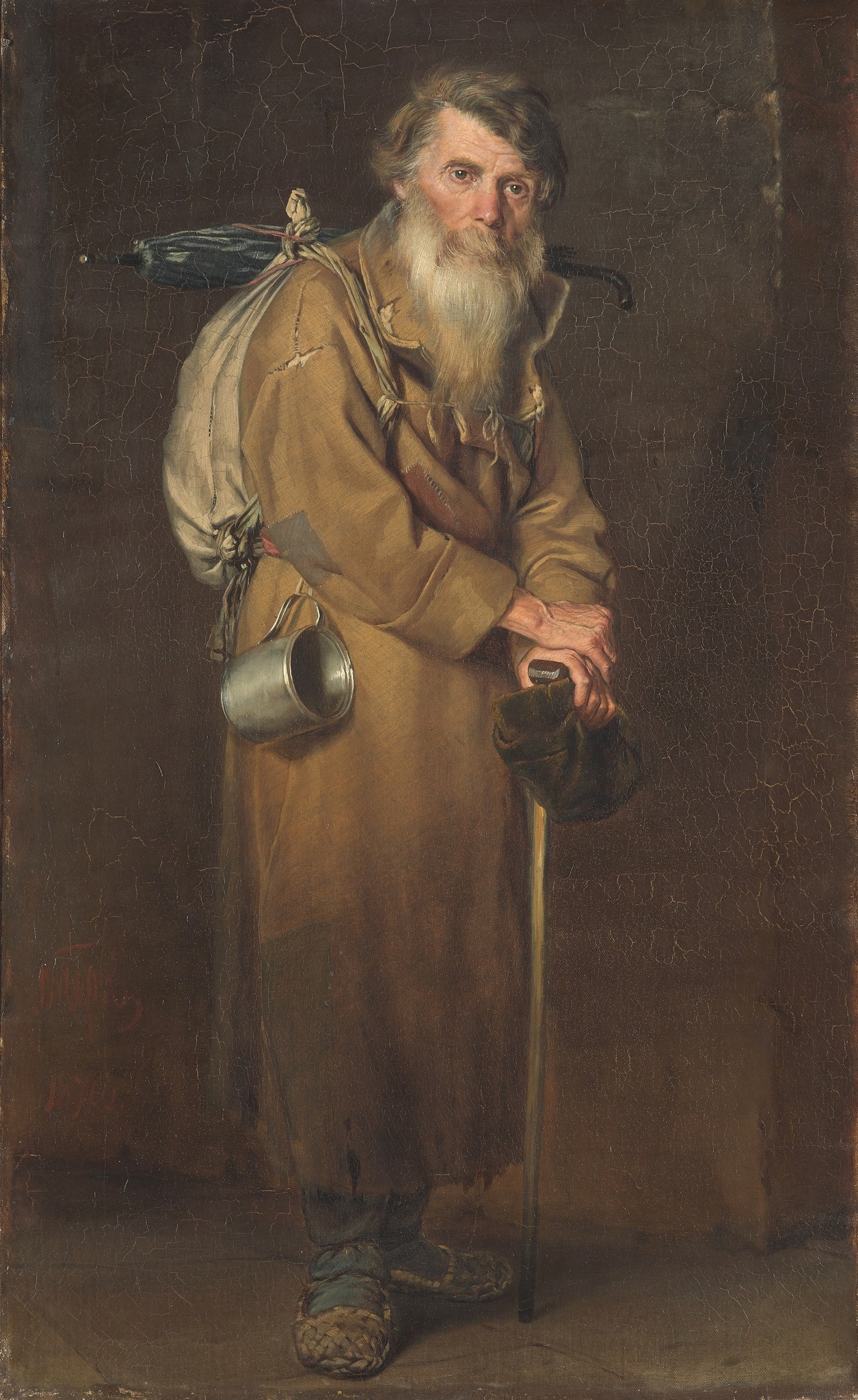
Странник. 1870. Государственная Третьяковская галерея

В 1869 году совместно с Мясоедовым, которому принадлежит идея создания Товарищества художественных передвижных выставок (ТПХВ), Перов организовал московскую группу передвижников; в течение семи лет он был членом правления.
В 1870 году он получил первую премию ОПХ за картину «Птицелов»; за картины «Странник» и «Птицелов» был удостоен Академией художеств звания профессор.

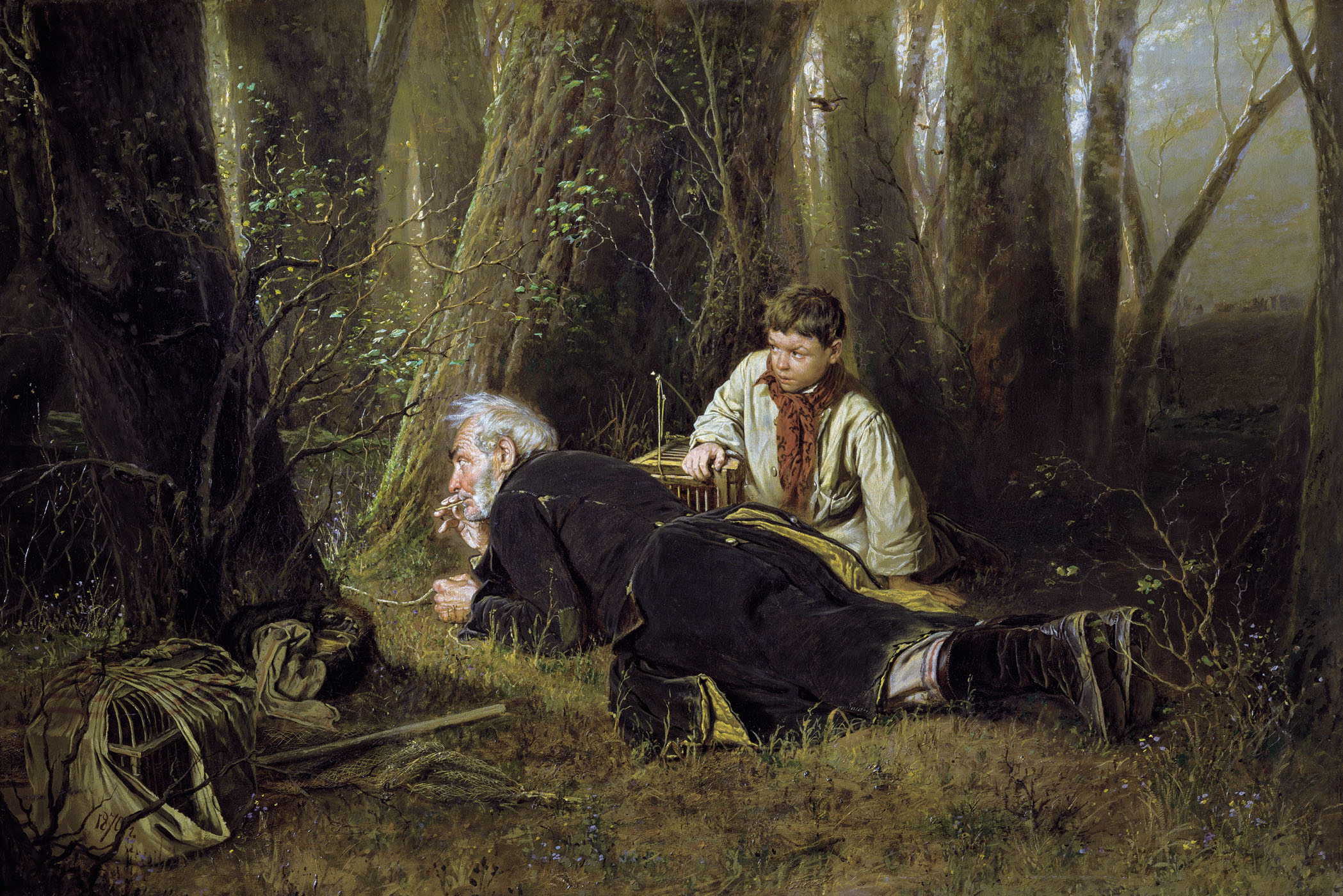
Птицелов. 1870. Государственная Третьяковская галерея
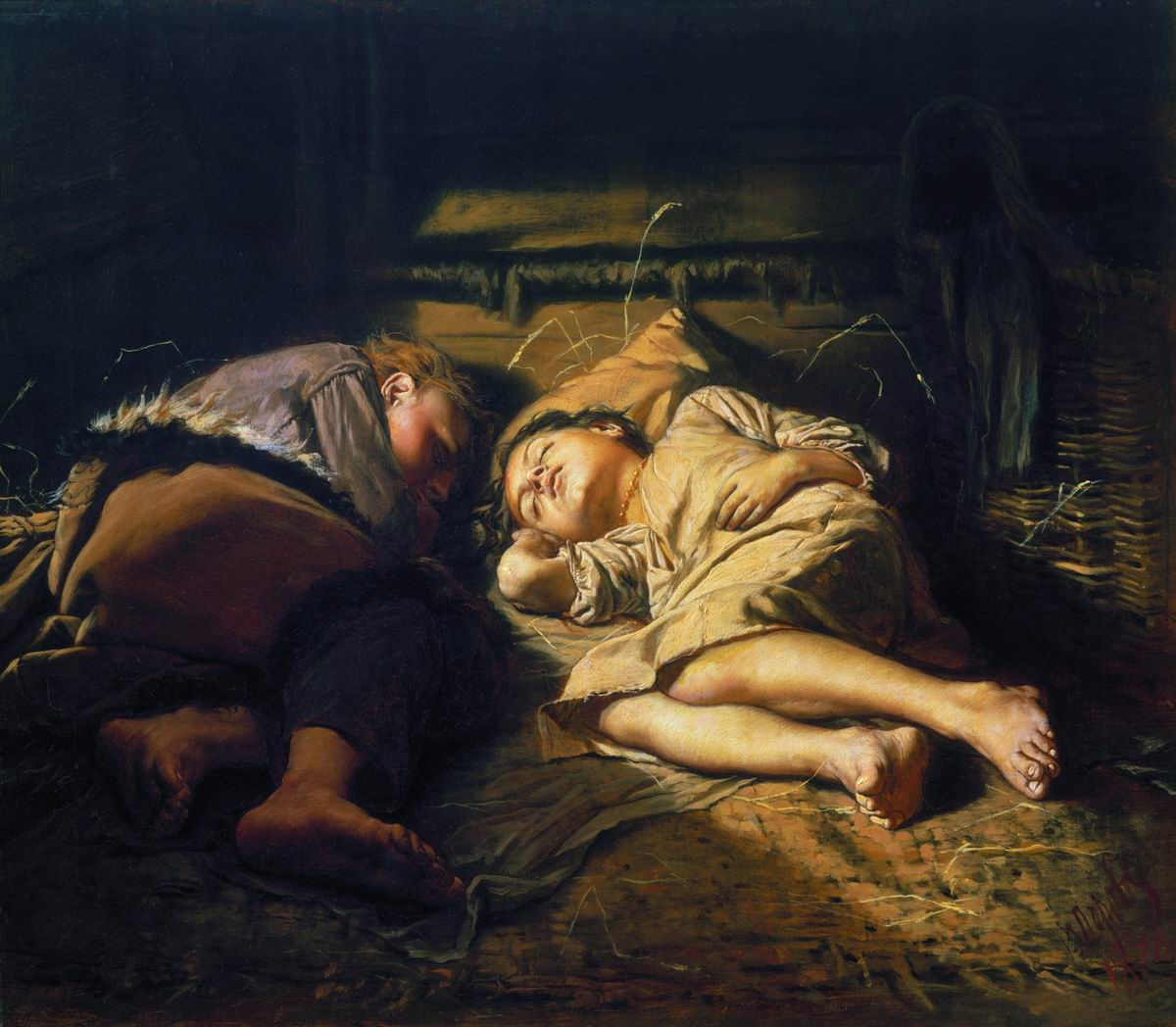
Спящие дети. 1870. Государственная Третьяковская галерея
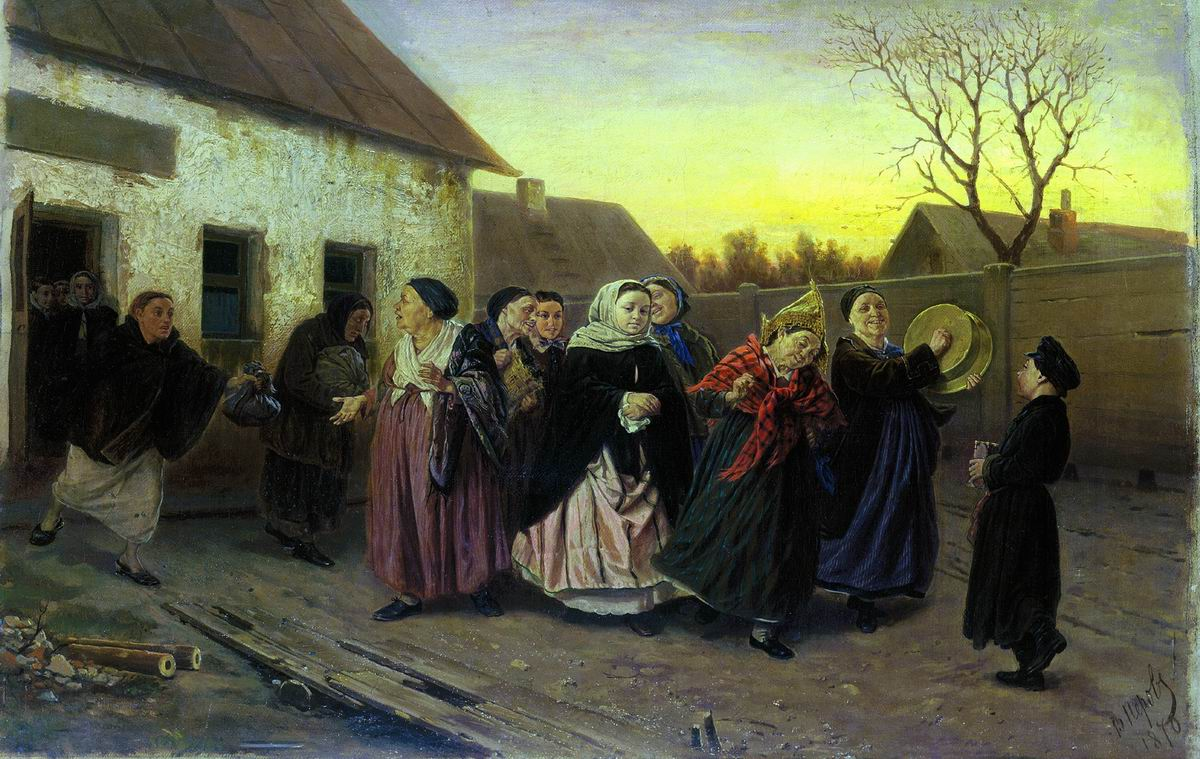
Накануне девичника. 1870. Киевская картинная галерея
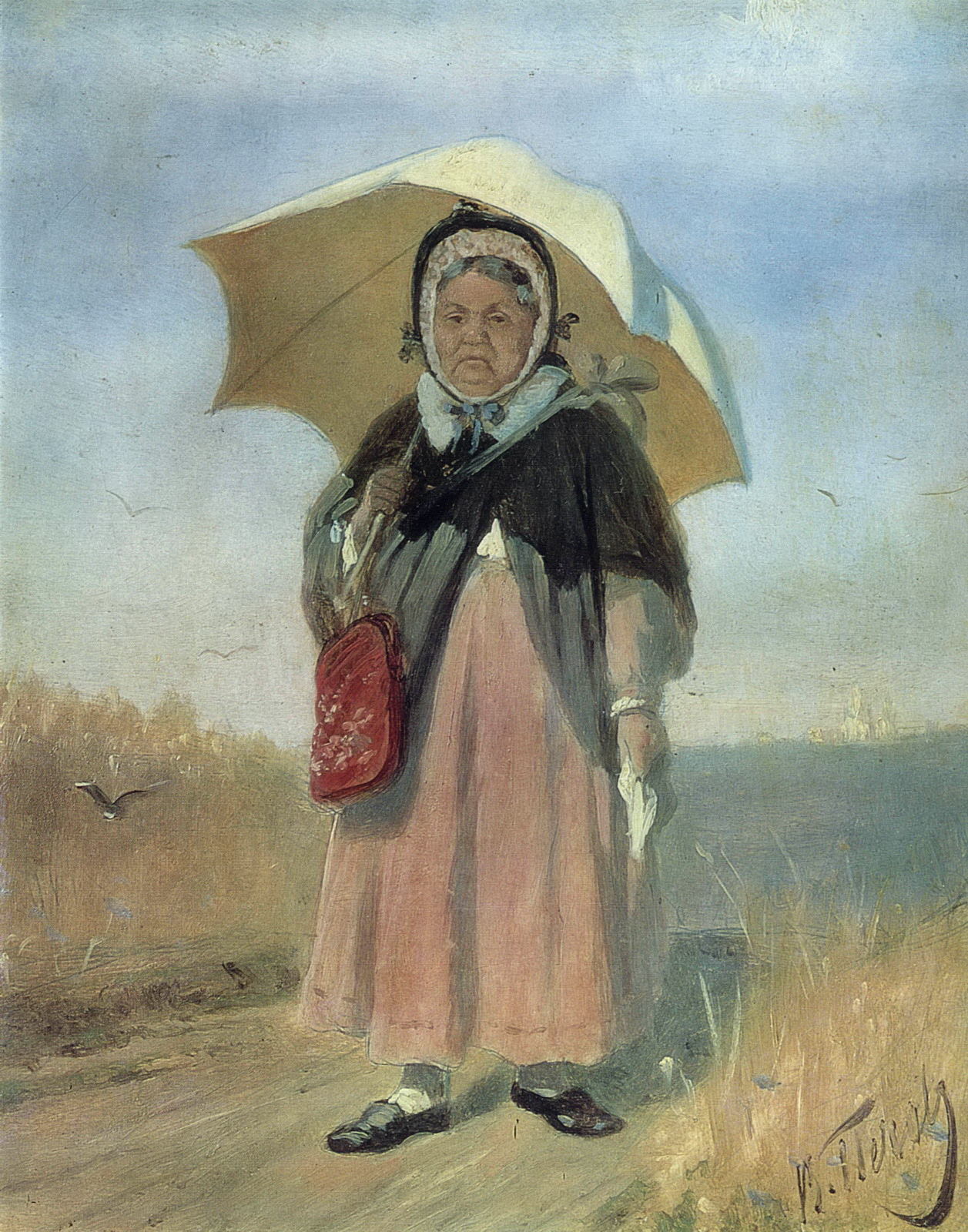
К Троице-Сергию. 1870. Государственная Третьяковская галерея
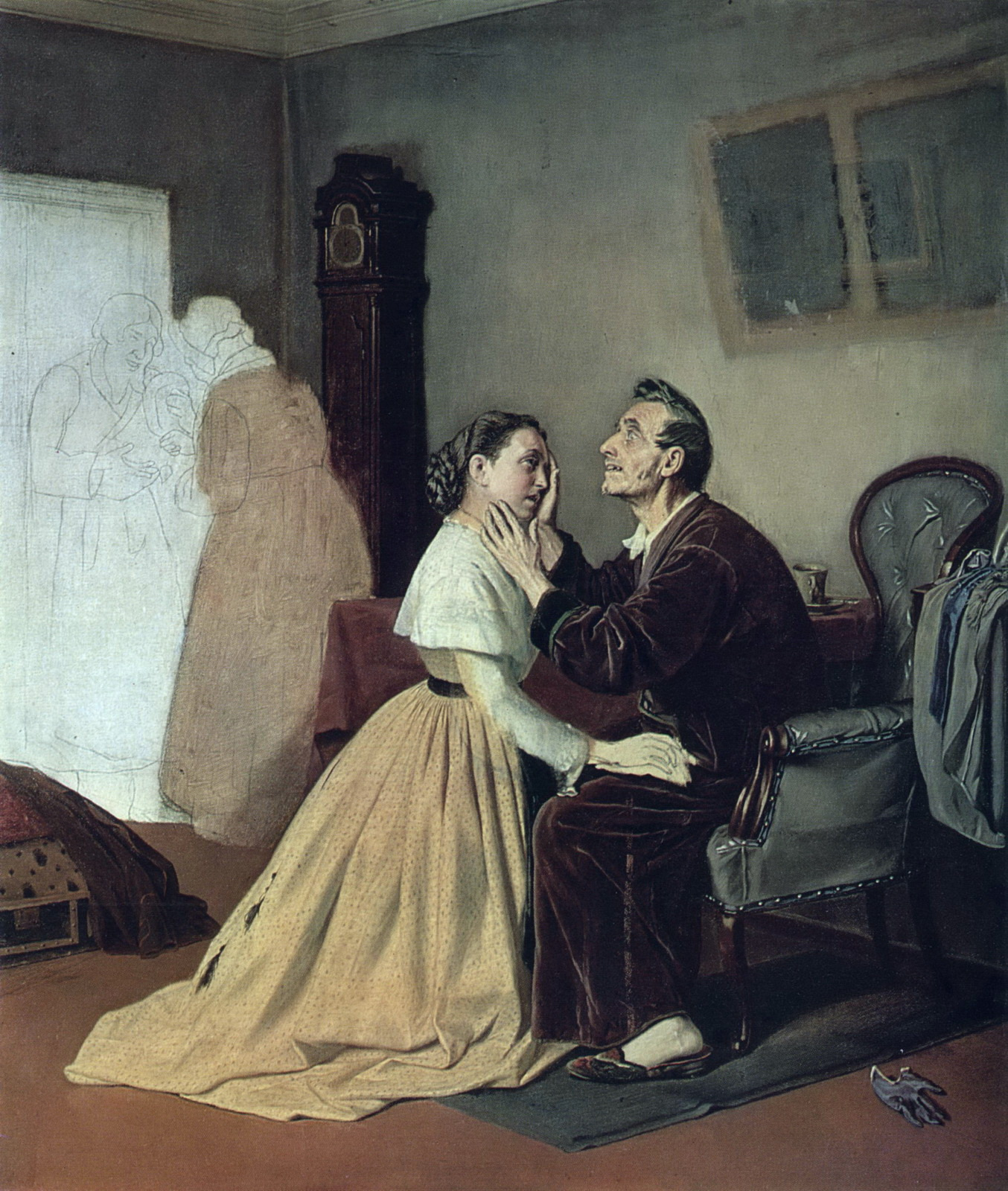
Приезд институтки… 1870. Государственная Третьяковская галерея

### 1871—1882
В семидесятые годы в творчестве Перова особое место заняли житейские бытовые сюжеты. Кроме портретов (Тимашевой, А. Н. Островского, Степанова) на 1-й выставке ТПХВ он показал картины «Охотники на привале», «Рыболов».
В 1871 году В. Г. Перов был назначен преподавателем МУЖВЗ на место умершего С. К. Зарянко.

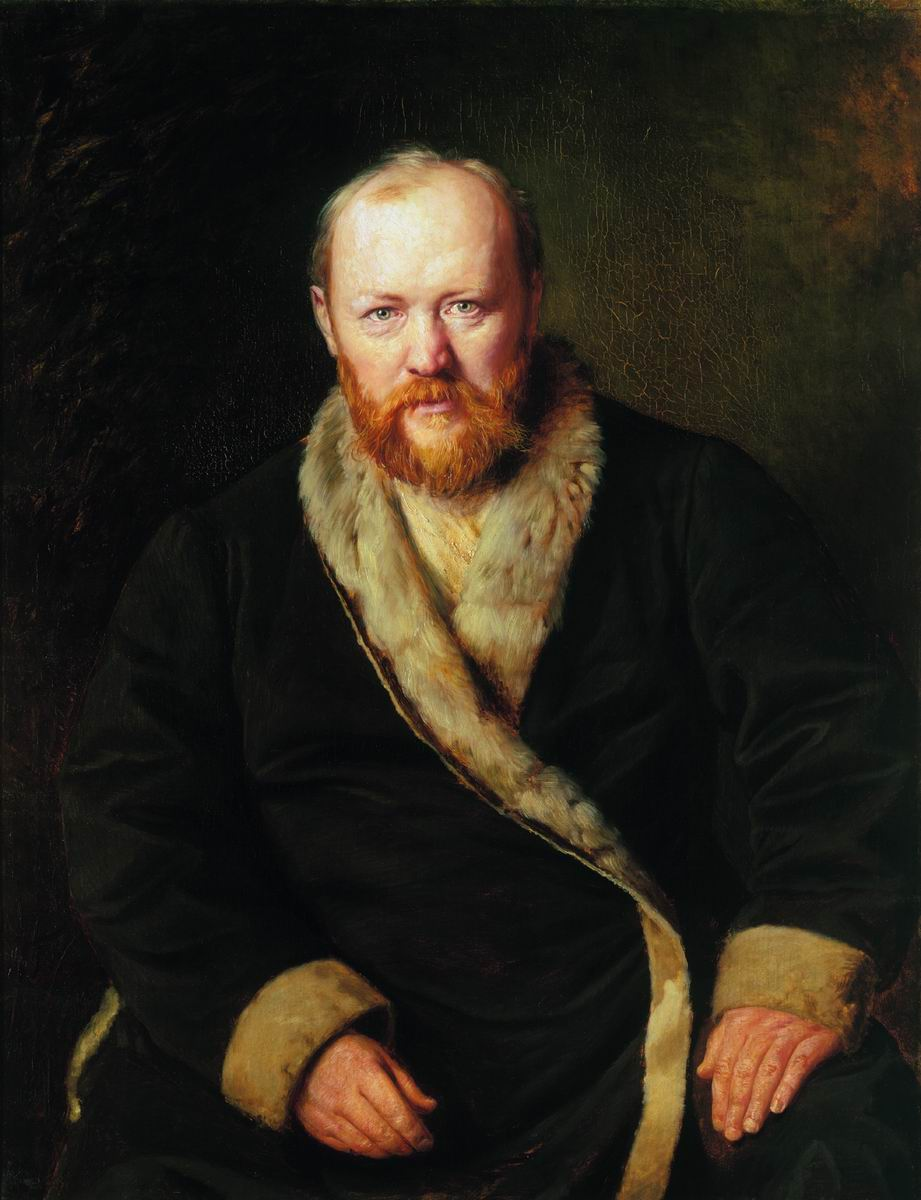
А. Н. Островский. 1871. Государственная Третьяковская галерея
Охотники на привале. 1871. Государственная Третьяковская галерея
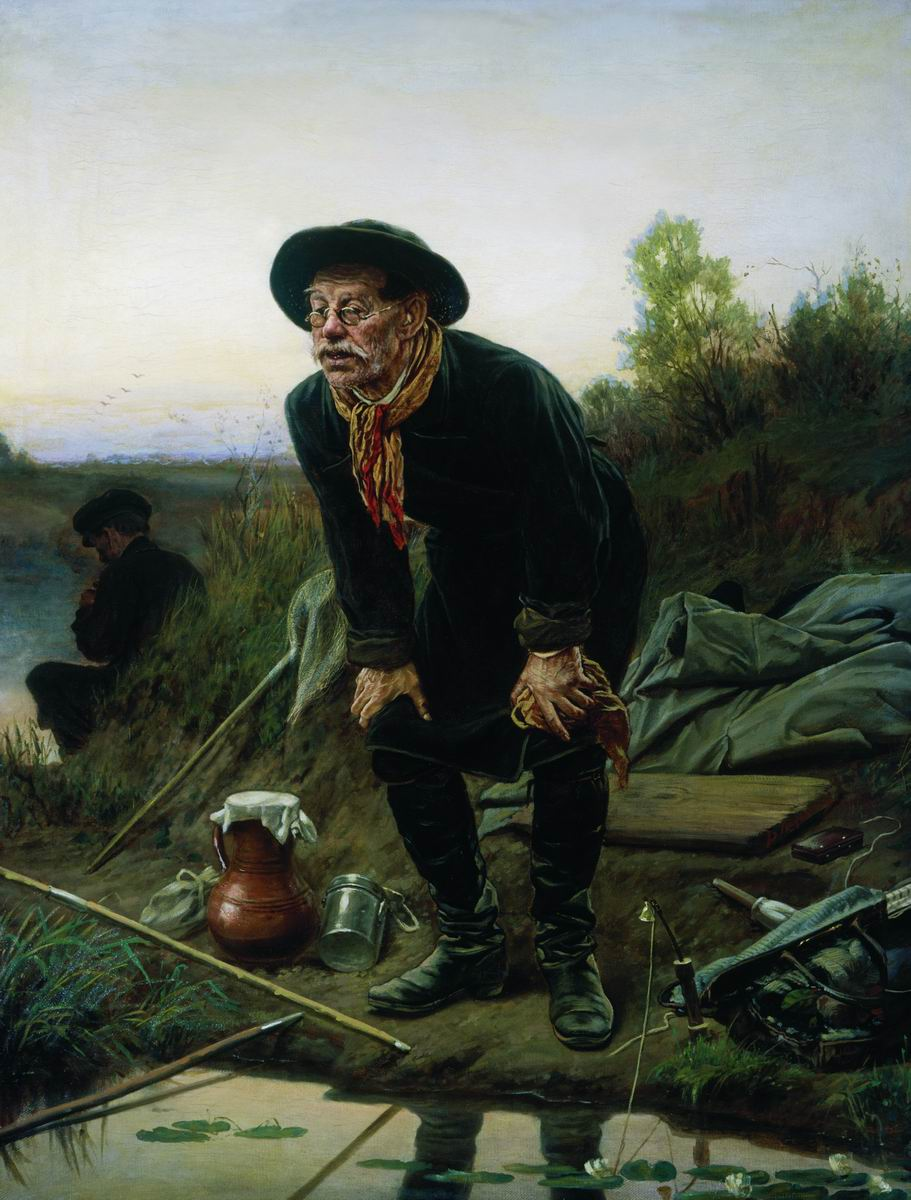
Рыболов. 1871. Государственная Третьяковская галерея

Продолжая портретную живопись, в 1871—1872 годах Перов по заказу П. М. Третьякова исполнил ряд портретов русских писателей и учёных: И. С. Тургенева, А. Н. Островского, Ф. М. Достоевского, А. Н. Майкова, В. И. Даля, М. П. Погодина; написал портрет московского купца И. С. Камынина.
М. Нестеров писал: «А его портреты? Этот „купец Камынин“, вмещающий в себя почти весь круг героев Островского, а сам Островский, Достоевский, Погодин, — разве это не целая эпоха? Выраженные такими старомодными красками, простоватым рисунком, портреты Перова будут жить долго и из моды не выйдут так же, как портреты Луки Кранаха и античные скульптурные портреты».
В некоторых портретах Перов достиг такой «правдивости», которая в русском искусстве отмечалась лишь у И. Е. Репина и В. А. Серова.
В 1872 году Перов женился вторично — на Елизавете Егоровне Другановой. В этом же году на 2-й выставке ТПХВ показал серию написанных портретов. В следующем, 1873 году, его картины «Рыболов» и «Охотники на привале» были представлены на Всемирной выставке в Вене.
Осуществил поездку в Нижний Новгород, на Волгу, в Оренбургскую губернию; начал писать этюды к картине «Суд Пугачёва». В это время простудился на охоте, вследствие чего начала развиваться чахотка, впервые обозначившаяся в 1874 году.

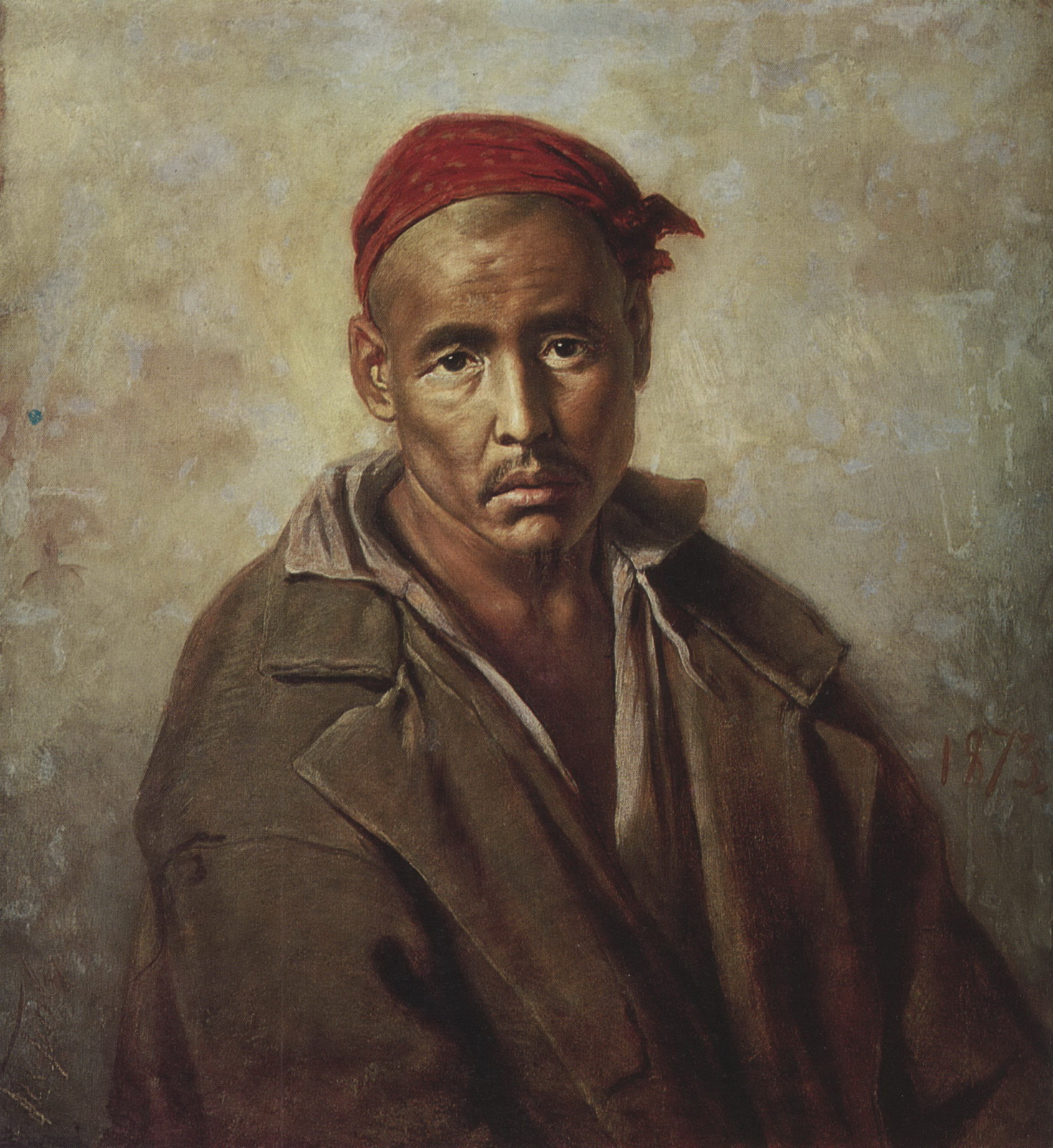
Голова киргиза-каторжника. 1873. Государственный Русский музей

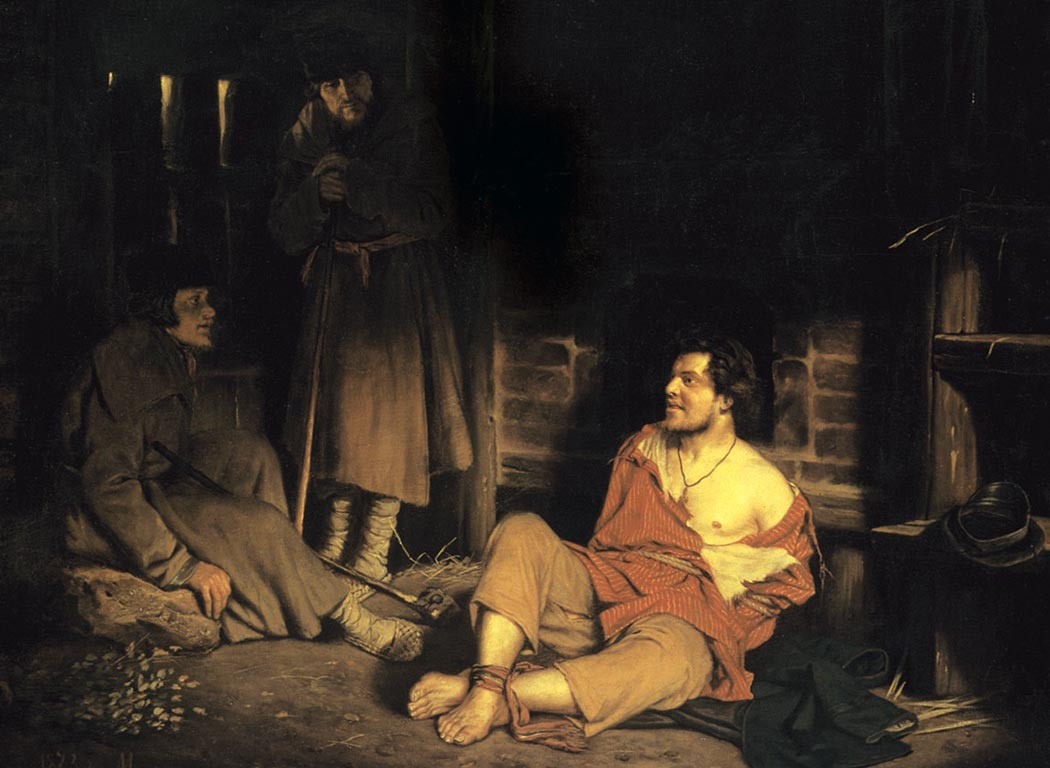
Отпетый. 1873. Государственный исторический музей
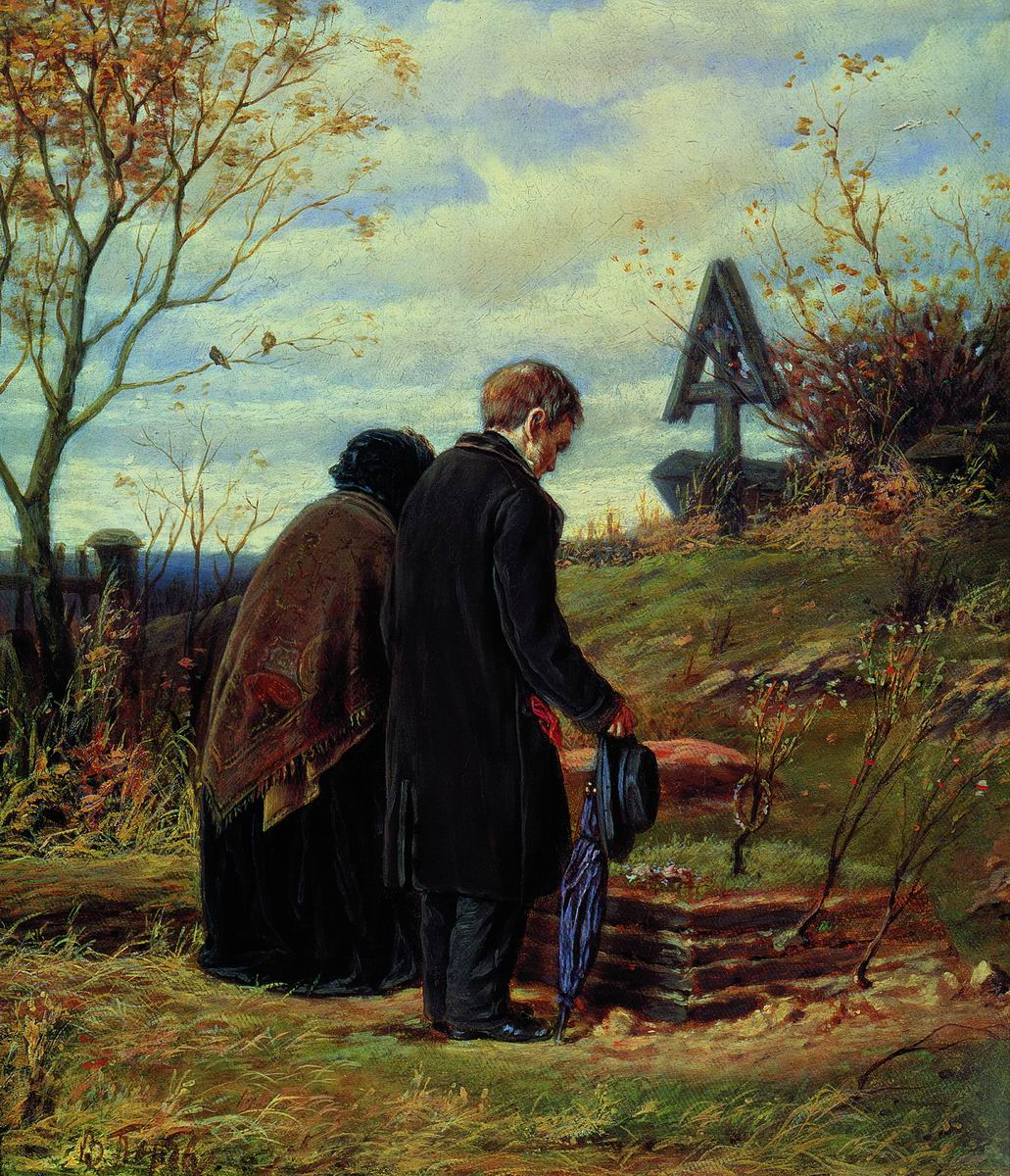
Старики-родители. 1874. Государственная Третьяковская галерея
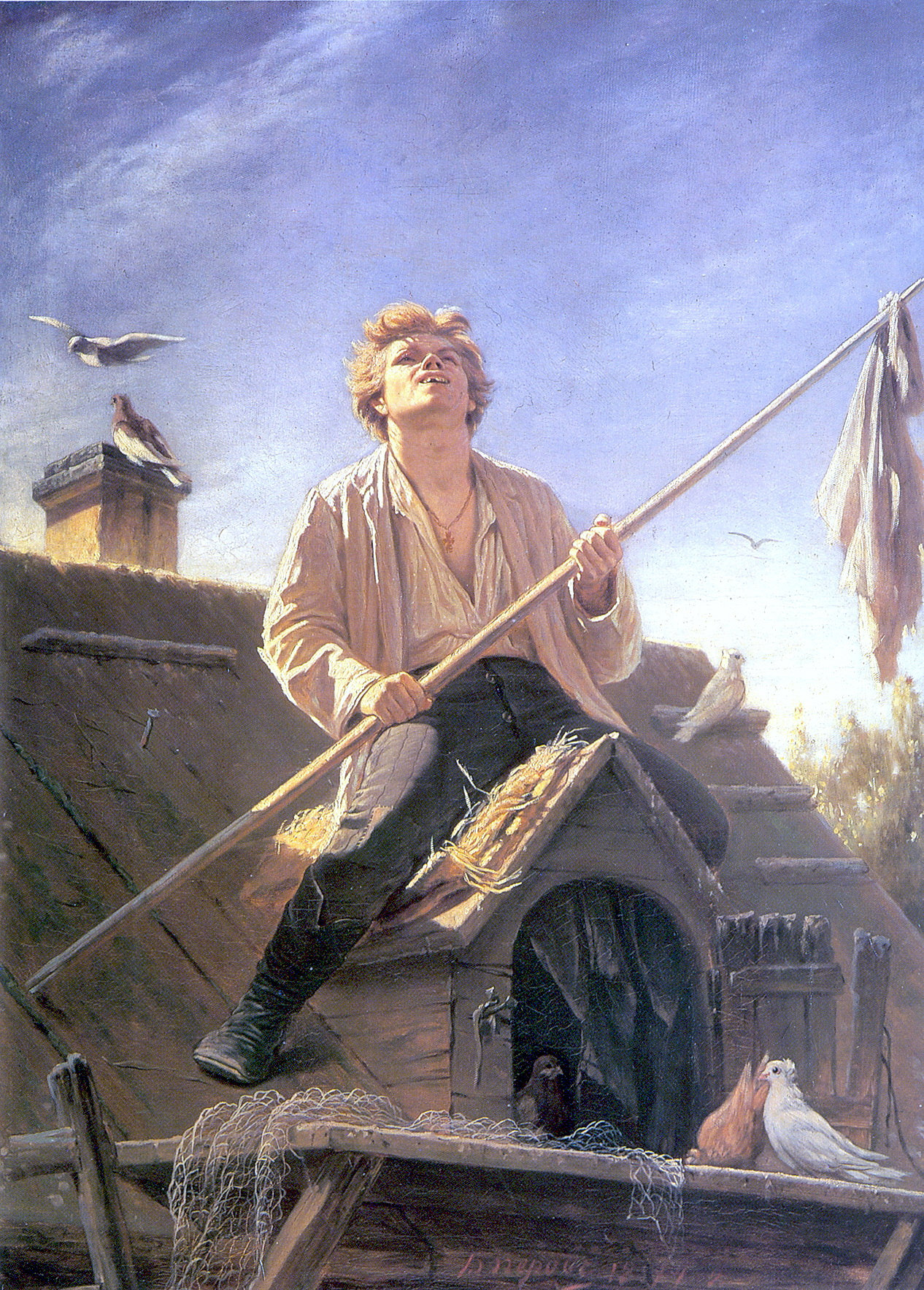
Голубятник. 1874. Государственная Третьяковская галерея
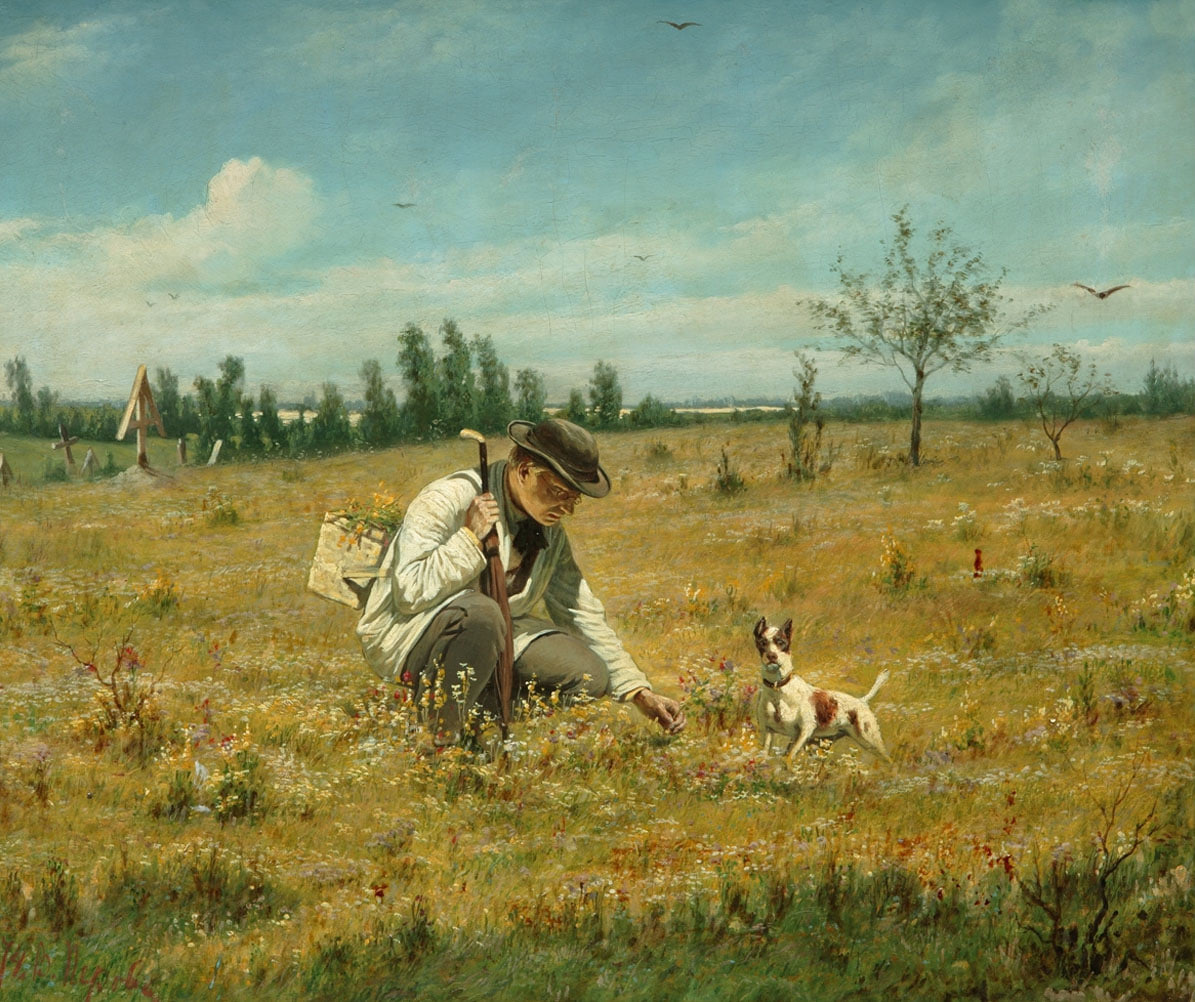
Ботаник. 1874. Государственная Третьяковская галерея

В 1874 году, на 3-й выставке ТПХВ, были показаны картины «Пластуны под Севастополем», этюд «Киргиз-каторжник». На сюжет романа И. С. Тургенева «Отцы и дети» была написана картина «Старики-родители на могиле сына». Духовная жизнь и творчество Перова в это время начинают принимать противоречивый, мятущийся характер; в совокупности картин и рисунков художника отмечаются и вариации на темы уже возникавших в его творчестве образов, и вновь открываемые исторические, литературные и религиозные сюжеты.

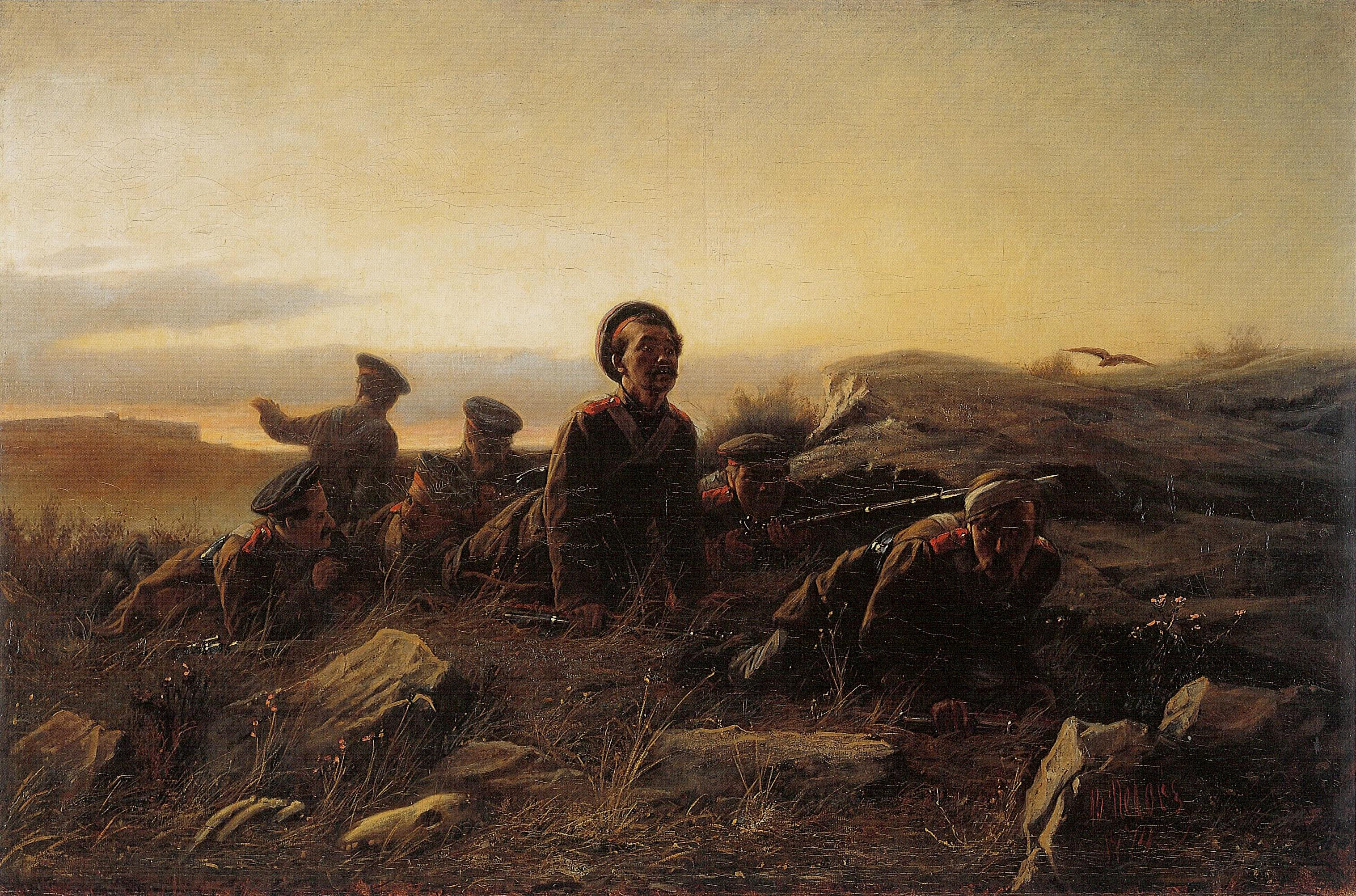
Пластуны под Севастополем. 1874. Киевский музей русского искусства
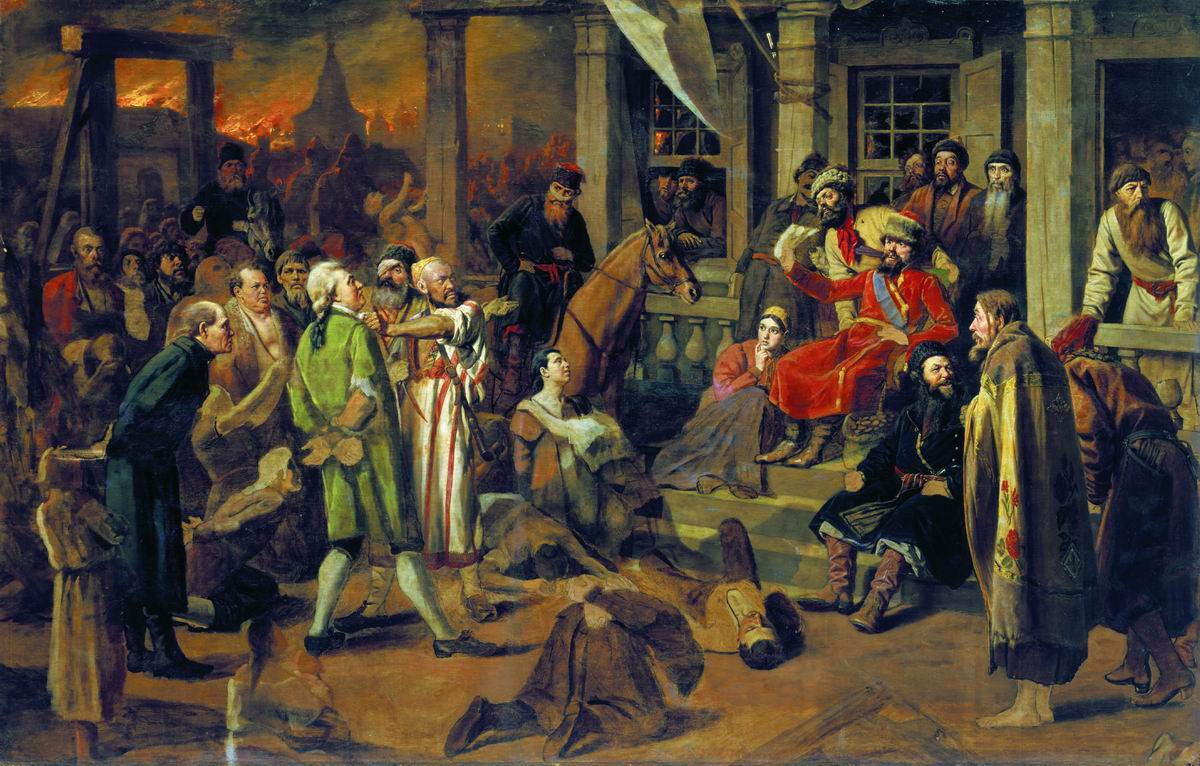
Суд Пугачёва. 1875. Государственный исторический музей
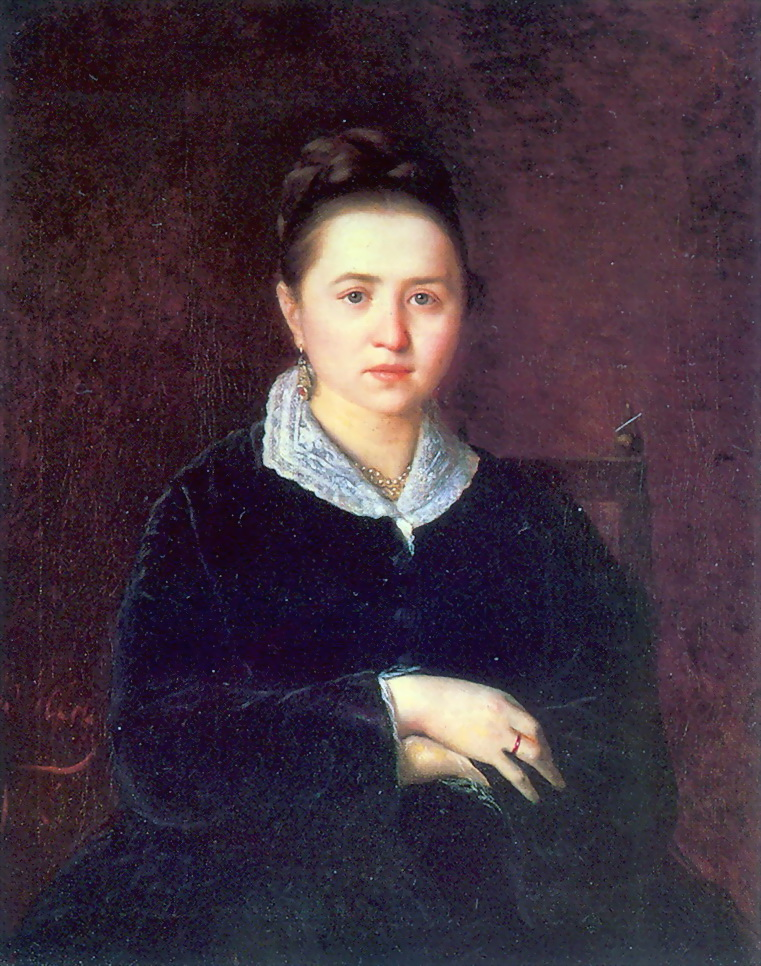
А. И. Сергеева. 1875
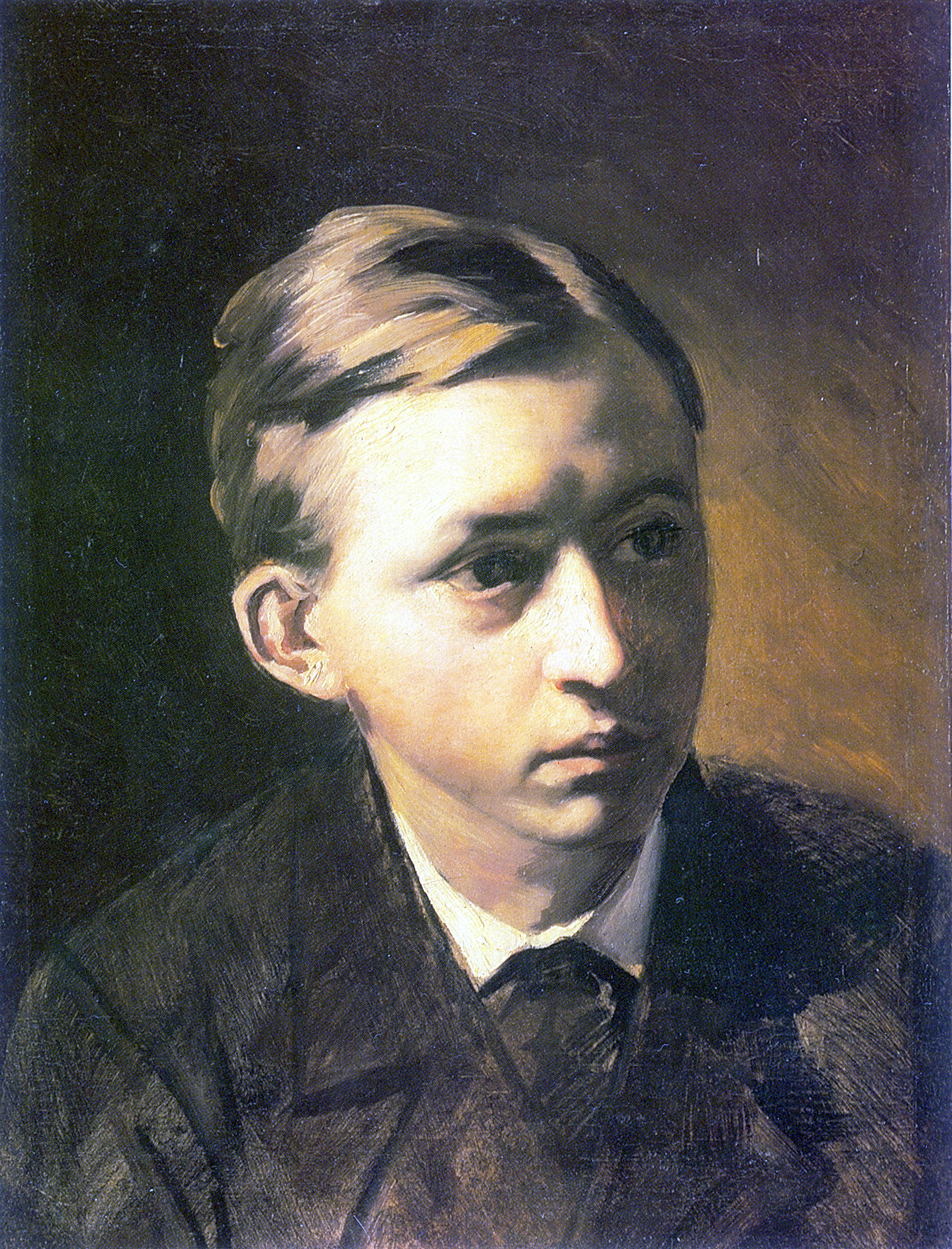
Н. А. Касаткин. 1876. Государственная Третьяковская галерея
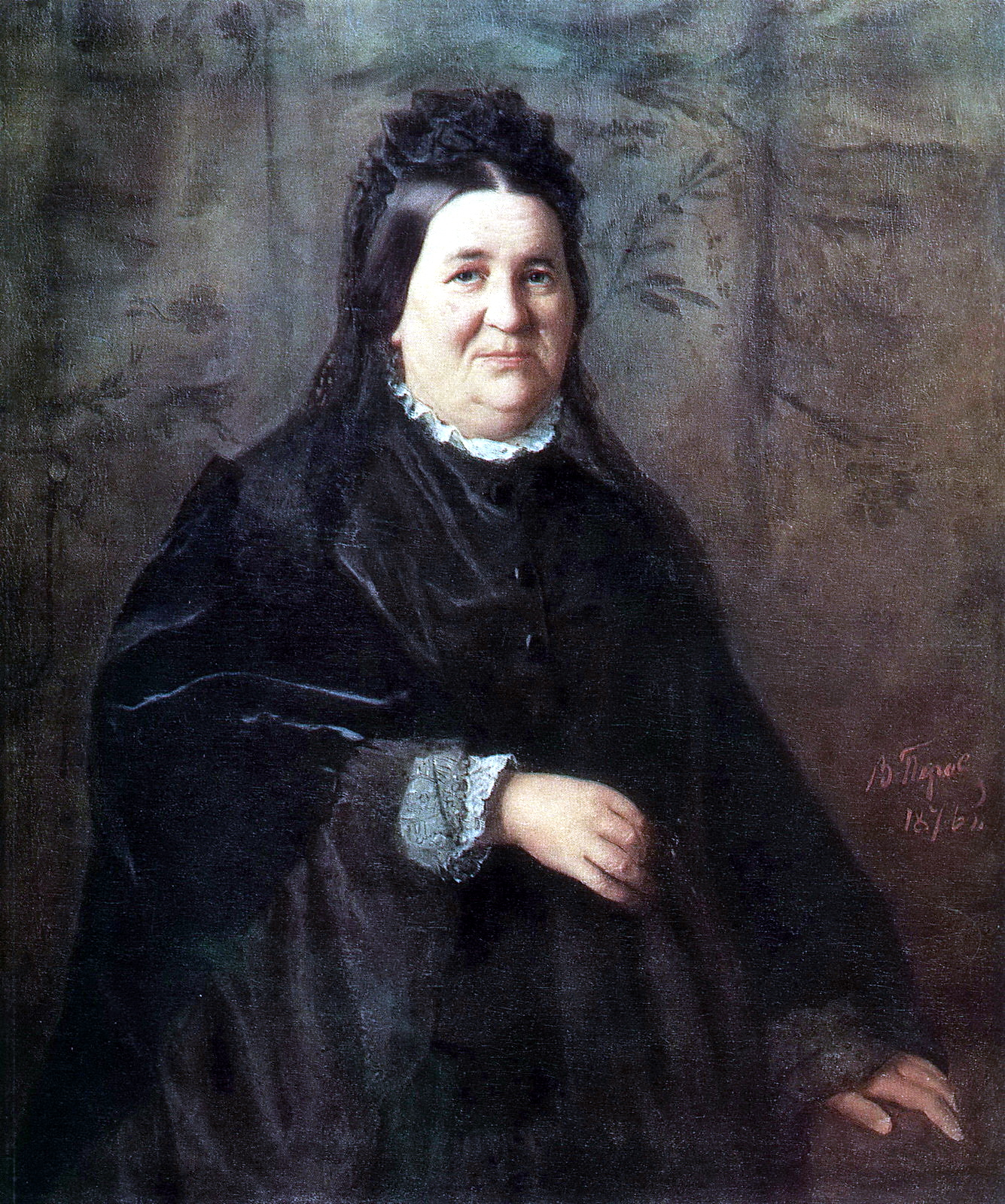
А. И. Криденер. 1876. Государственный Русский музей
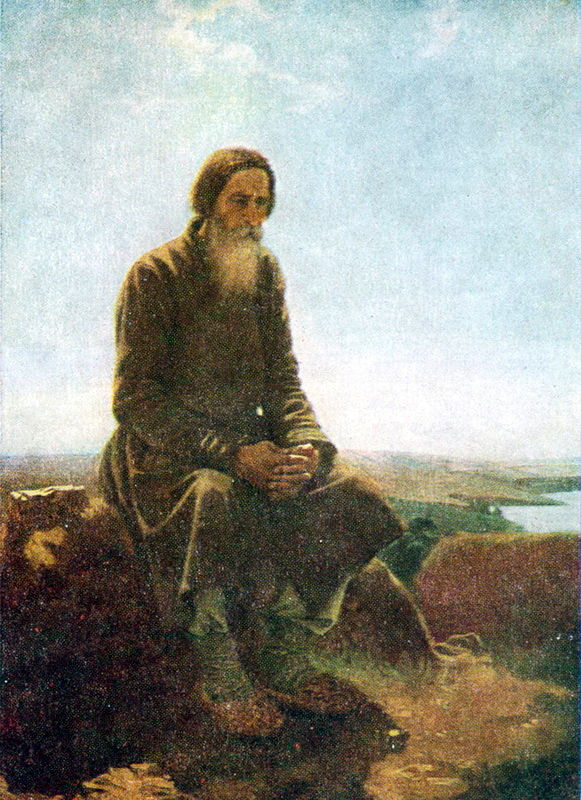
Крестьянин. 1876. Латвийский художественный музей
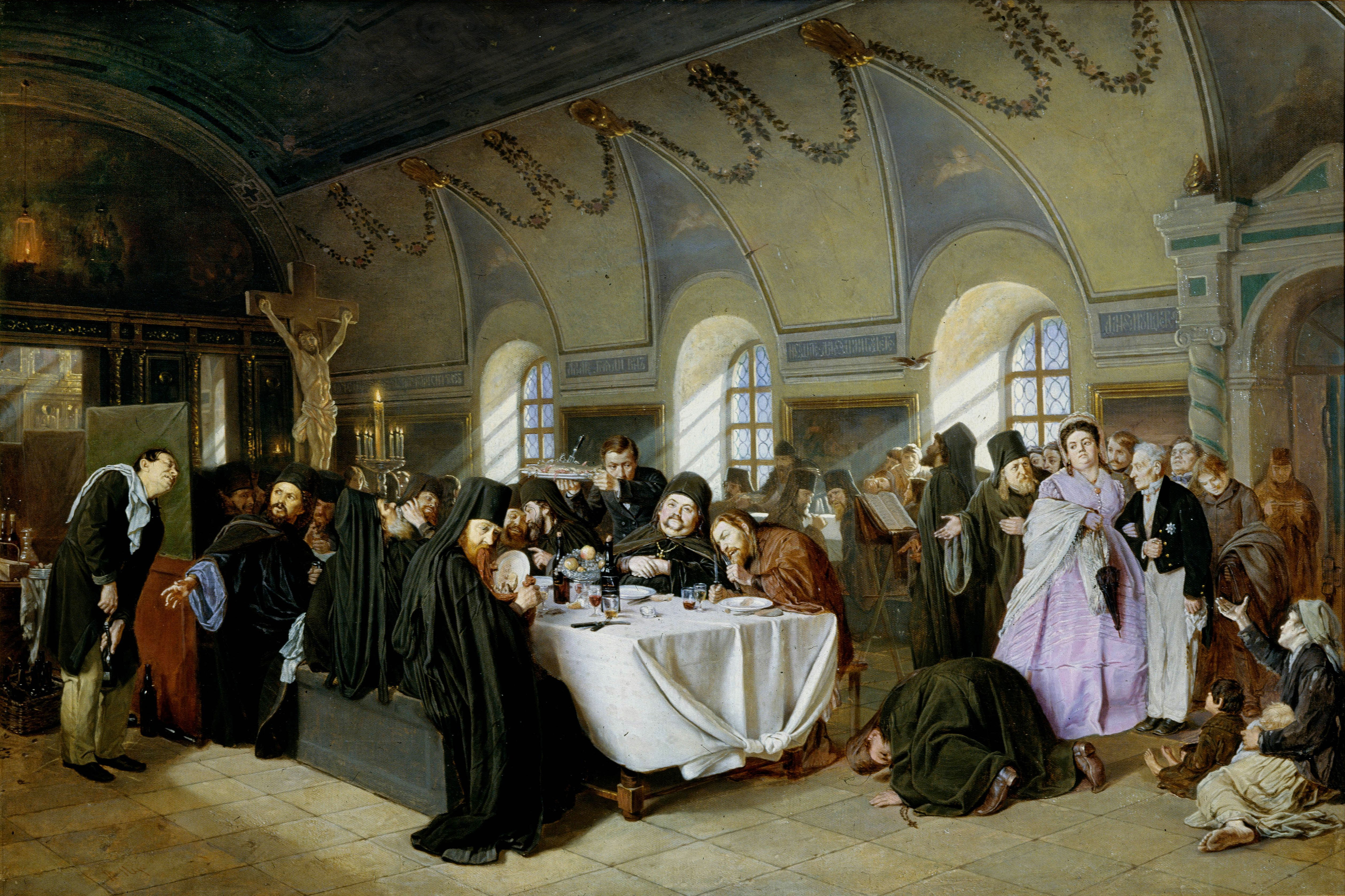
Трапеза. 1865—1876. Государственный Русский музей
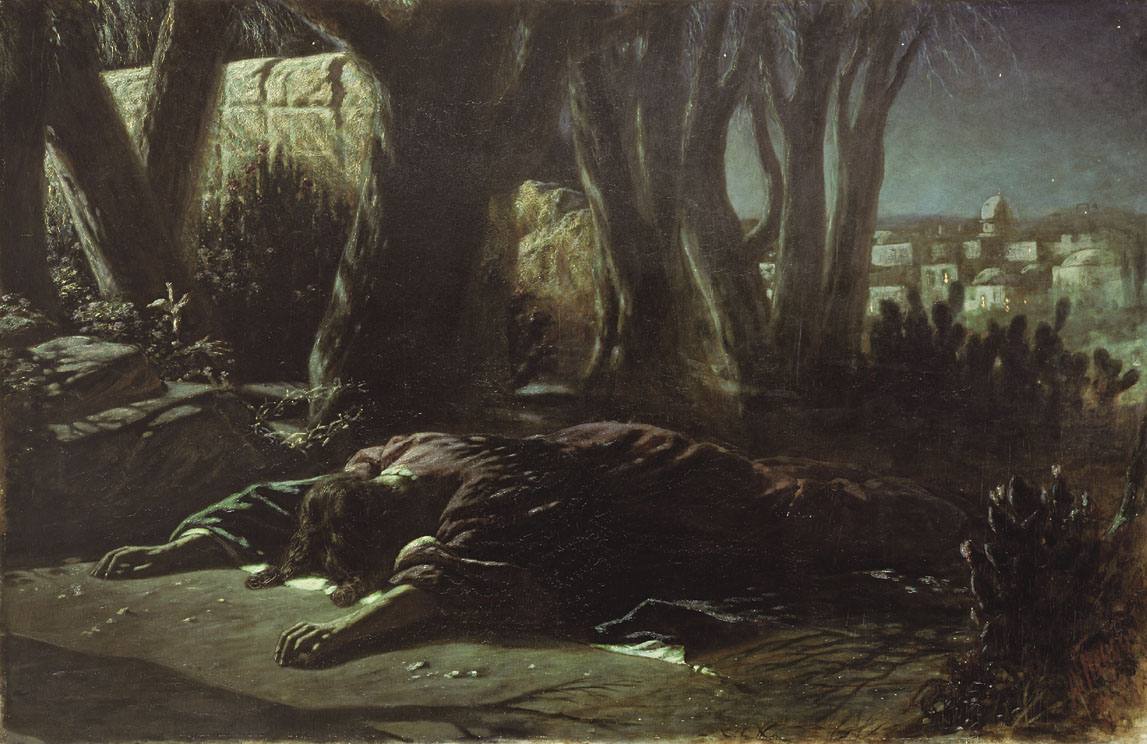
Христос в Гефсиманском саду. 1878. Государственная Третьяковская галерея
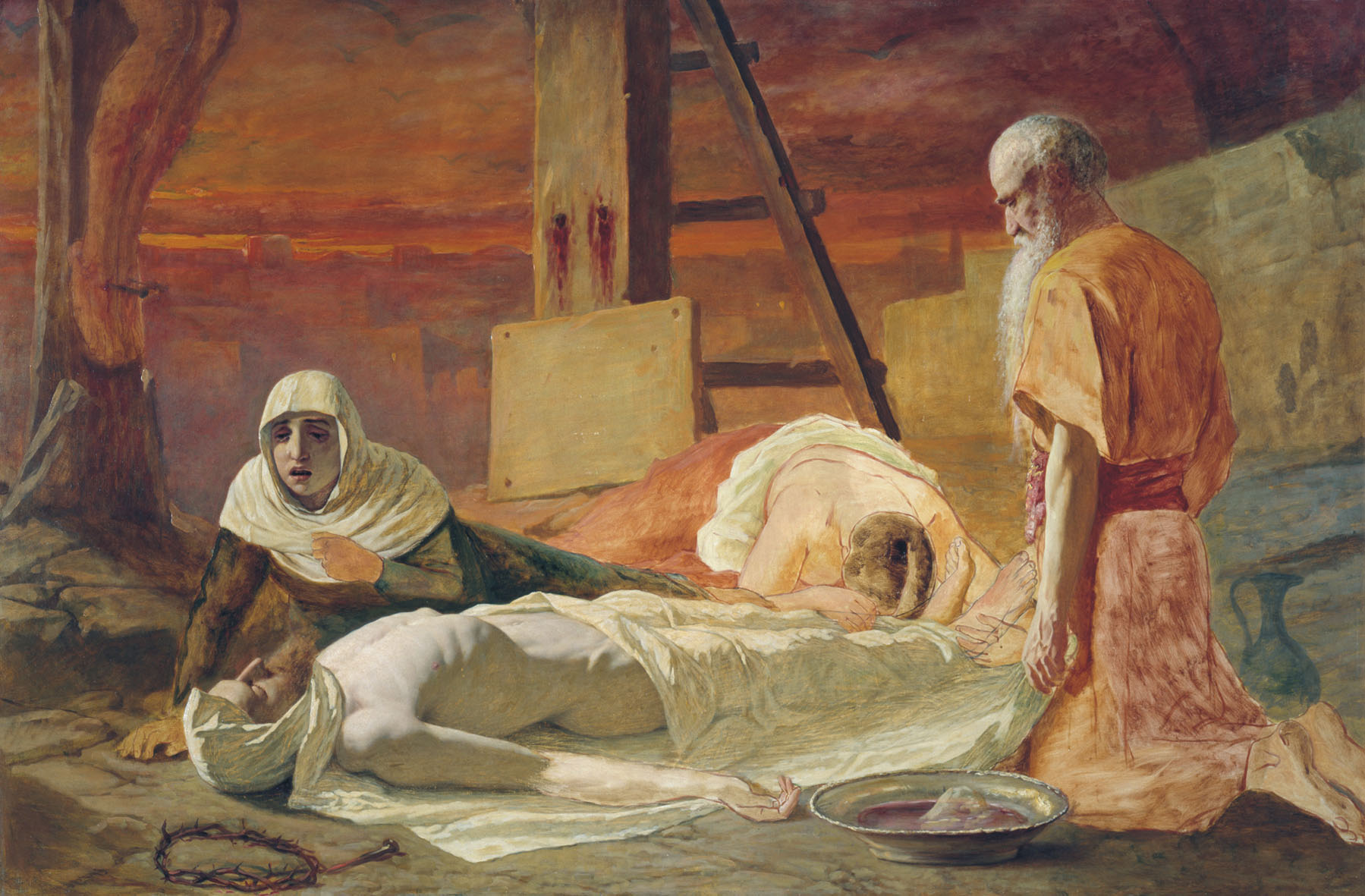
Снятие с креста. 1878. Государственная Третьяковская галерея
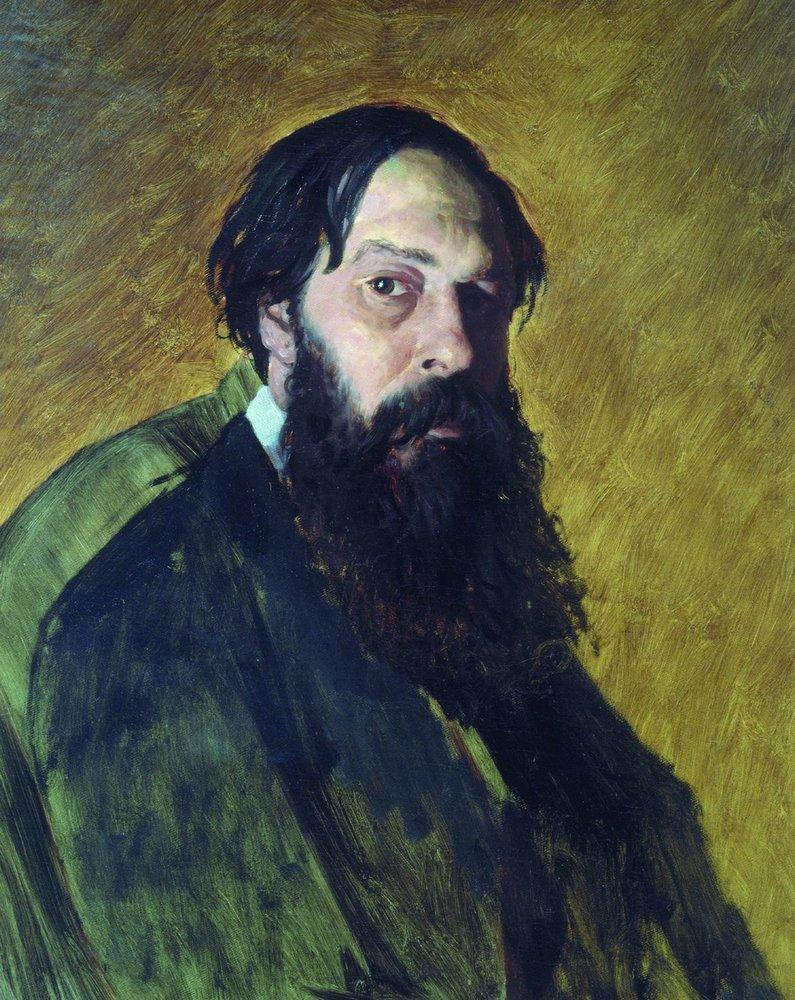
А. К. Саврасов. Ок. 1878. Государственная Третьяковская галерея
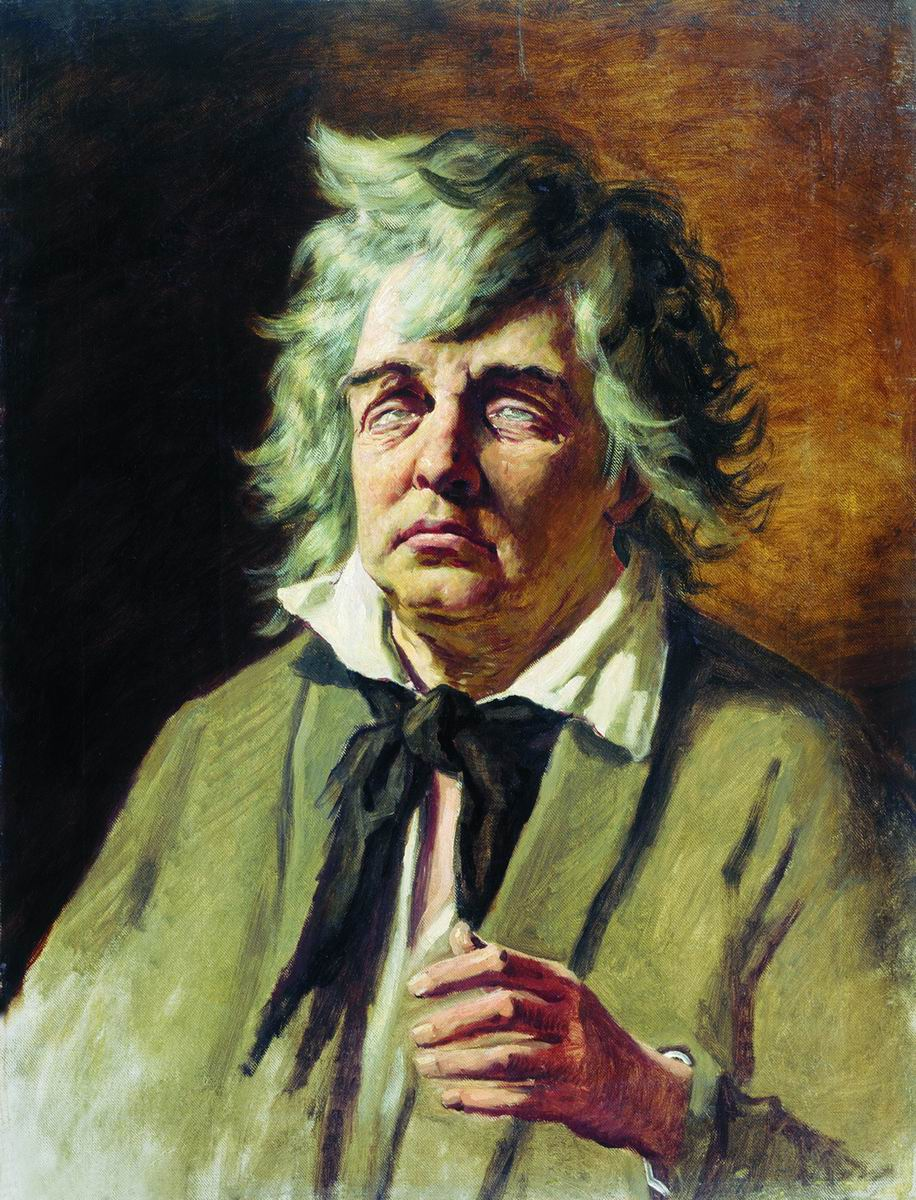
Голова слепого. 1878. Рязанский художественный музей
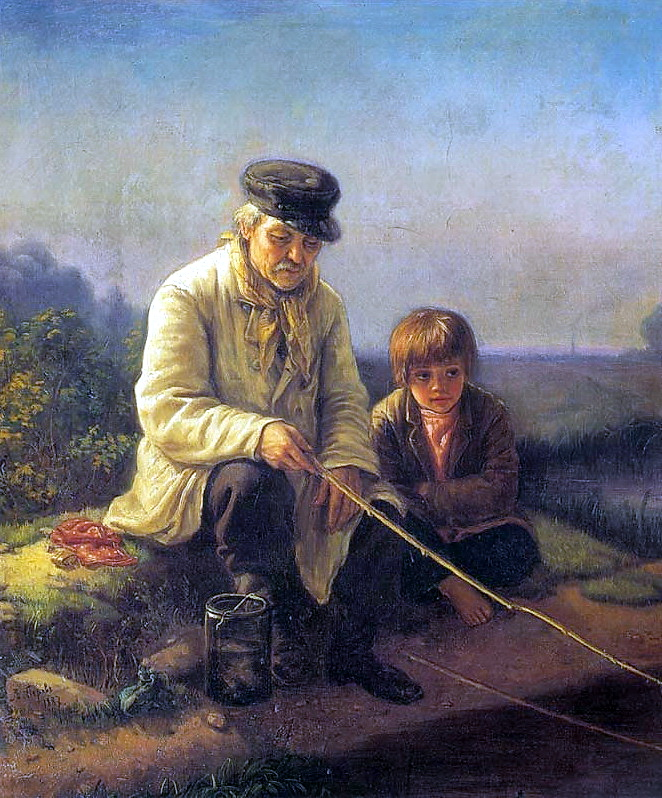
Рыбная ловля. 1878. Государственный Русский музей

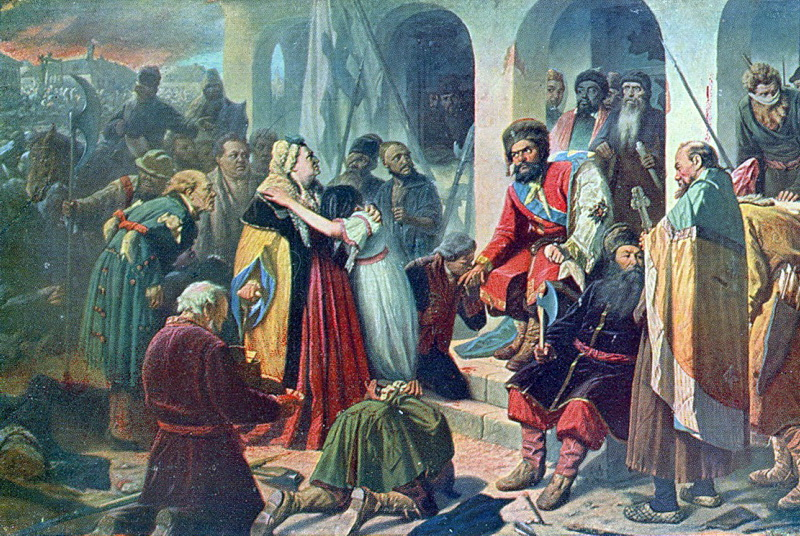
Суд Пугачёва. 1879. Государственный Русский музей

В 1877 году Перов вышел из членов ТПХВ. В следующем году участвовал в экспозиции Всемирной парижской выставки с картинами «Странник», «Птицелов», «Рыболов», «Фомушка-сыч» и «Охотники на привале», а также портретами Ф. М. Достоевского и В. В. Безсонова.
Трижды Перов обращался к сюжету суда Пугачёва. Образ Пугачёва изменялся от удалого казака на коне — в первом варианте, к плюгавому мужику — во втором, до свирепого и могучего изверга — в третьем. Первая, лучшая редакция «Пугачёвского бунта» была разрезана на части. В 1879 году он, наконец, завершил третий вариант, но и он не удовлетворил художника; Перов собирался ещё раз писать картину.
Трагизм своей внутренней жизни этого периода Перов выразил «Евангельской» серией и картиной «Никита Пустосвят. Спор о вере».

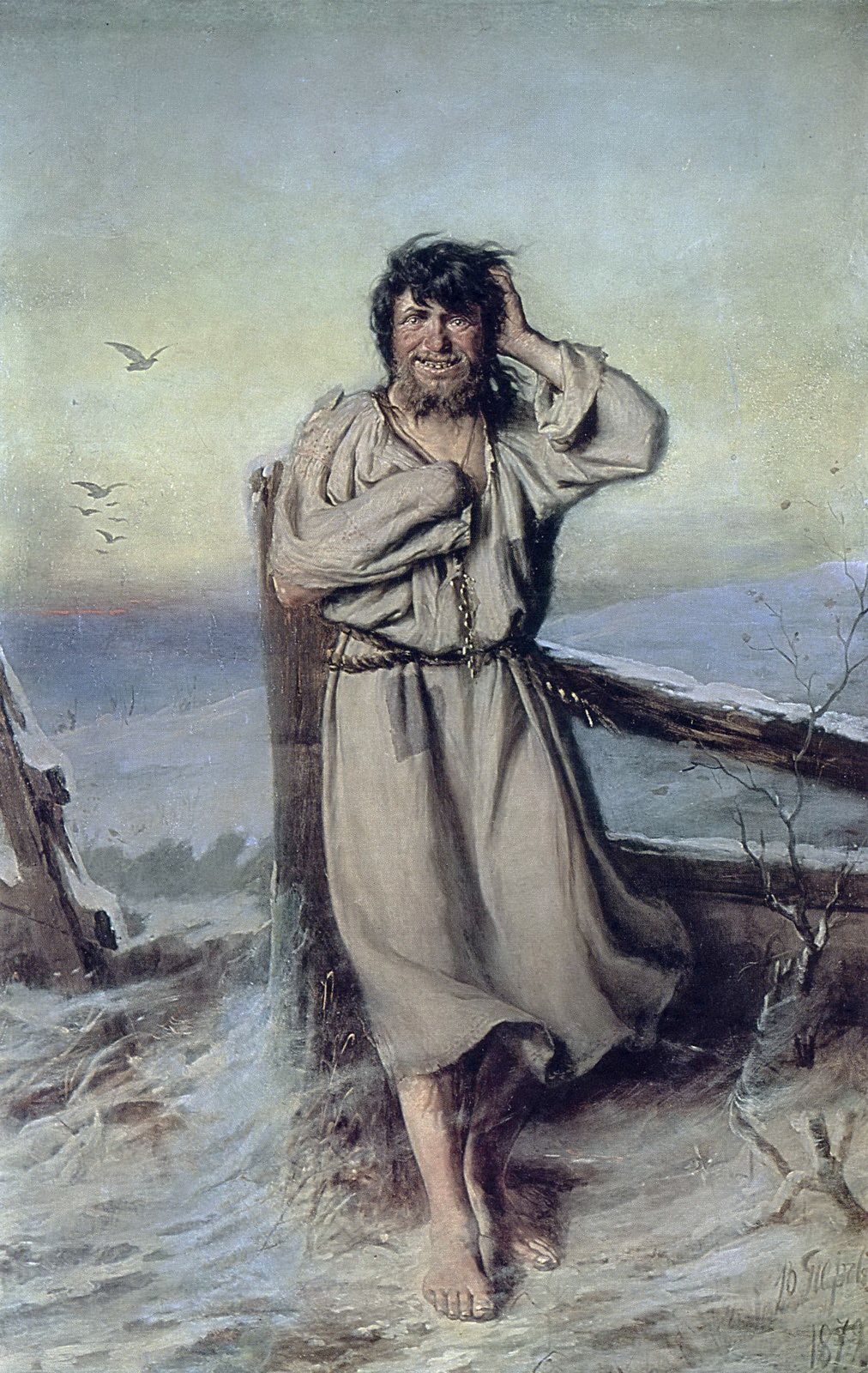
Блаженный. 1879. Государственная Третьяковская галерея
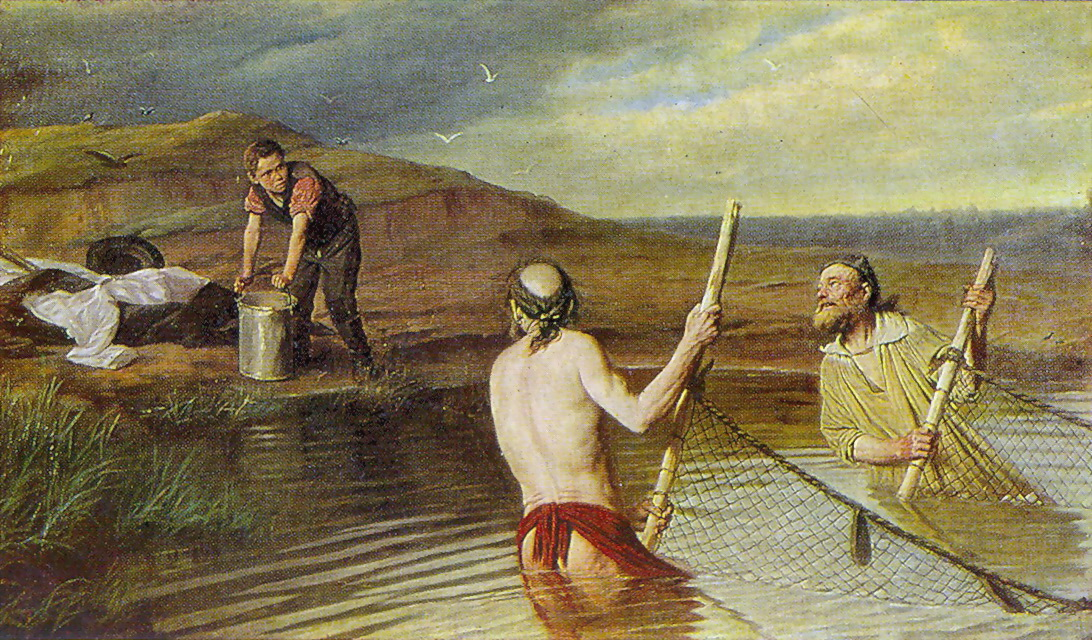
Рыбаки. 1879. Нижегородский художественный музей
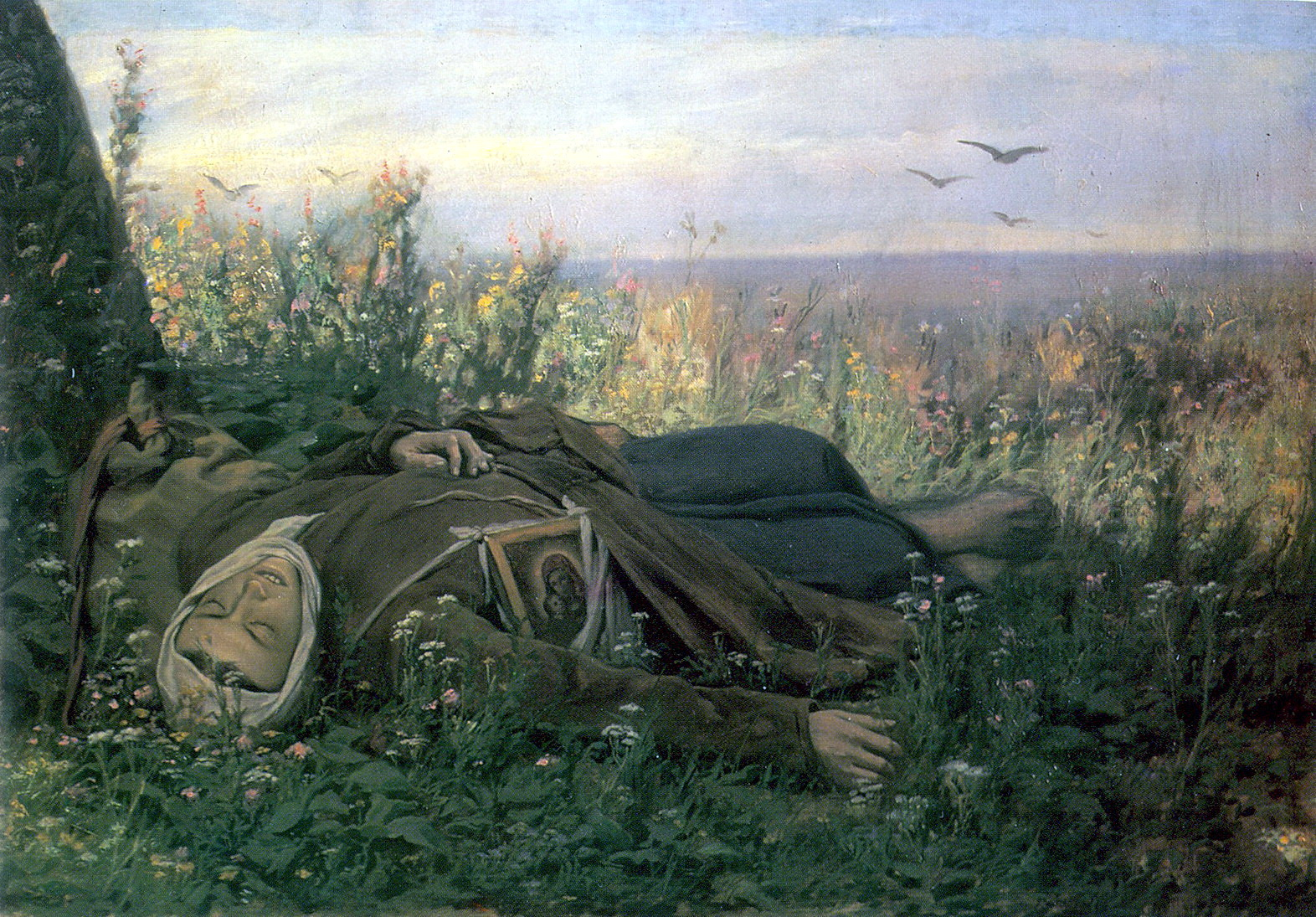
Странница в поле. 1879. Нижегородский художественный музей
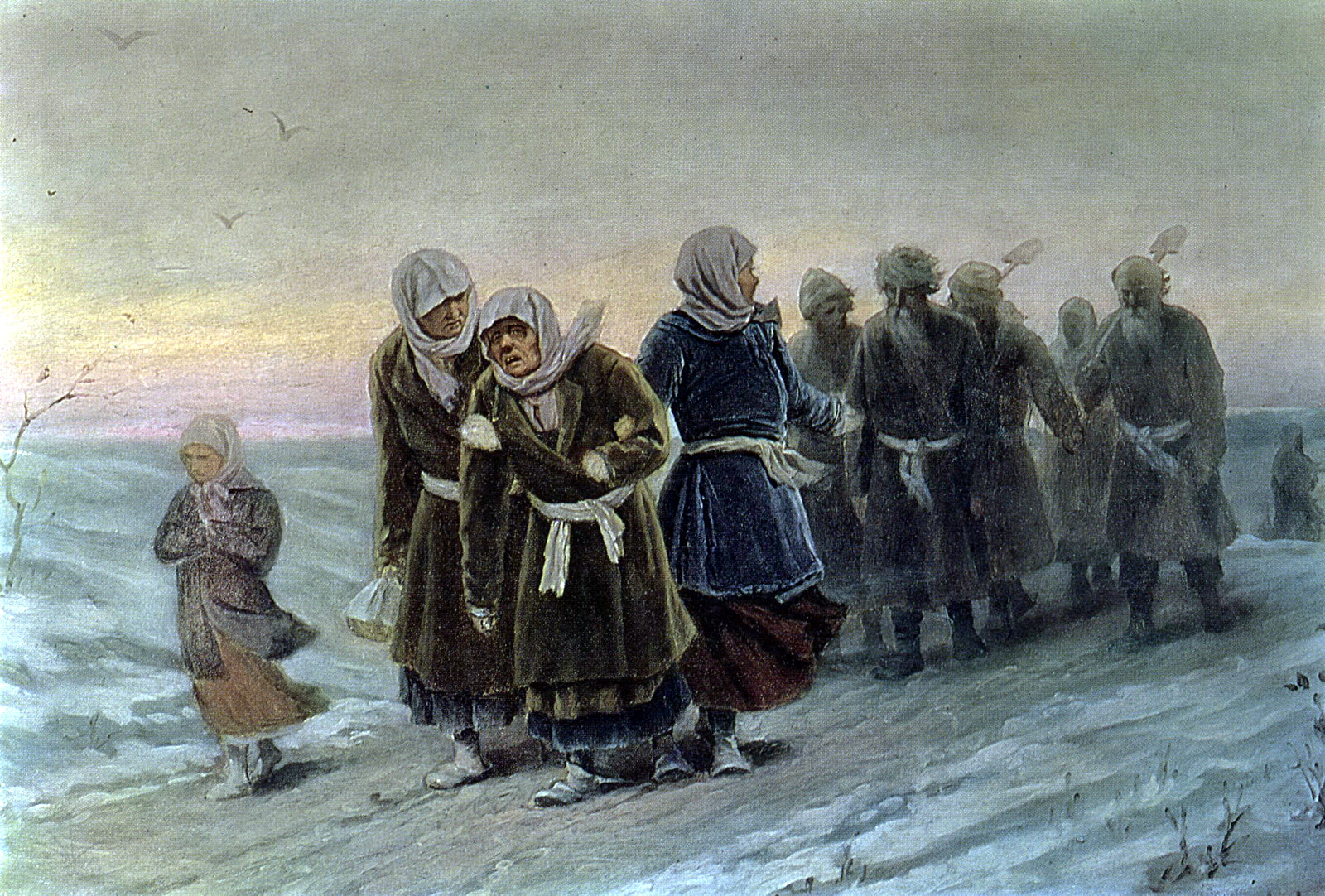
Возвращение крестьян… 1880. Государственная Третьяковская галерея
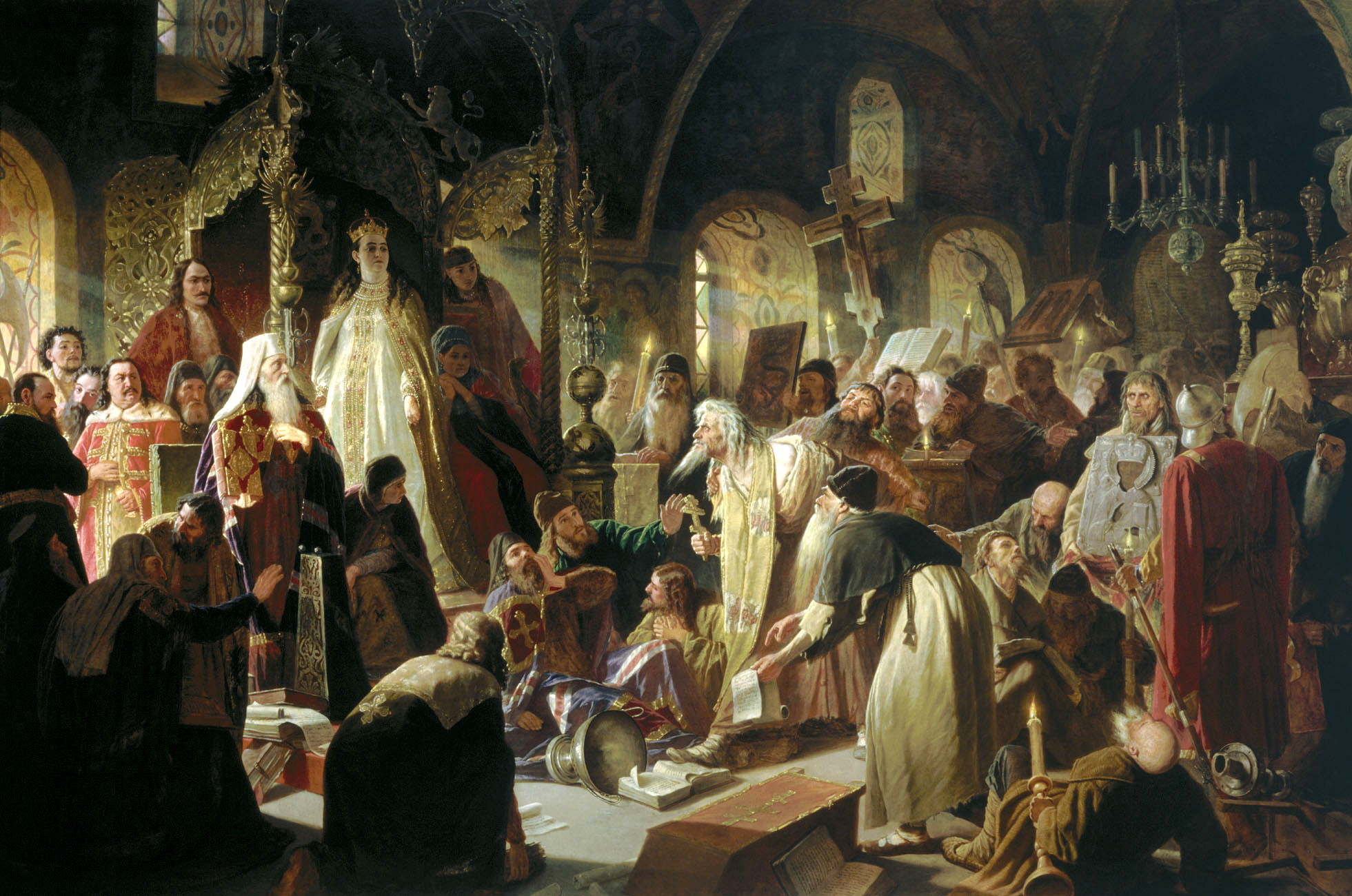
Никита Пустосвят. 1881. Государственная Третьяковская галерея
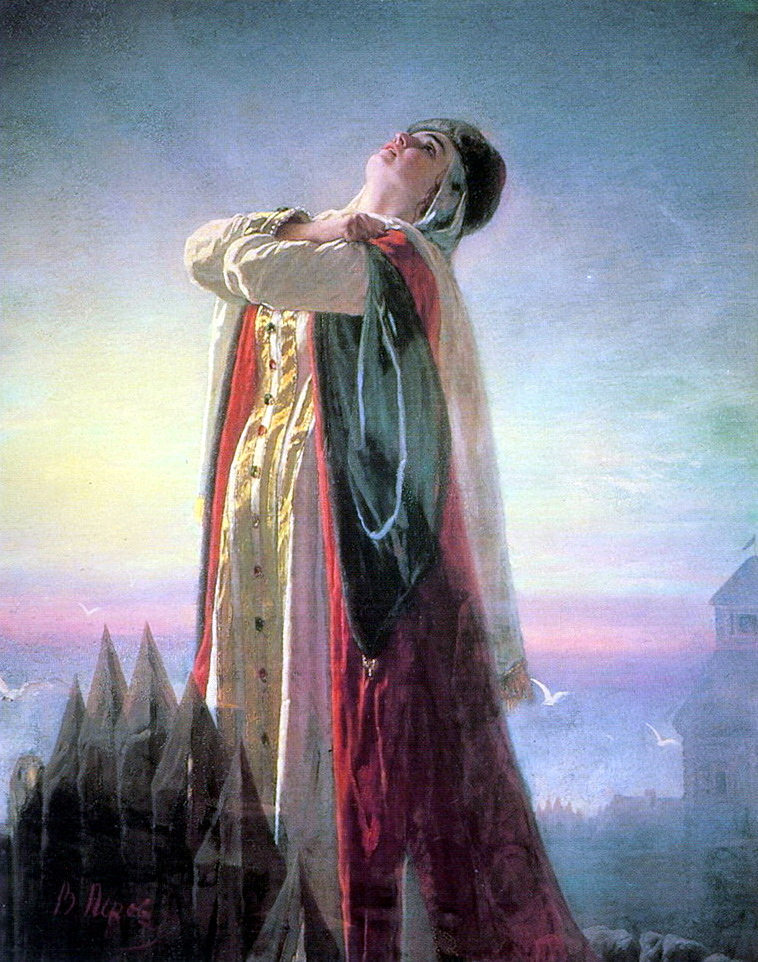
Плач Ярославны. 1881. Частное собрание
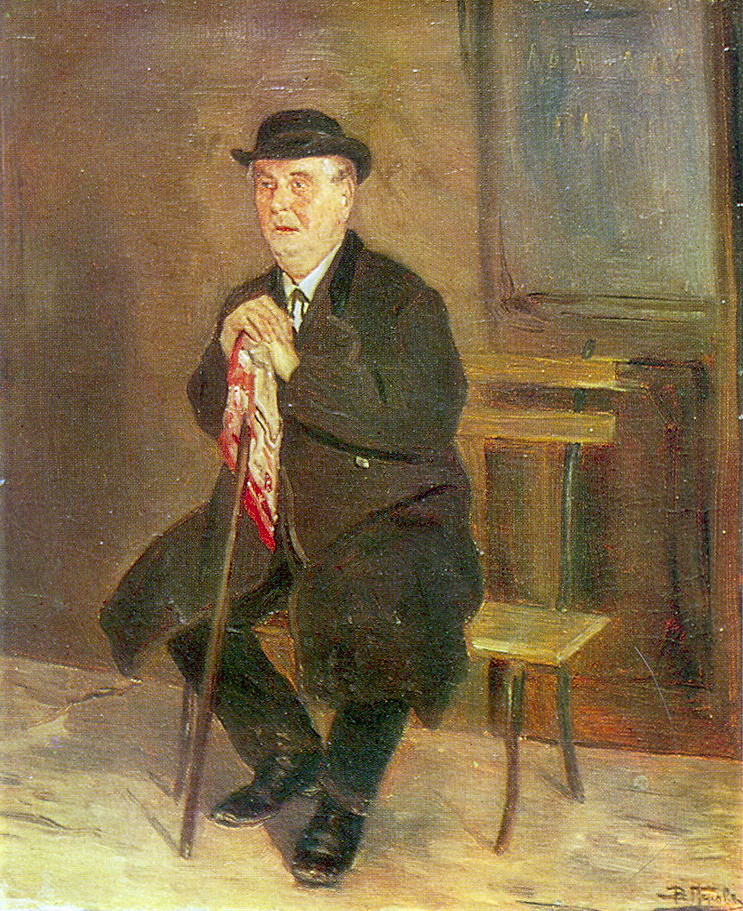
Старик на скамейке. 1881. Ростовский музей

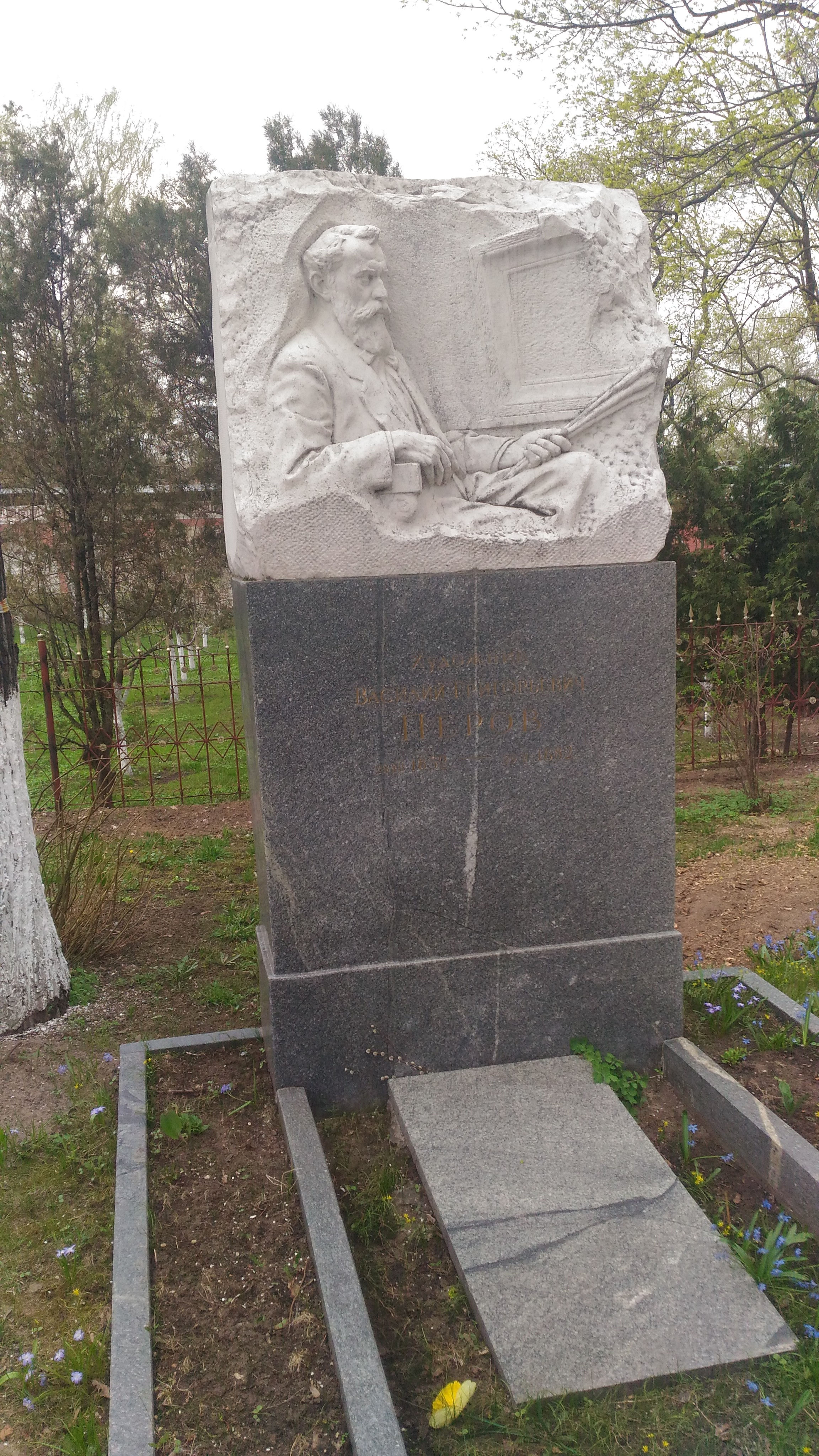
Могила Василия Перова на кладбище Донского монастыря в Москве

В последние годы жизни В. Г. Перов сотрудничал с журналом «Природа и охота» Л. П. Сабанеева. Ряд его рассказов был опубликован в «Художественном журнале», издававшемся в 1881—1887 гг. писателем и критиком Н. А. Александровым (1841—1907).
В конце 1881 года тиф и воспаление лёгких окончательно подорвали его здоровье.
В. Г. Перов скончался от чахотки, на 49-м году жизни, в маленькой подмосковной Голицынской больнице на территории усадьбы Кузьминки (ныне территория Москвы). Художник был похоронен на монастырском кладбище в Даниловом монастыре (на его могиле было установлено скорбное надгробие в виде креста на Голгофе).
Прах его был перезахоронен на кладбище Донского монастыря; точная дата перезахоронения неизвестна. На новой могиле художника был установлен памятник работы скульптора Алексея Евгеньевича Елецкого.
Его сын — Владимир Перов — тоже был художником.

## Персональные выставки
- 1882/1883 — Первая (посмертная) выставка (Москва/Петербург)
- 1934 — Выставка ко дню рождения (ГТГ и ГРМ)
- 1988 — выставка к 150-летию со дня рождения (ГТГ)

## Память

### В филателии
- В СССР и России выпущены почтовые марки и почтовый конверт, посвященные Перову:

Почтовые марки СССР, 1956 год
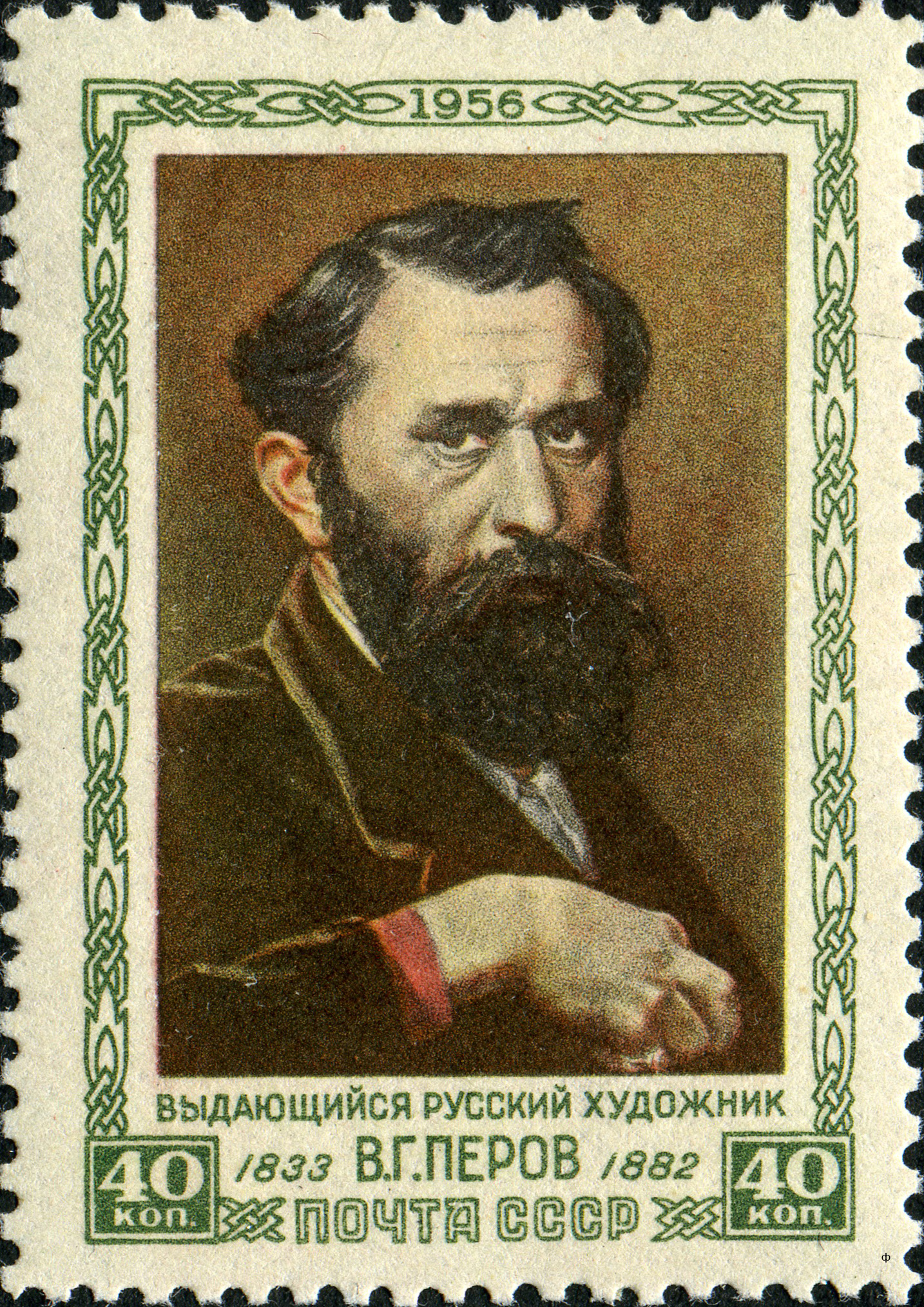
«Русский художник В. Г. Перов» (по автопортрету 1870 года)
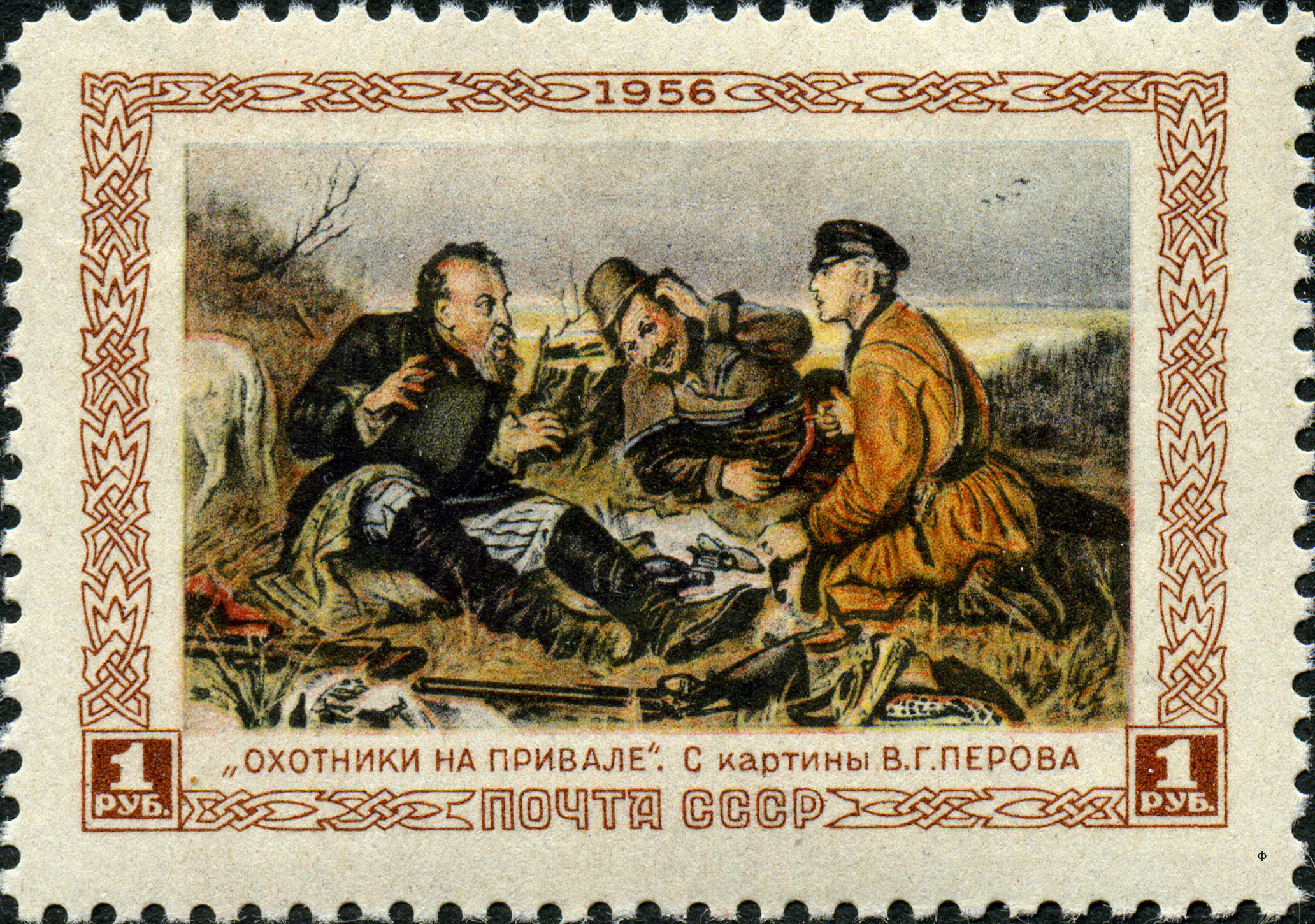
Картина «Охотники на привале»
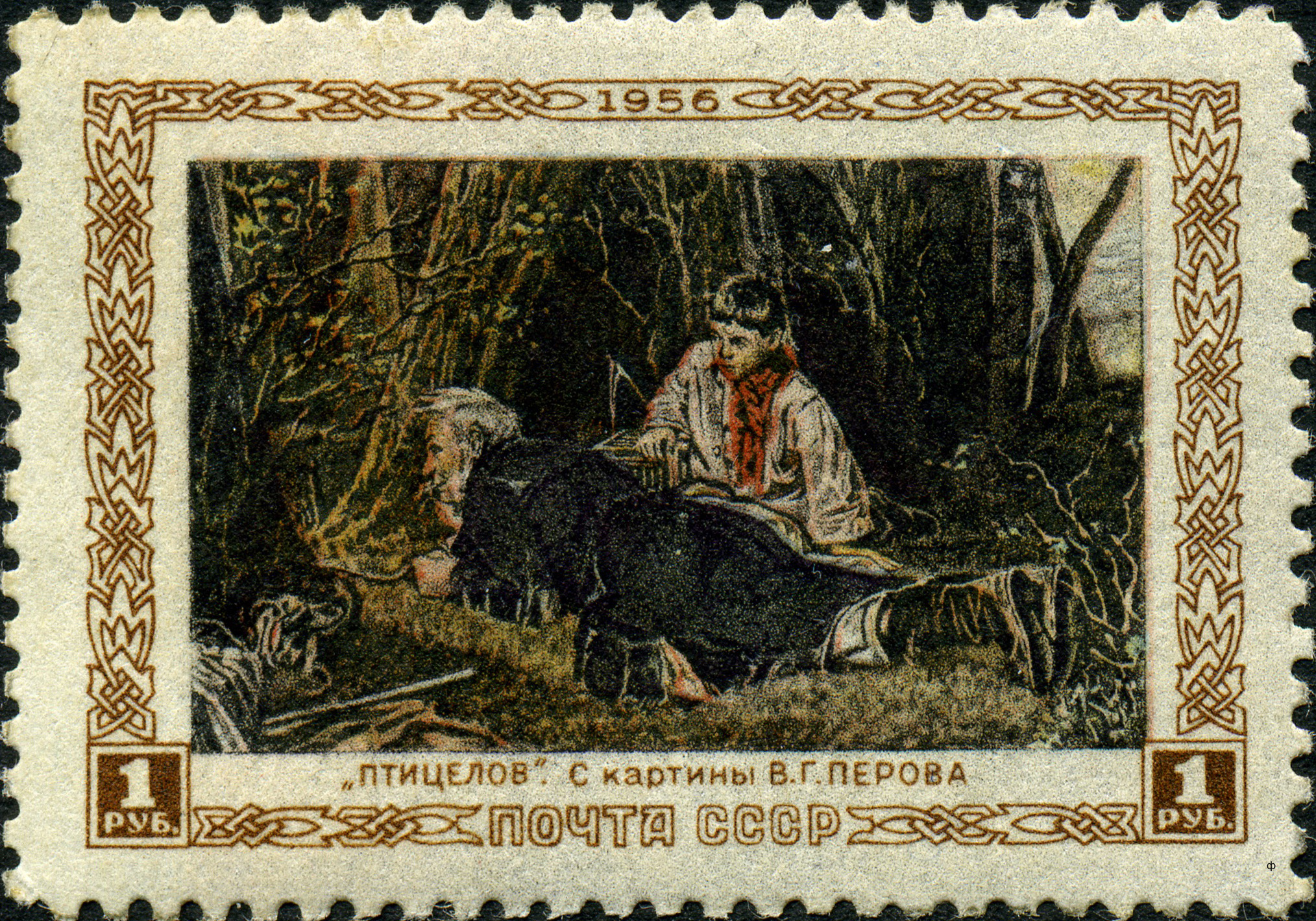
Картина «Птицелов»

Почтовые марки России, 2009 год
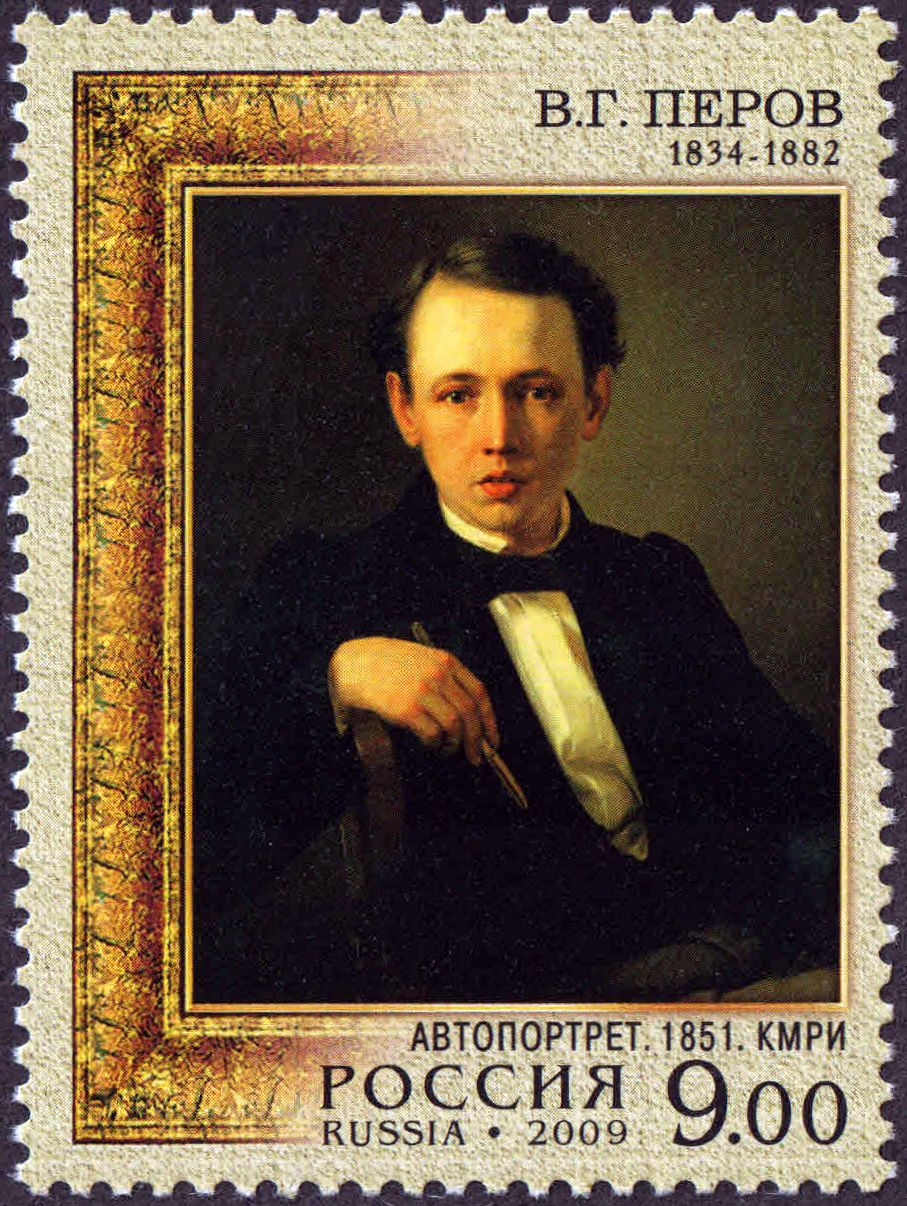
Автопортрет
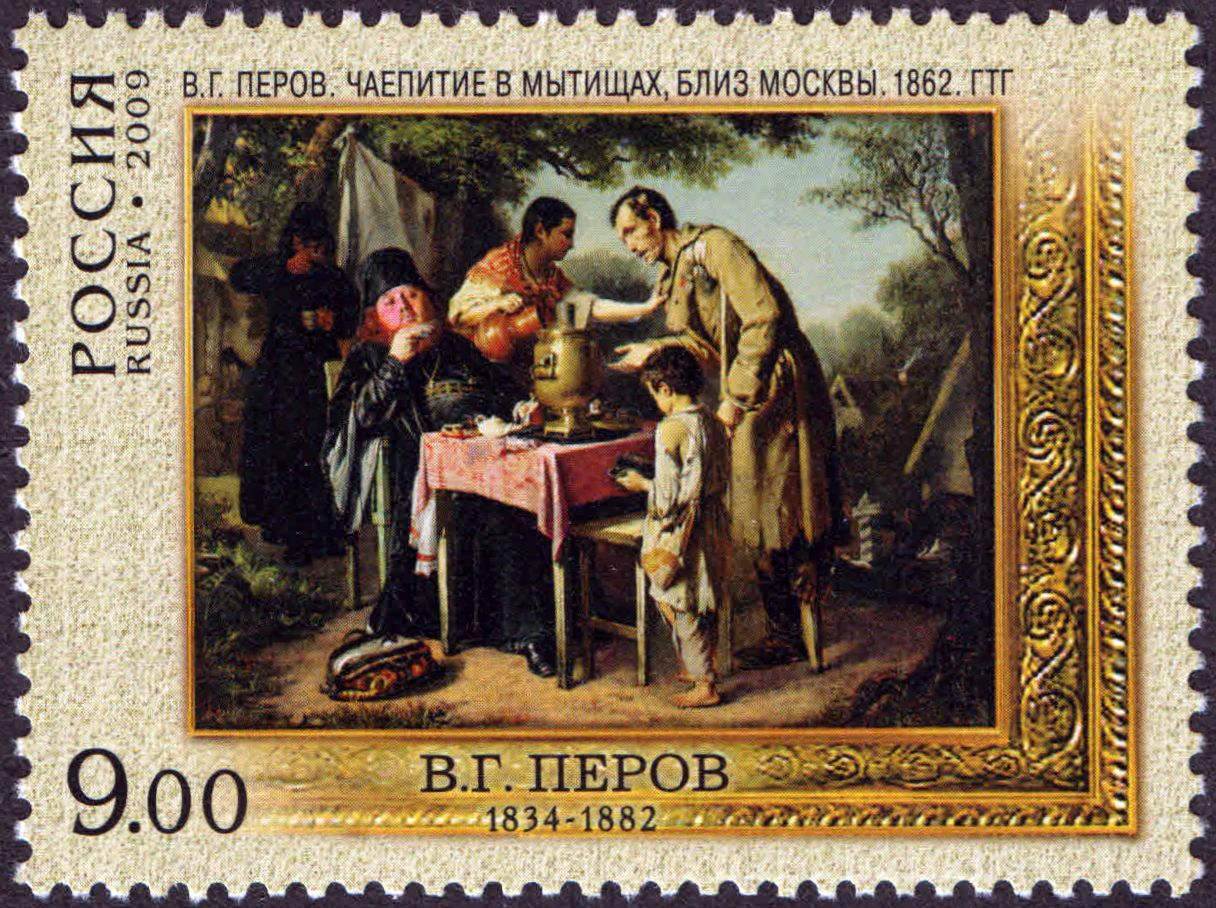
Картина «Чаепитие в Мытищах, близ Москвы»

## Публикации текстов
- Перов В. Г. Рассказы художника / В. Перов; сост., авт. вступ. статьи и примеч. А. Леонов. — М. : Изд-во Акад. художеств СССР, 1960. — 191 с., 11 л. ил. — OCLC 7266984.